# Liste der Biografien/Kan
Liste der Biografien |
Portal Biografien |
Personensuche
# |
A |
B |
C |
D |
E |
F |
G |
H |
I |
J |
K |
L |
M |
N |
O |
P |
Q |
R |
S |
T |
U |
V |
W |
X |
Y |
Z |
?
 
Ka |
Kb |
Kc |
Kd |
Ke |
Kf |
Kg |
Kh |
Ki |
Kj |
Kl |
Km |
Kn |
Ko |
Kp |
Kr |
Ks |
Kt |
Ku |
Kv |
Kw |
Ky |
Kx |
Kz
 
Kaa–Kag |
Kah |
Kai |
Kaj |
Kak |
Kal |
Kam |
Kan |
Kao |
Kap |
Kar |
Kas |
Kat |
Kau |
Kav |
Kaw |
Kay |
Kaz
Die Liste der Biografien führt alle Personen auf, die in der deutschsprachigen Wikipedia einen Artikel haben. Dieses ist eine Teilliste mit 1174 Einträgen von Personen, deren Namen mit den Buchstaben „Kan“ beginnt.

## Kan
- Kan Bahlam I. (524–583), Herrscher der Maya-Stadt Palenque (572–583)
- K’an Joy Chitam I. (490–565), Herrscher der Maya-Stadt Palenque (529–565)
- Kan, Alain (* 1944), französischer Sänger
- Kan, Alexander (* 1963), kasachischer Ordensgeistlicher, ehemaliger Superior von Kirgisistan
- Kan, Chazan (1748–1828), japanischer Dichter
- Kan, Daniel Marinus (1927–2013), Mathematiker, Homotopie-Theorie
- Kan, Ernest (1922–2014), lettisch-amerikanischer Überlebender des Holocaust
- Kan, Ilja (1909–1978), sowjetischer Schachspieler
- Kan, Justin (* 1983), US-amerikanischer Internet-Unternehmer und InvestorJustin Kan (* 1983)

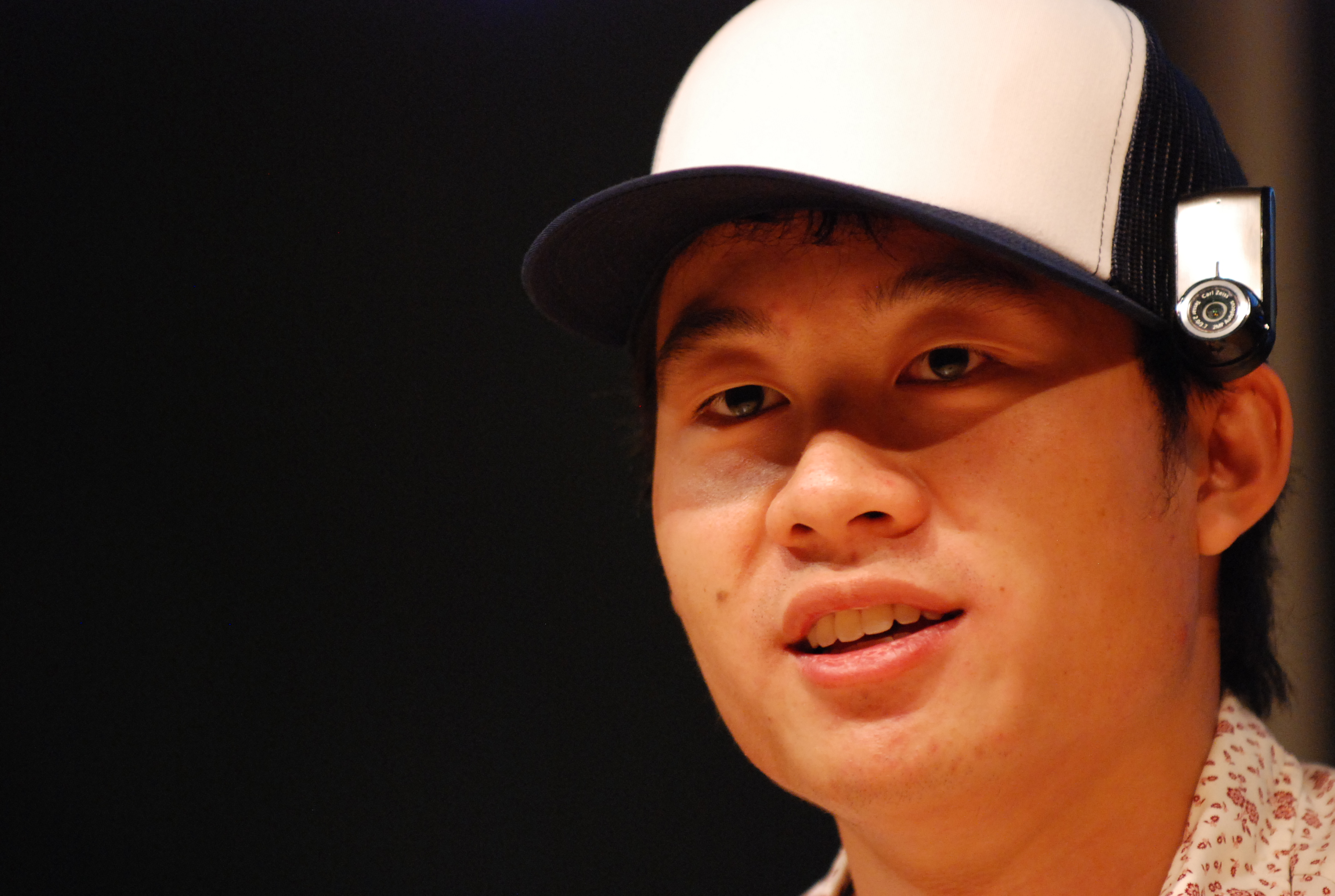
Justin Kan (* 1983)

- Kan, Kaan Hang (* 1980), hongkong-chinesischer Straßenradrennfahrer
- Kan, Kazunori (* 1985), japanischer Fußballspieler
- Kan, Masayoshi (* 1972), japanischer Leichtathlet
- Kan, Naoto (* 1946), japanischer Politiker
- Kan, Wiktorija Rodionowna (* 1995), russische Tennisspielerin
- Kan, Wim (1911–1983), niederländischer Kabarettist
- Kan, Yuet Wai (* 1936), chinesisch-US-amerikanischer Hämatologe und Genetiker
- Kan, Yujing (* 1960), chinesische Schriftstellerin
- Kan-Dapaah, Albert (* 1953), ghanaischer Politiker

### Kana
- Kana (* 1982), japanische Sängerin
- Kana, Marco (* 2002), belgischer Fußballspieler
- Kana, Melina (* 1966), griechische Sängerin
- Kana, Sena, japanische Popsängerin
- Káňa, Tomáš (* 1987), tschechischer Eishockeyspieler
- Kana-Biyik, André (* 1965), kamerunischer Fußballspieler
- Kana-Biyik, Jean-Armel (* 1992), französischer Fußballspieler
- Kanaan, Ghazi (1942–2005), syrischer Politiker und General
- Kanaan, Sami (* 1964), Schweizer Politiker (SP)
- Kanaan, Tony (* 1974), brasilianischer AutomobilrennfahrerTony Kanaan (* 1974)

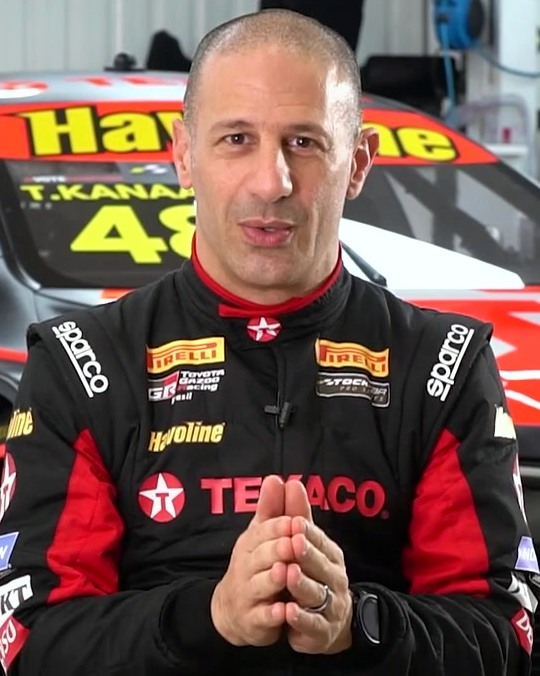
Tony Kanaan (* 1974)

- Kanaanizadegan, Hossein (* 1994), iranischer Fußballspieler
- Kanaboutzes, Ioannes, byzantinischer Autor und Gelehrter
- Kanacher, Britta (* 1963), deutsche Religionswissenschaftlerin
- Kanachos aus Sikyon, griechischer Bildhauer
- Kanada, indischer Philosoph
- Kanada, Yasumasa (1949–2020), japanischer Informatiker und theoretischer Physiker
- Kanade, Takeo (* 1945), japanischer Informatiker
- Kanadi, Harith (* 2000), singapurischer Fußballspieler
- Kanaet, Dominik (* 1991), kroatischer Eishockeyspieler
- Kanaet, Toni (* 1995), kroatischer Taekwondoin
- Kanafani, Ghassan (1936–1972), palästinensischer Schriftsteller und Journalist
- Kanaga, Consuelo (1894–1978), US-amerikanische Fotografin
- Kanagaki, Robun (1829–1894), japanischer Schriftsteller
- Kanagasingam, Anojen (* 1994), Schweizer Fussballschiedsrichter
- Kanaguchi, Nozomu (* 1981), japanischer Fußballspieler
- Kanaguri, Shisō (1891–1983), japanischer Marathonläufer
- Kanai, Hideto (1931–2011), japanischer Jazzmusiker
- Kanai, Hiroyuki (1925–2012), japanischer Geschäftsmann, Schriftsteller und Philatelist
- Kanai, Kikuko (1911–1986), japanische Künstlerin
- Kanai, Mieko (* 1947), japanische Schriftstellerin
- Kanai, Noburu (1865–1933), japanischer Wirtschaftswissenschaftler
- Kanai, Norishige (* 1976), japanischer Raumfahrer
- Kanai, Rieko (* 1981), japanische Skispringerin
- Kanai, Ryūta (* 1989), japanischer Fußballspieler
- Kanai, Taiō (* 1995), japanischer Hürdenläufer
- Kanai, Takashi (* 1990), japanischer Fußballspieler
- Kanai, Ushū (1796–1857), japanischer Maler
- Kanai, Vicky, palauische Politikerin
- Kanai, Yutaka (1959–1990), japanischer Langstreckenläufer
- Kanaikin, Wladimir Alexejewitsch (* 1985), russischer Geher
- Kanajan, Drastamat (1884–1956), armenischer Militär und Politiker
- Kanajewa, Jewgenija Olegowna (* 1990), russische TurnerinJewgenija Olegowna Kanajewa (* 1990)

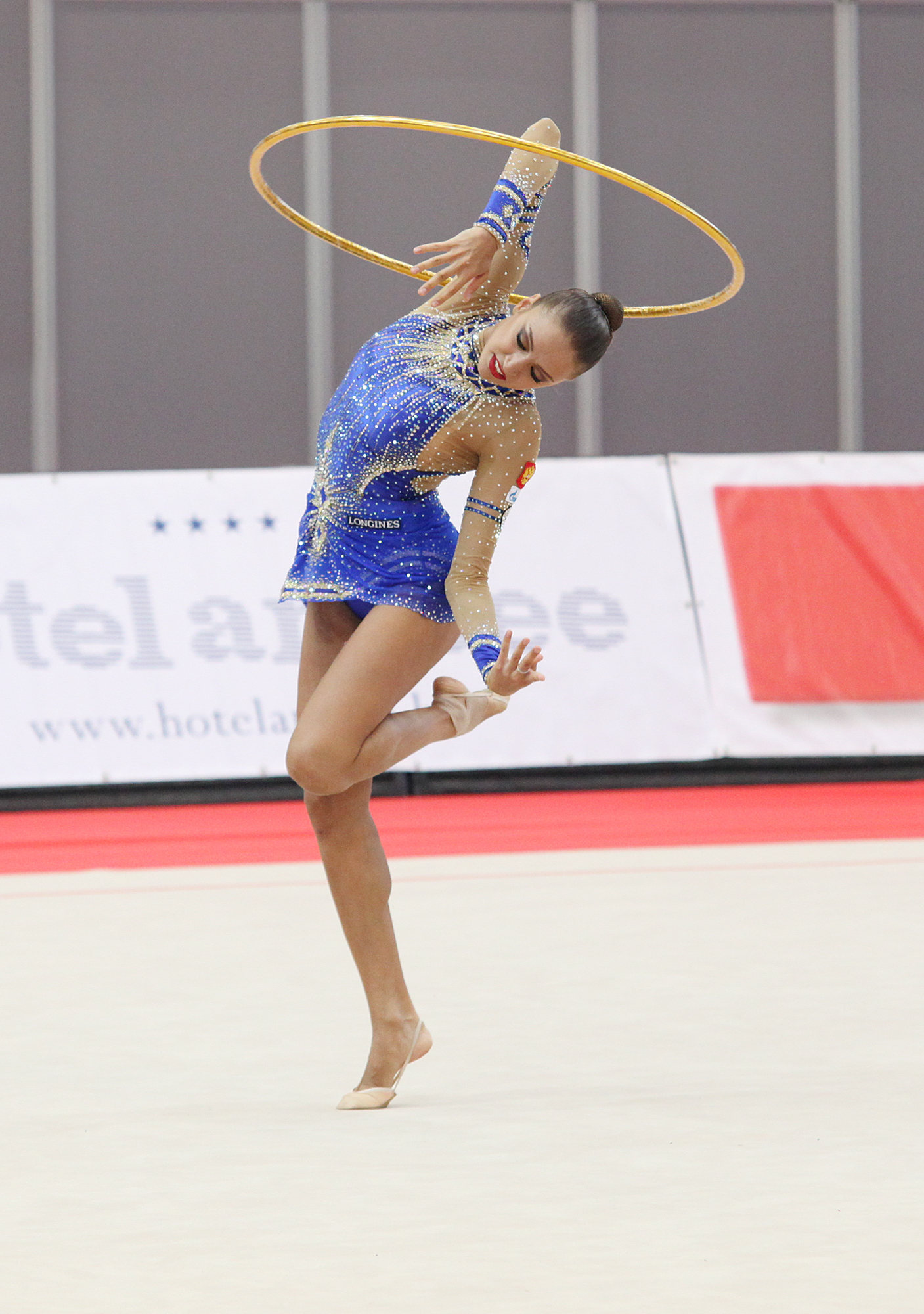
Jewgenija Olegowna Kanajewa (* 1990)

- Kanak Chapa (* 1969), bangladeschische Sängerin
- Kanak, Kaan (* 1990), türkischer Fußballspieler
- Kanakappally, Benedict (* 1958), indischer Ordensgeistlicher und Religionswissenschaftler
- Kanakaredes, Melina (* 1967), griechisch-US-amerikanische SchauspielerinMelina Kanakaredes (* 1967)

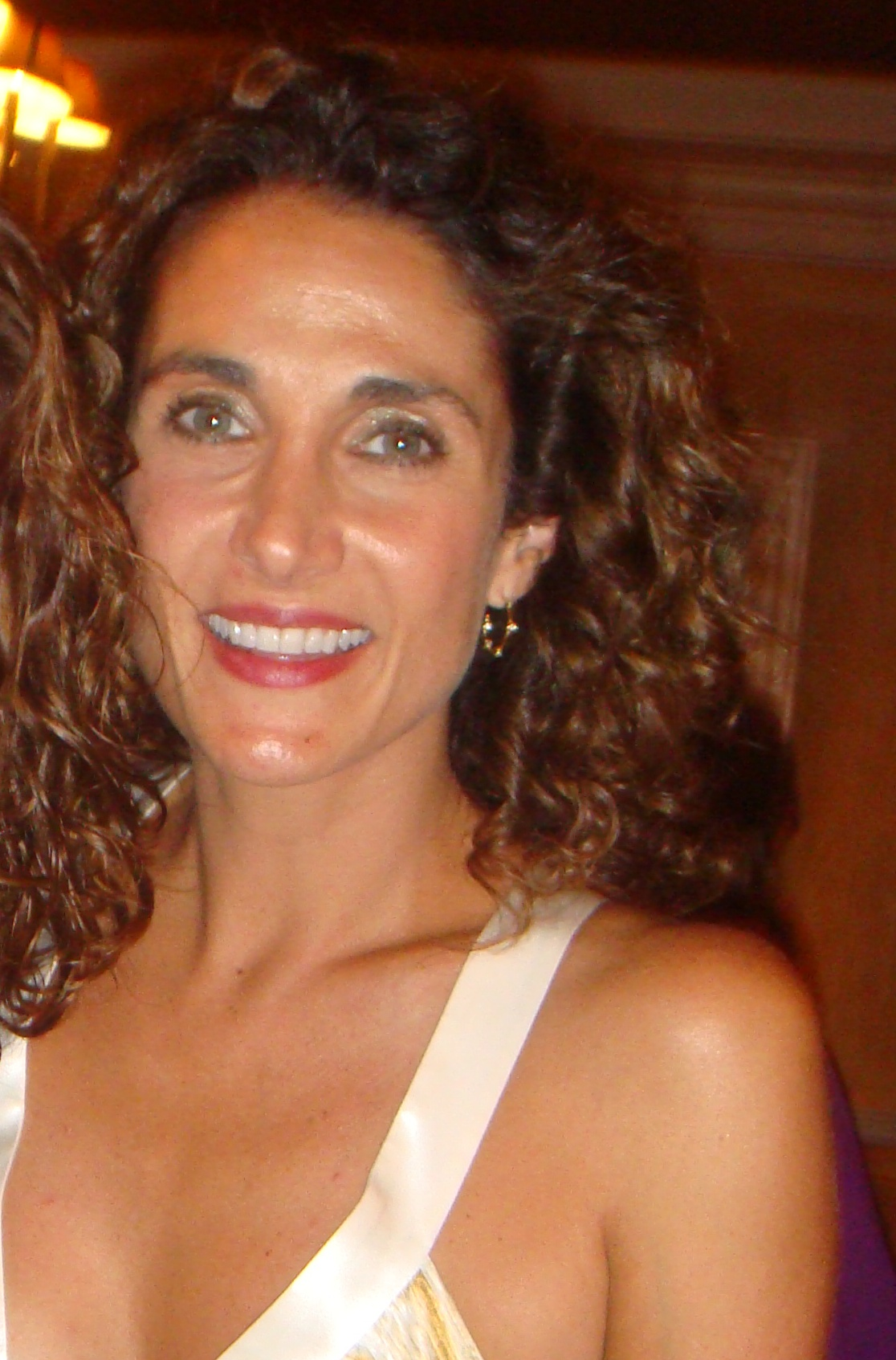
Melina Kanakaredes (* 1967)

- Kanaki, Alexandr Spiridonowitsch (1912–1995), sowjetischer Hammerwerfer
- Kanakina, Julija Artjomowna (* 1995), russische Skeletonpilotin
- Kanakis, Anna (1962–2023), italienische Schauspielerin und Politikerin
- Kanakis, Giannis (1927–2016), griechischer Fußballspieler
- Kanakubo, Jun (* 1987), japanischer Fußballspieler
- Kanakubo, Sai (* 1989), japanischer Fußballspieler
- Kanal, Derman (* 1965), deutscher Unternehmer (Köln)
- Kanal, Jerzy (1921–2015), polnischer Vorsitzender der Jüdischen Gemeinde in Berlin
- Kanalan, Ibrahim (* 1980), deutscher Rechtswissenschaftler
- Kanalelo, Ronnie (* 1971), namibischer Fußballspieler und -trainer
- Kanaly, Steve (* 1946), US-amerikanischer Schauspieler
- Kanam, Barbara (* 1973), kongolesische Musikerin und Produzentin
- Kanamaru, Shigene (1900–1977), japanischer Fotograf
- Kanamaru, Tomio (* 1979), japanischer Skilangläufer
- Kanamaru, Yū (* 1994), japanischer Automobilrennfahrer
- Kanamaru, Yūsuke (* 1979), japanischer Judoka
- Kaname, Jun (* 1981), japanischer Schauspieler
- Kan’ami (1333–1384), japanischer Noh-Schauspieler, Autor von Stücken und Musiker in der Muromachi-Zeit
- Kanamori, Akihiro (* 1948), japanischer Mathematiker
- Kanamori, Hiroo (* 1936), japanischer Geophysiker mit Spezialgebiet Seismologie
- Kanamori, Takeshi (* 1994), japanischer Fußballspieler
- Kanamori, Tokujirō (1886–1959), japanischer Rechtsgelehrter, Regierungsbeamter und Politiker
- Kanamori, Tomoya (* 1982), japanischer Fußballspieler
- Kanamori, Toshirō (1946–2020), japanischer Pädagoge und Autor
- Kanamori, Yūko (* 1986), japanische Badmintonspielerin
- Kanamüller, Alois (* 1952), deutscher Biathlet
- Kanan, Michael, US-amerikanischer Jazz-Pianist und Arrangeur
- Kanana, Angelina (* 1965), kenianische Marathonläuferin
- Kananen, Kimmo (* 1980), finnischer Radrennfahrer
- Kanapazkaja, Hanna (* 1976), belarussische Politikerin
- Kanapazkaja, Wiktoryja (* 2002), belarussische Tennisspielerin
- Kanapé Fontaine, Natasha (* 1991), kanadische Schriftstellerin, Malerin und Schauspielerin
- Kanapeckas, Vytautas (1932–2006), litauischer Politiker
- Kanapkis, Fernando (* 1966), uruguayischer Fußballspieler
- Kanareikin, Leonid Fjodorowitsch (* 1976), russischer Eishockeyspieler
- Kanaris, Konstantinos (1790–1877), griechischer Seeheld und StaatsmannKonstantinos Kanaris (1790–1877)

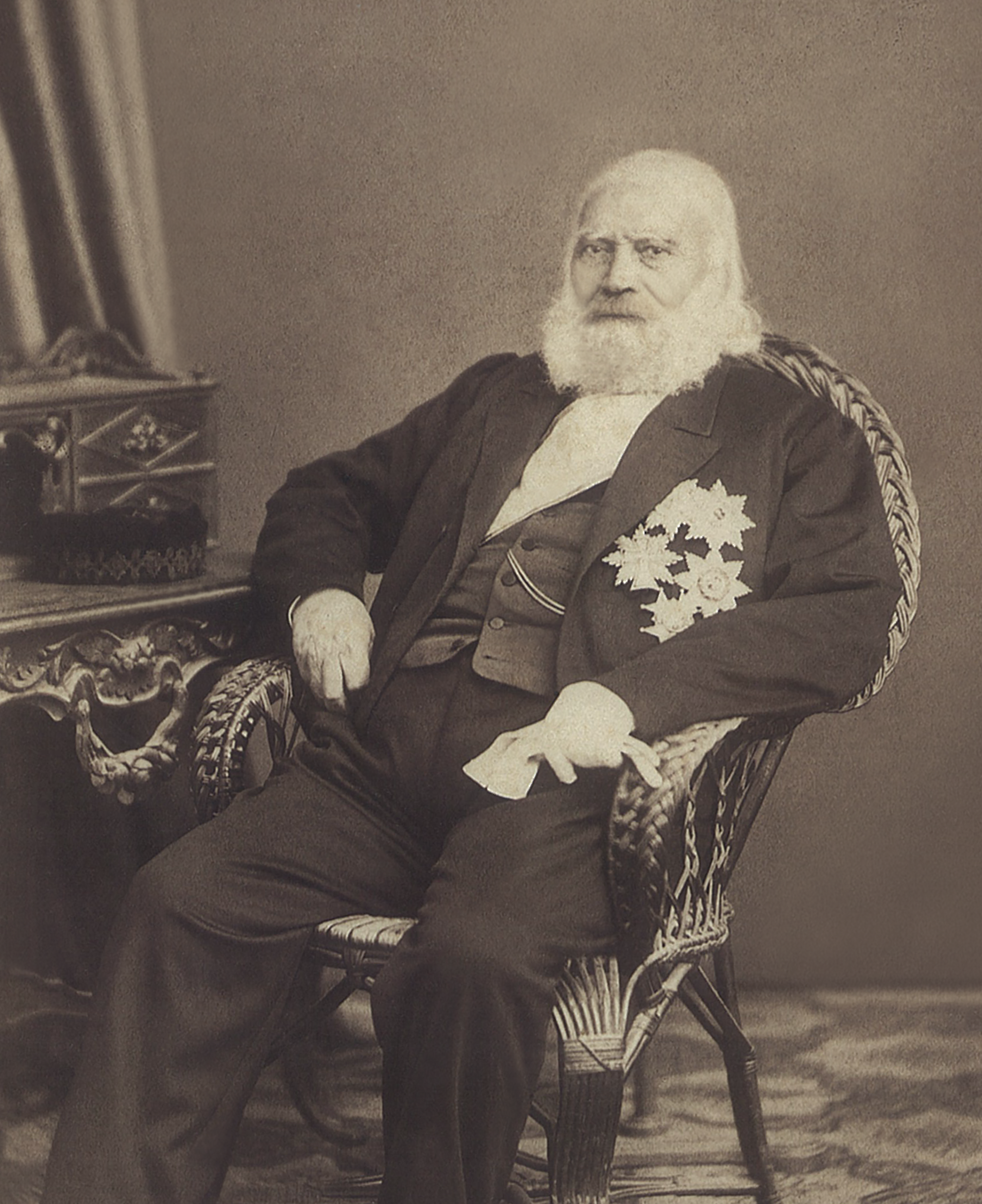
Konstantinos Kanaris (1790–1877)

- Kanarski, Pawel Alexejewitsch (* 1982), russischer Eishockeyspieler
- Kanarya, Tayyib (* 1995), türkischer Fußballspieler
- Kanashima, Keika (1892–1974), japanischer Maler
- Kanasz, Halina (* 1953), polnische Rennrodlerin
- Kanat, Akın (* 1966), türkischer Übersetzer
- Kanata, Konami (* 1958), japanische Manga-Zeichnerin
- Kanatlar, Saki (* 1982), türkischer Poolbillardspieler
- Kanatlı, Şükrü (1893–1954), türkischer General
- Kanatova, Valeriya (* 1992), usbekische Leichtathletin
- Kanatsızkuş, Kubilay (* 1997), türkischer Fußballspieler
- Kanatzidis, Mercouri (* 1957), griechischer Chemiker
- Kanay, Ismail (* 1965), deutsch-türkischer Autor, Philosoph und Dichter
- Kanaya, Hanzō (1873–1933), japanischer General
- Kanaya, Hideo (1945–2013), japanischer Motorradrennfahrer
- Kanayama, Akira (1924–2006), japanischer Künstler
- Kanayama, Heizō (1883–1964), japanischer Maler
- Kanayama, Junki (* 1988), japanischer Fußballspieler
- Kanayama, Masahide (1909–1997), japanischer Diplomat
- Kanazaki, Mū (* 1989), japanischer Fußballspieler
- Kanazawa, Hirokazu (1931–2019), japanischer Karate-Großmeister
- Kanazawa, Hiromasa (* 1983), japanischer Fußballspieler
- Kanazawa, Hiroshi, japanischer Fußballspieler
- Kanazawa, Jō (* 1976), japanischer Fußballspieler
- Kanazawa, Kazuya (* 2002), japanischer Fußballspieler
- Kanazawa, Ryō (* 1988), japanischer Fußballspieler
- Kanazawa, Shin (* 1983), japanischer Fußballspieler
- Kanazawa, Takafumi (* 1981), japanischer Fußballspieler
- Kanazir, Dušan (1921–2009), jugoslawischer Biochemiker
- Kanazoé, Oumarou (1927–2011), burkinischer Baugroßunternehmer
- Kanazono, Hidetaka (* 1988), japanischer Fußballspieler

### Kanb
- Kanbayashi, Chōhei (* 1953), japanischer Science-Fiction-Schriftsteller
- Kanbe, Kōsuke (* 2000), japanischer Fußballspieler
- Kanber, Birkan (* 1992), türkischer Fußballspieler

### Kanc
- Kanca, Ömer (* 1989), türkischer Fußballspieler
- Kanchana, Ama (* 1994), sri-lankische Cricketspielerin
- Kanchanaraphi, Raphi (1936–2010), thailändisch-kanadischer Badmintonspieler
- Kanchanasut, Kanchana (* 1951), thailändische Informationswissenschaftlerin
- Kanchiku, Yuri (* 1982), japanische Regisseurin und Drehbuchautorin
- Kancilija, Tamara (* 1987), slowenische Skispringerin
- Kancsal, Tamás (* 1951), ungarischer Pentathlet

### Kand
- Kand, Helmut (* 1946), österreichischer KünstlerHelmut Kand (* 1946)

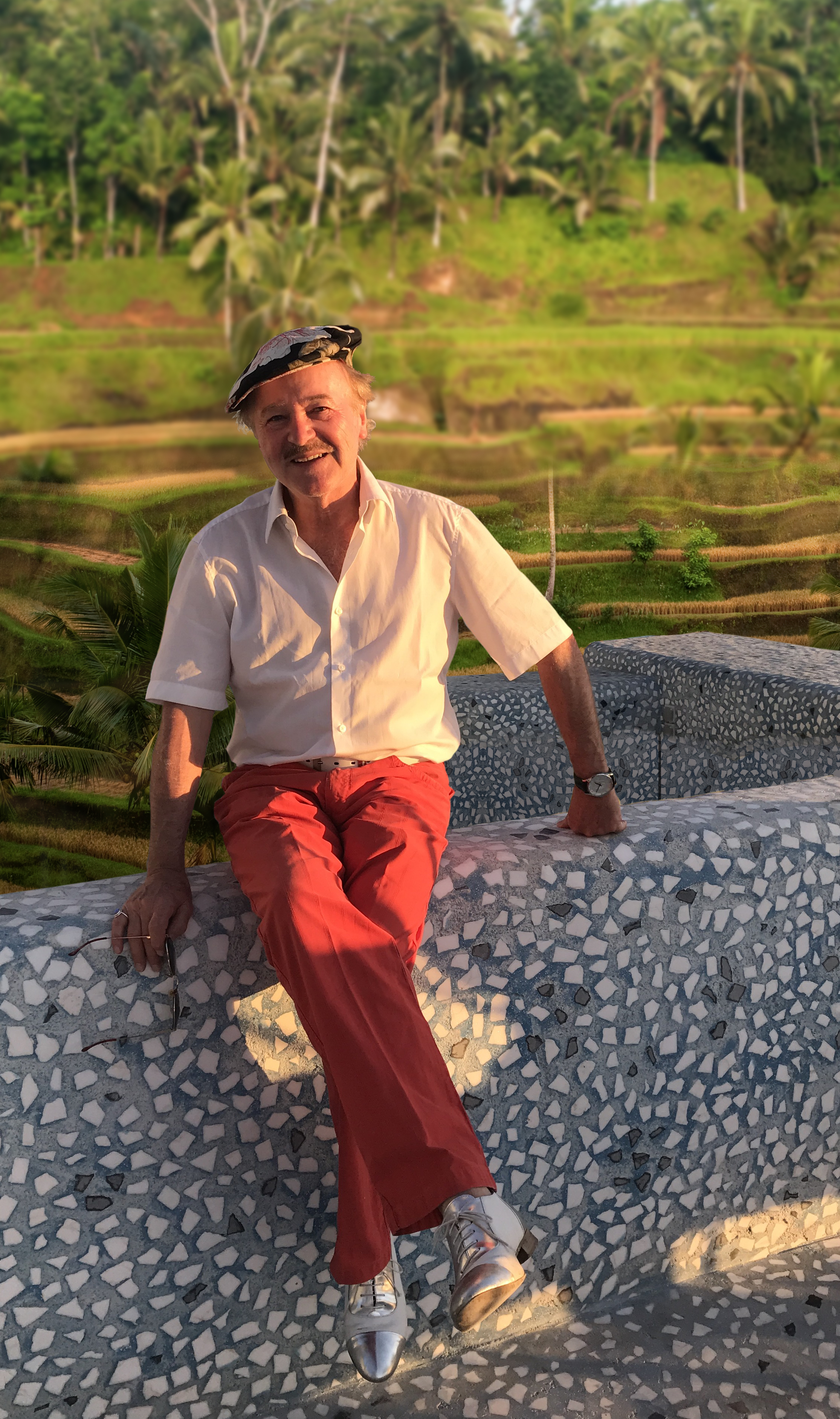
Helmut Kand (* 1946)

- Kanda Bongo Man (* 1955), kongolesischer Musiker des Soukous
- Kanda Matulu, Tshibumba (* 1947), kongolesischer Maler
- Kanda, Almeida (* 1959), angolanischer Geistlicher, Bischof von Ndalatando
- Kanda, Belinda (* 1982), ghanaische Fußballspielerin
- Kanda, Déo (* 1989), kongolesischer Fußballnationalspieler
- Kanda, Fumiyuki (* 1977), japanischer Fußballspieler
- Kanda, Hayato (* 2002), japanischer Fußballspieler
- Kanda, Katsuo (* 1966), japanischer Fußballspieler
- Kanda, Kiyoo († 1970), japanischer Fußballspieler
- Kanda, Luka Lokobe (* 1987), kenianischer Marathonläufer
- Kanda, Masaaki (* 1951), japanischer Politiker
- Kanda, Paul Kangogo (* 1974), kenianischer Marathonläufer
- Kanda, Shoma (* 2002), japanischer Fußballspieler
- Kanda, Soma (* 2005), japanischer Fußballspieler
- Kanda, Takahira (1830–1898), japanischer Politiker
- Kanda, Yumemi (* 1994), japanischer Fußballspieler
- Kandafil, Anwar (* 1973), marokkanischer Ringer
- Kāndahlawī, Muhammad Zakarīyā al- (1898–1982), islamischer und sunnitischer Gelehrter des Hadith
- Kandalanu († 627 v. Chr.), babylonischer König
- Kandanai Thawornsak (* 1995), thailändischer Fußballspieler
- Kandarr, Jana (* 1976), deutsche TennisspielerinJana Kandarr (* 1976)

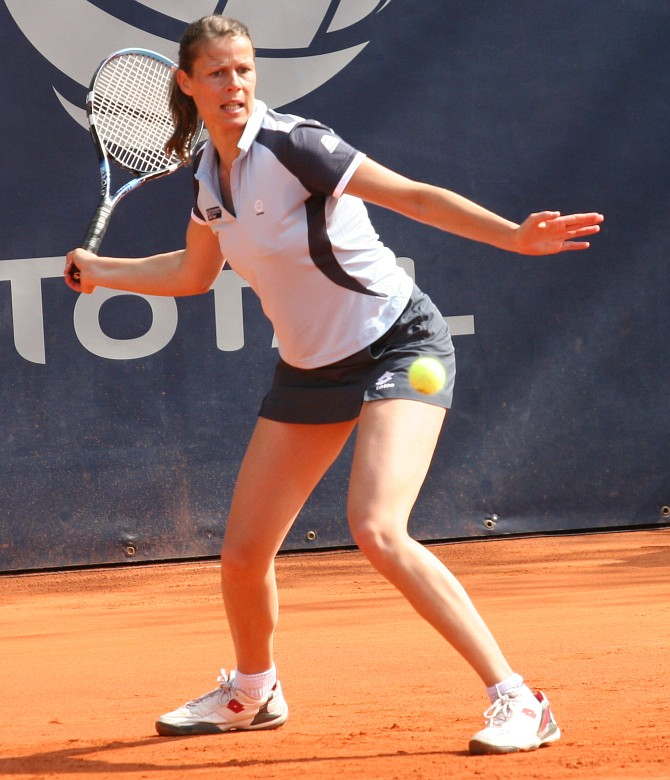
Jana Kandarr (* 1976)

- Kandarr, Petra (1950–2017), deutsche Sprinterin
- Kandasamy, Meena (* 1984), indische Schriftstellerin, Übersetzerin und Aktivistin
- Kandathil, Augustine (1874–1956), indischer Geistlicher, römisch-katholischer Erzbischof
- Kandaurowa, Gerta Semjonowna (1929–2013), sowjetisch-russische Physikerin und Hochschullehrerin
- Kandé, Sylvie (* 1957), französische Dichterin und Historikerin
- Kandeh, Mamma (* 1965), gambischer Politiker
- Kandel, David, Grafiker der Renaissance
- Kandel, Denise (* 1933), amerikanische Sozialmedizinerin und Epidemiologin
- Kandel, Eric (* 1929), amerikanischer Neurowissenschaftler, NobelpreisträgerEric Kandel (* 1929)

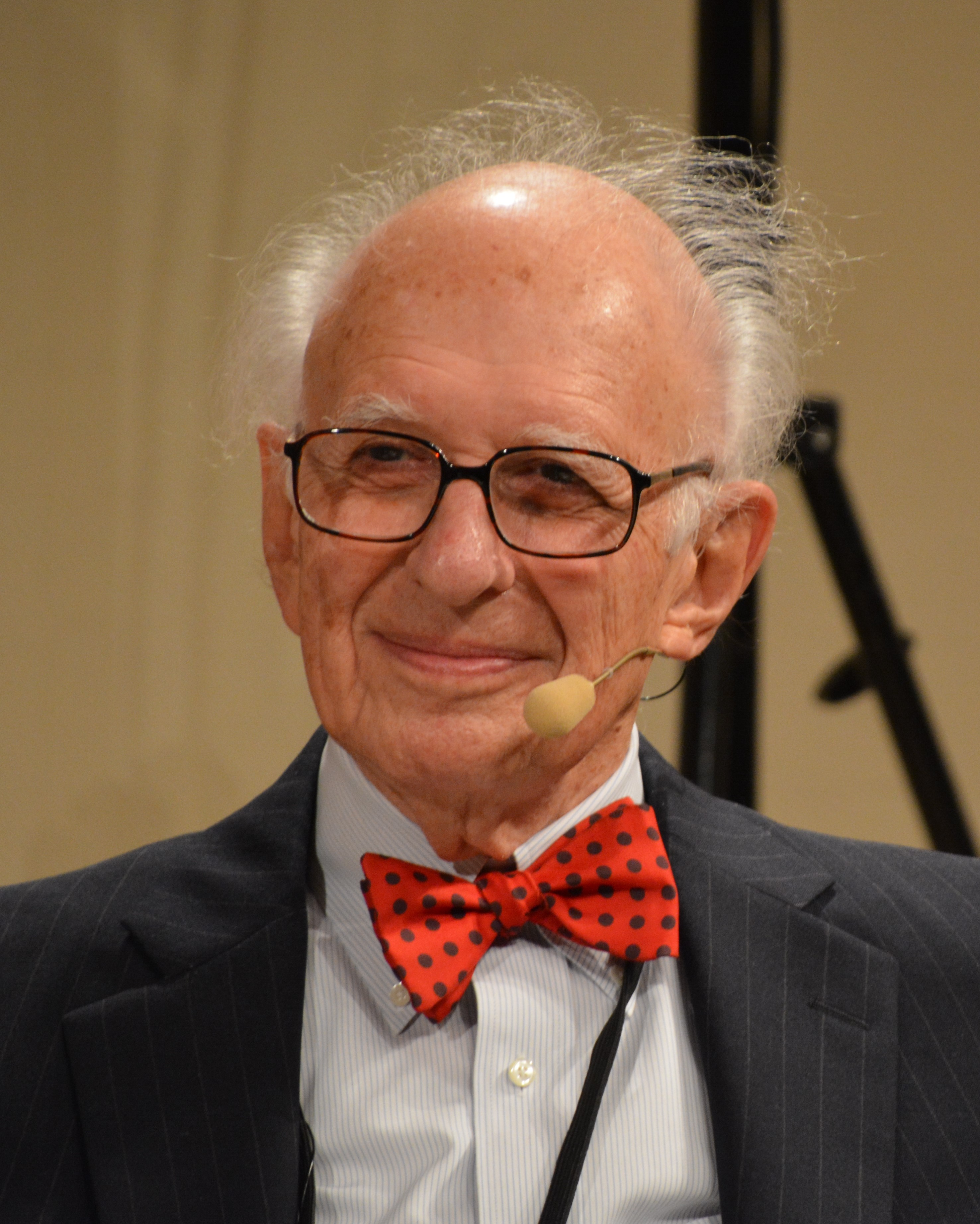
Eric Kandel (* 1929)

- Kandel, Isaac Leon (1881–1965), britisch-amerikanischer Erziehungswissenschaftler
- Kandel, Johannes (* 1950), deutscher Politikwissenschaftler und Historiker
- Kandel, Norbert (* 1955), deutscher Journalist und Schriftsteller
- Kandel, Vladimir (1930–2006), dänischer Musiker und Schauspieler
- Kandelaki, Dawit (1895–1938), sowjetischer Politiker und Diplomat
- Kandelaki, Giorgi (* 1974), georgischer Boxer
- Kandelaki, Ilia (* 1981), georgischer Fußballspieler
- Kandeler, Ellen (* 1957), deutsche Bodenbiologin und Hochschullehrerin
- Kandelhardt, Robert (1867–1959), deutscher Geigenbauer
- Kandell, John (1925–1991), schwedischer Architekt und Designer
- Kandemir, Eylül (* 2001), türkische Schauspielerin
- Kandemir, Helin (* 2004), türkische Schauspielerin
- Kandemir, Hülya (* 1975), deutsch-türkische Liedermacherin, Folkloresängerin und Autorin
- Kandemir, Ömer (* 1993), türkischer Fußballspieler
- Kandemir, Tuğçe (* 1996), türkische Popmusikerin
- Kandemiroğlu, Celâl (* 1953), türkisch-deutscher Grafiker
- Kander, Gerhard (1921–2008), kanadischer Geiger
- Kander, Jason (* 1981), amerikanischer Politiker der Demokratischen Partei
- Kander, John (* 1927), US-amerikanischer KomponistJohn Kander (* 1927)

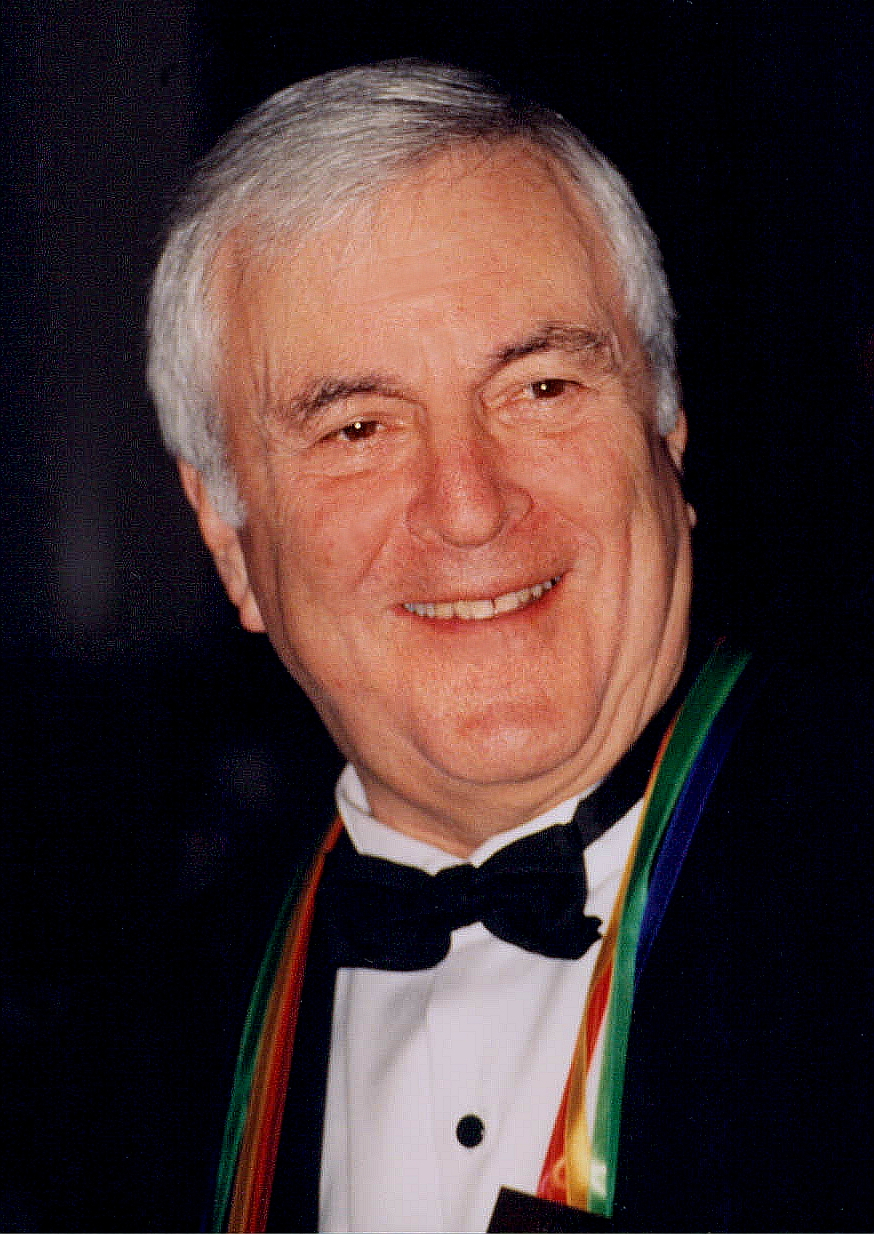
John Kander (* 1927)

- Kander, Sigurd (1890–1980), schwedischer Segler
- Kanders, Kristina (* 1962), deutsche Schlagzeugerin, Perkussionistin, Komponistin und Sängerin
- Kanders, Ludger (* 1958), deutscher Fußballspieler
- Kandhalawi, Muhammad Ilyas (1885–1944), islamischer Gelehrter und der Gründer der Tablighi Jamaat
- Kandhalawī, Muhammad Yūsuf (1917–1965), indischer islamischer Gelehrter und Amir (Führer) der Tablighi Jamaat (1943–1965)
- Kandi, Daniel (* 1983), dänischer DJ und Billardspieler
- Kandiah, Balasegaram (1965–2008), tamilischer Rebellenführer
- Kandić, Nataša (* 1946), serbische Menschenrechtsaktivistin
- Kandie, Christopher (* 1969), kenianischer Langstreckenläufer
- Kandie, Joyce (* 1979), kenianische Marathonläuferin
- Kandie, Kibiwott (* 1996), kenianischer Langstreckenläufer
- Kandie, Samson (1971–2024), kenianischer Marathonläufer
- Kandija, Vinko (1934–2002), jugoslawischer und kroatischer Handballtrainer
- Kandil, Ali (* 1986), türkischer Fußballspieler
- Kandil, Hischam (* 1962), ägyptischer Ministerpräsident
- Kandil, Khaled (* 1963), ägyptischer Senator, Vizepräsident der Wafd-Partei
- Kandil, Murat (* 1955), türkischer Fußballspieler, Fußballtrainer
- Kandil, Nordine (* 2001), marokkanisch-französischer Fußballspieler
- Kandinskaja, Anna (* 1967), russisch-österreichische Geigerin
- Kandinsky, Nina († 1980), russisch-deutsch-französische Frau von Wassily KandinskyNina Kandinsky († 1980)

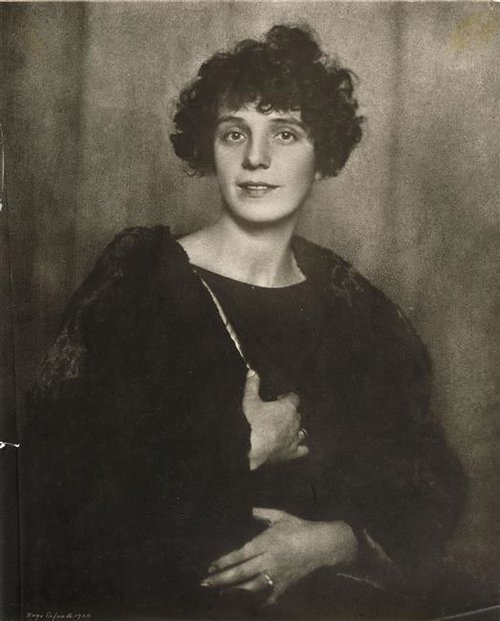
Nina Kandinsky († 1980)

- Kandinsky, Wassily (1866–1944), russischer Maler, Grafiker und KunsttheoretikerWassily Kandinsky (1866–1944)

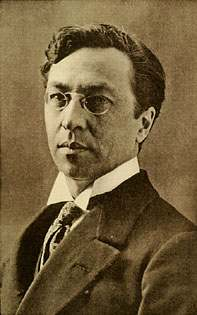
Wassily Kandinsky (1866–1944)

- Kandıralı, Mustafa (1930–2020), türkischer Klarinettist
- Kandissounon, Léna (* 1998), französische Mittelstreckenläuferin
- Kandiyoti, Deniz (* 1944), türkisch-britische Psychologin
- Kandji, Macoumba (* 1985), senegalesischer Fußballspieler
- Kandji, Sangoné (* 1992), senegalesische Weit- und Dreispringerin
- Kandji-Murangi, Itah (* 1957), namibische Politikerin und Ministerin
- Kandjoze, Obeth (* 1966), namibischer Politiker
- Kandl, Eduard (1876–1966), deutscher Opern- und Operettensänger und Filmschauspieler
- Kandl, Heinrich (1875–1968), österreichischer Gewerkschafter
- Kandl, Hermann (1872–1955), österreichischer Politiker (GDVP)
- Kandl, Johanna (* 1954), österreichische Künstlerin
- Kandlbauer, Christian (1987–2010), österreichischer Mann, der weltweit den ersten Bionik-Arm erhielt
- Kandlbauer, Daniel (* 1983), Schweizer Sänger
- Kandlberger, Helmut (* 1936), deutscher Jazzmusiker
- Kandlbinder, Josef (1923–2011), deutscher Fußballschiedsrichter
- Kändler, Carl Friedrich († 1778), Silber- und Goldschmied in London (1739–1776)
- Kändler, Carl Rudolph, Silber- und Goldschmied in London (1727–1735)
- Kändler, Christian Gottlob (1703–1766), deutscher Rektor und Publizist
- Kändler, Christian Heinrich (1709–1765), sächsischer Modelleur
- Kandler, Franz (1878–1957), österreichischer Politiker (CS), Mitglied des Bundesrates
- Kandler, Franz Sales (1792–1831), österreichischer Beamter und Musikwissenschaftler
- Kändler, Friedhelm (* 1950), deutscher Schriftsteller
- Kandler, Günther (1914–1984), deutscher Linguist
- Kandler, Heribert (1890–1968), deutscher Politiker (BHE), MdL
- Kandler, Jens (* 1973), deutscher Amateurastronom und Asteroidenentdecker
- Kandler, Johann († 1600), deutscher Rechenmeister
- Kändler, Johann Friedrich (1696–1730), sächsischer Hofsteinmetz
- Kändler, Johann Joachim (1706–1775), deutscher Modelleur der Meißener PorzellanmanufakturJohann Joachim Kändler (1706–1775)

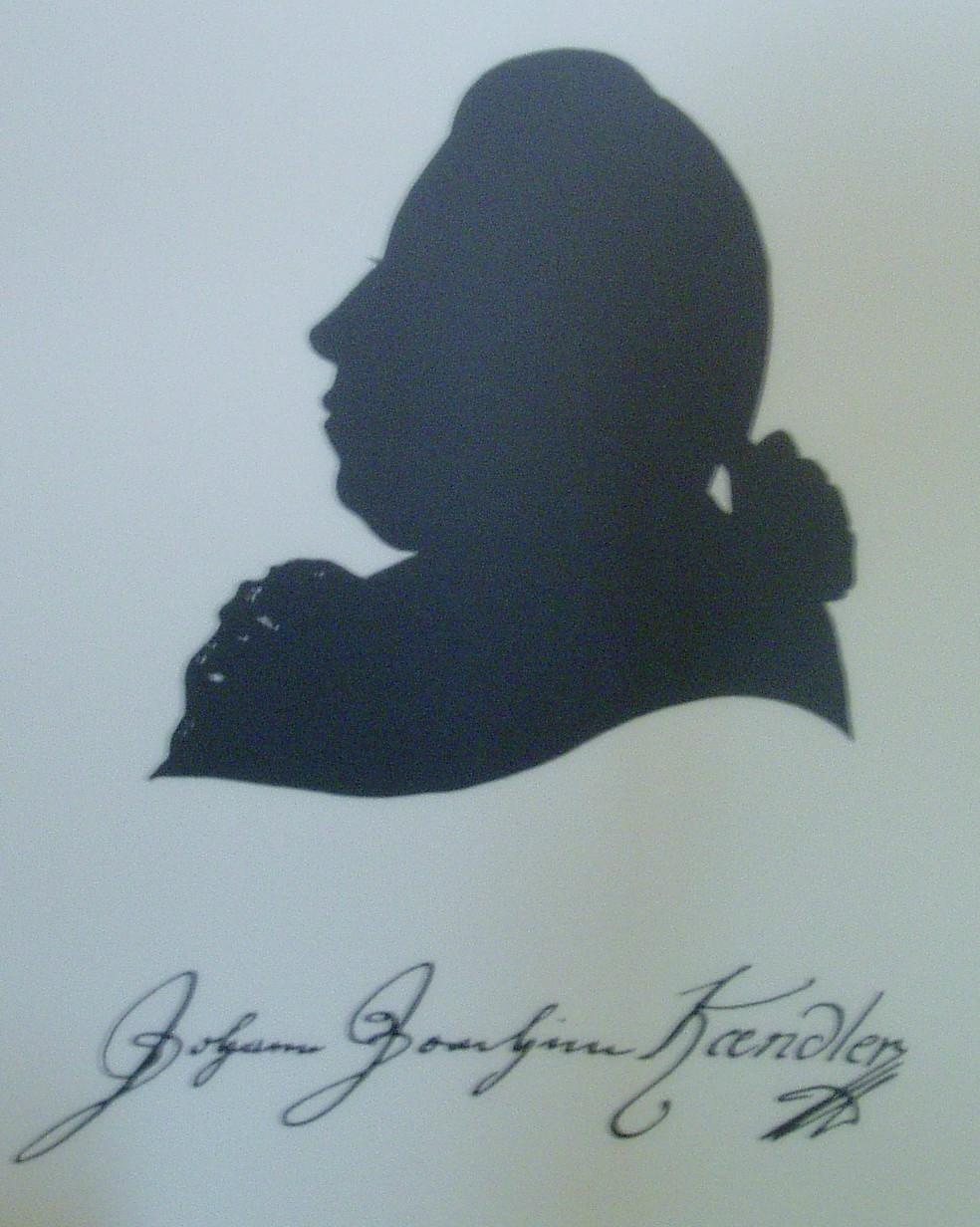
Johann Joachim Kändler (1706–1775)

- Kändler, Karl Adolph (1719–1762), sächsischer Holz- und Hofbildhauer
- Kandler, Karl-Hermann (* 1937), deutscher evangelisch-lutherischer Theologe, Historiker und Professor für Systematische Theologie
- Kandler, Karolin (* 1985), deutsche Journalistin, Nachrichtensprecherin und FernsehmoderatorinKarolin Kandler (* 1985)

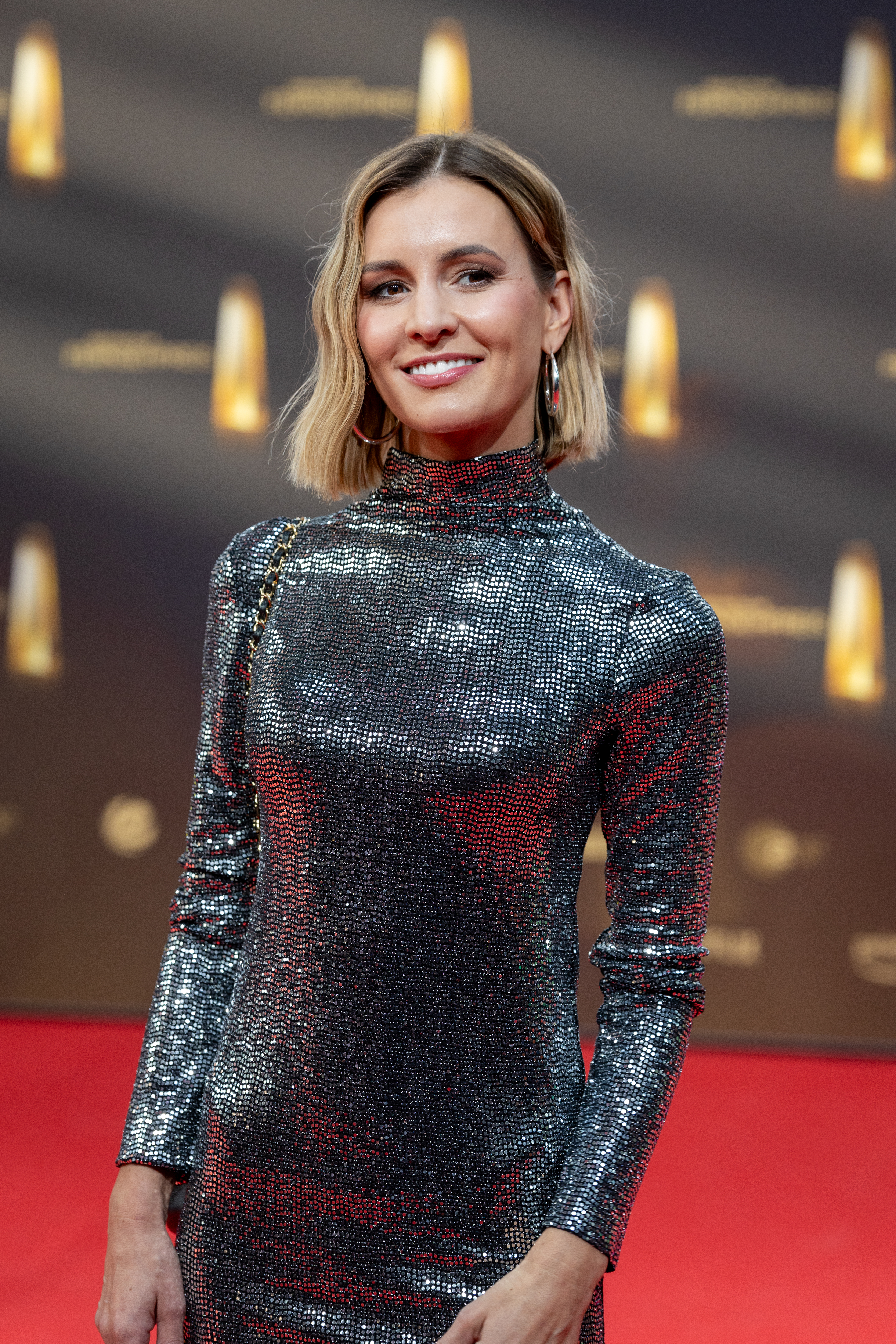
Karolin Kandler (* 1985)

- Kandler, Ludwig (1856–1927), deutscher Porträt-, Historien- und Genremaler
- Kandler, Manfred (* 1941), österreichischer Provinzialrömischer Archäologe
- Kandler, Manuel (* 1997), österreichischer Schauspieler
- Kandler, Otto (1920–2017), deutscher Botaniker
- Kandler, Pietro (1804–1872), italienischer Historiker
- Kandler, Wilhelm (1816–1896), böhmischer Maler
- Kandler, Woldemar (1866–1929), deutscher Architekt
- Kandlhofer, Dieter (* 1970), österreichischer Beamter, Generalsekretär im Bundeskanzleramt
- Kandlhofer, Josef (* 1948), österreichischer Jurist im Sozialrecht
- Kandlinger, Georg (1949–2020), deutscher Skilangläufer
- Kandó, Ata (1913–2017), ungarisch-niederländische Fotografin
- Kandó, Kálmán (1869–1931), ungarischer Ingenieur und Lokomotiv-Konstrukteur
- Kandolf, Franz (1886–1949), römisch-katholischer Geistlicher und Mitarbeiter des Karl-May-Verlags
- Kandolf, Georg (* 1979), österreichischer Kulturmanager
- Kandolf, Heinz (1920–1999), deutscher Politiker (CDU), MdBB
- Kandolf, Thomas (* 1993), österreichischer Handballspieler
- Kandori, Michihiro (* 1959), japanischer Wirtschaftswissenschaftler und Hochschullehrer
- Kandov, Eson, sowjetischer Sänger und Musiker
- Kandra, Raphael (* 1990), deutscher Squashspieler
- Kandra, Sina (* 1989), deutsche Squashspielerin
- Kandre, Mare (1962–2005), schwedische Schriftstellerin
- Kandt, Klaus (* 1960), deutscher Polizist, Polizeipräsident in Berlin, Staatssekretär
- Kandt, Manfred (1922–1992), deutscher Maler, Bildhauer und Architekt
- Kandt, Richard (1867–1918), deutscher Arzt und AfrikaforscherRichard Kandt (1867–1918)

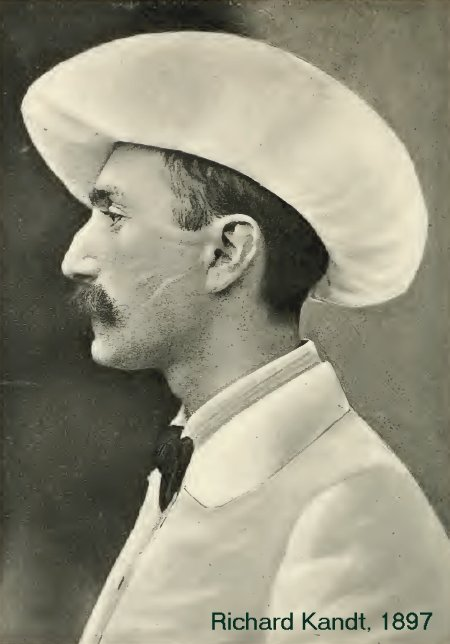
Richard Kandt (1867–1918)

- Kandt-Horn, Susanne (1914–1996), deutsche Malerin, Grafikerin und Lithografin
- Kändtel, Johann Michael, deutscher Orgelbauer
- Kandula, Bernhard (1929–1967), deutscher Handballtrainer
- Kandulna, Binay (* 1964), indischer römisch-katholischer Geistlicher, Bischof von Khunti
- Kandut, Jennifer (* 1991), österreichische Rocksängerin mit Schweizer Wurzeln
- Kanduth, Erika (* 1928), Romanistin und Philologin
- Kanduth, Gerard (* 1958), österreichischer Jurist und Schriftsteller
- Kanduth, Sarah (* 1994), österreichische Tennisspielerin
- Kandutsch, Jörg (1920–1990), österreichischer Politiker (FPÖ), Landtagsabgeordneter, Abgeordneter zum Nationalrat, Rechnungshofspräsident (1964–1980)
- Kandziora, Bertram (* 1956), deutscher Manager
- Kandziora, Helmut (1925–2016), deutscher Fußballspieler
- Kandziora, Marcel (* 1990), deutscher Fußballspieler
- Kandzora, Silke (* 1989), deutsche Schauspielerin

### Kane
- Kane (* 1967), US-amerikanischer Wrestler, Politiker und SchauspielerKane (* 1967)

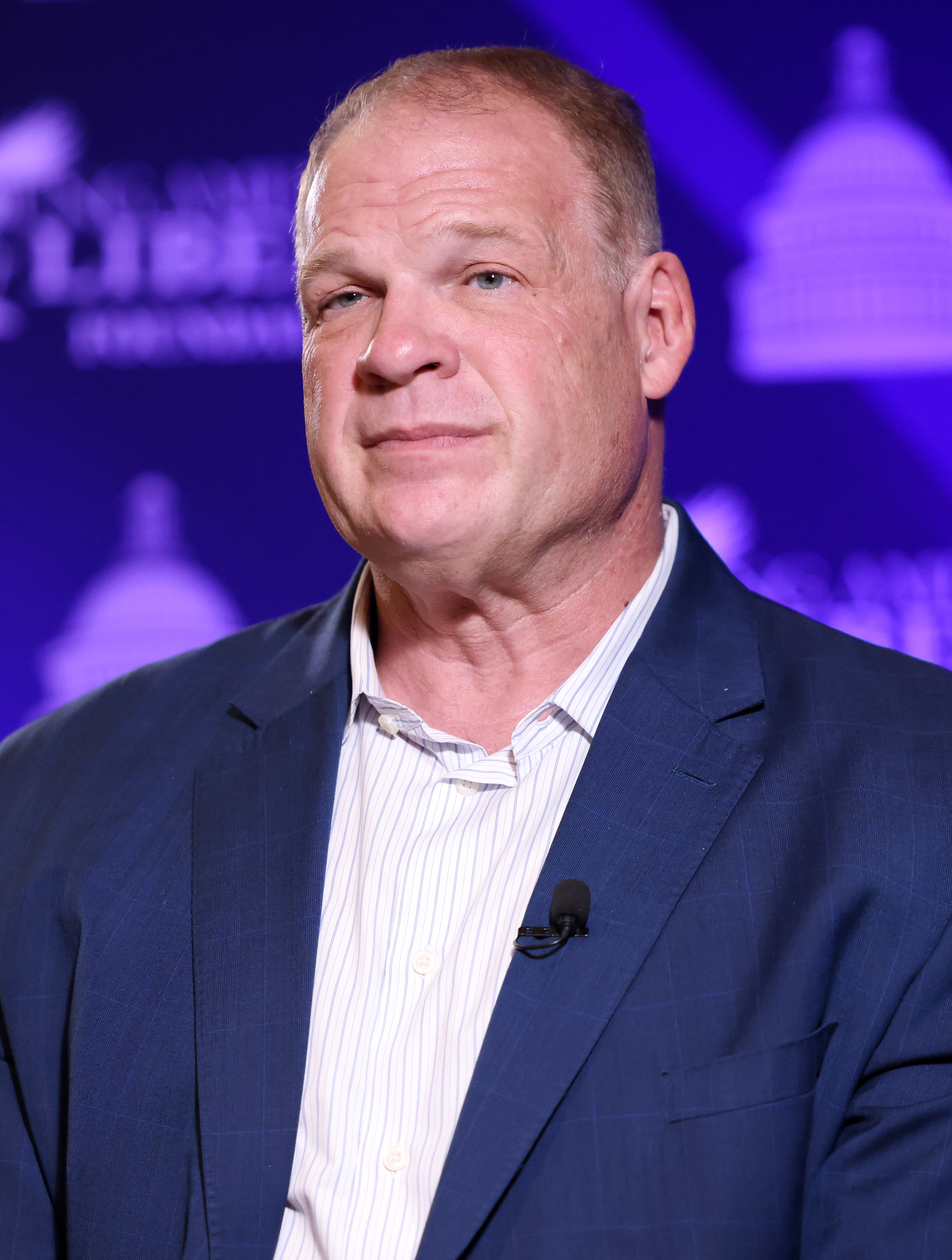
Kane (* 1967)

- Kane Kraft, Sammi (1992–2012), US-amerikanische Schauspielerin, Musikerin und Baseballspielerin
- Kane, Adam (* 1968), US-amerikanischer Kameramann, Film- sowie Fernsehregisseur und Executive Producer
- Kane, Adelaide (* 1990), australische Schauspielerin
- Kané, Aïchatou Boulama (* 1955), nigrische Politikerin und Diplomatin
- Kane, Aïssata (1938–2019), mauretanische Politikerin und Frauenrechts-Aktivistin
- Kane, Alan (* 1948), kanadischer Stabhochspringer
- Kane, Angela (* 1948), deutsche beigeordnete Generalsekretärin der UN
- Kane, Arthur (1949–2004), US-amerikanischer Musiker
- Kane, Ben (* 1970), irischer Mediziner und Schriftsteller
- Kane, Bob (1915–1998), US-amerikanischer Comiczeichner, -autor und -redakteur
- Kane, Boyd (* 1978), kanadischer Eishockeyspieler
- Kane, Candye (1961–2016), US-amerikanische Blues-Sängerin
- Kane, Carol (* 1952), US-amerikanische SchauspielerinCarol Kane (* 1952)

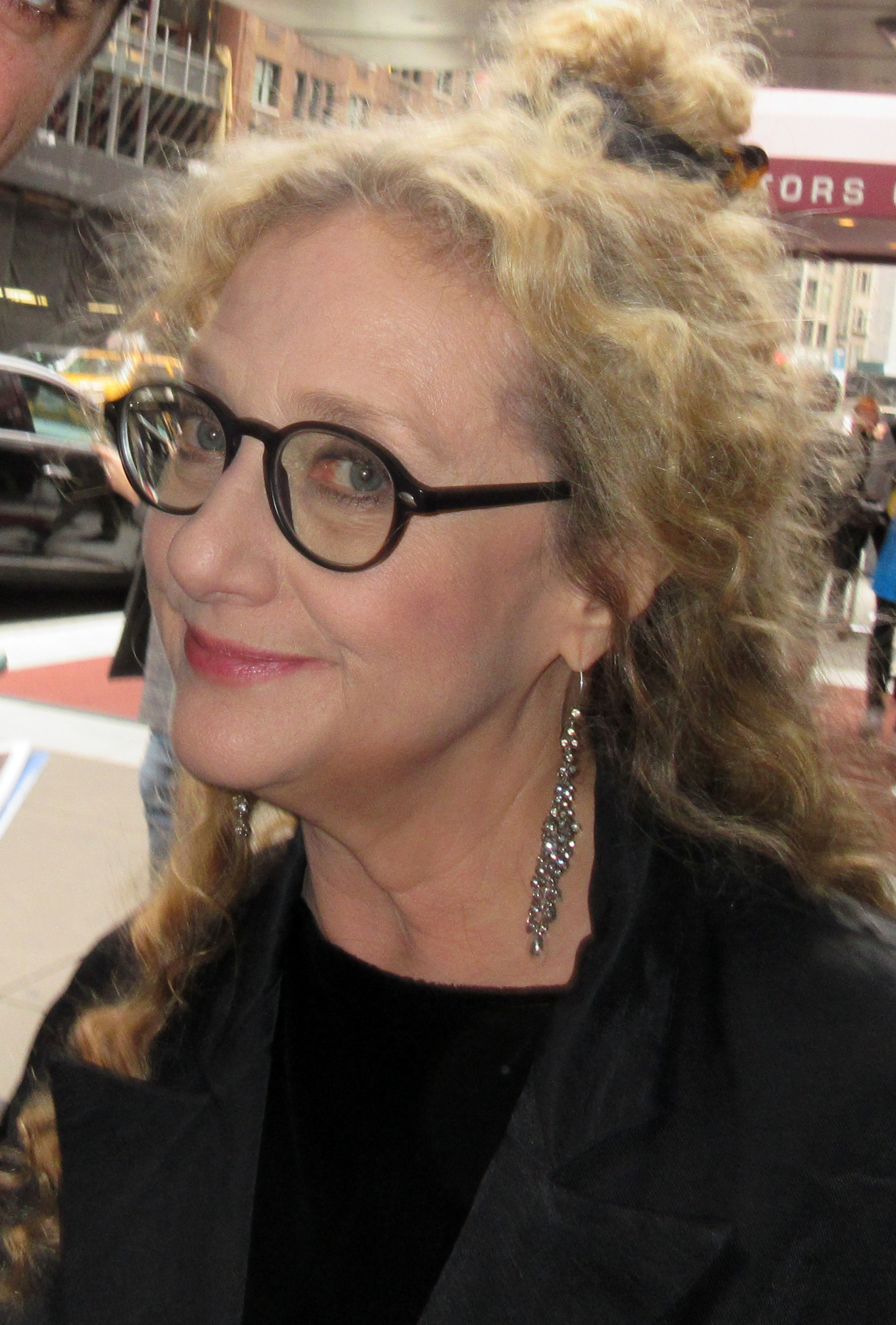
Carol Kane (* 1952)

- Kane, Charles (* 1968), schottisch-britischer Boxer
- Kane, Charles L. (* 1963), US-amerikanischer theoretischer Festkörperphysiker
- Kane, Chelsea (* 1988), US-amerikanische Schauspielerin und Sängerin
- Kane, Christian (* 1972), US-amerikanischer Schauspieler und Countrysänger
- Kane, Christopher (* 1982), schottischer Modemacher
- Kane, Clinton (* 1999), australisch-philippinscher Popmusiker
- Kane, Cory (* 1990), US-amerikanischer Eishockeyspieler
- Kane, David (* 1955), britisch-amerikanischer Pianist und Komponist auf dem Gebiet der klassischen Musik und des Jazz
- Kane, DeAndre (* 1989), US-amerikanischer Basketballspieler
- Kane, Doc, US-amerikanischer Tontechniker
- Kane, Eddie (1889–1969), US-amerikanischer Schauspieler
- Kane, Eden (* 1940), britischer Sänger
- Kane, Elias (1794–1835), US-amerikanischer Politiker
- Kane, Elisha Kent (1820–1857), US-amerikanischer Forscher, Entdecker und Arzt
- Kane, Evander (* 1991), kanadischer Eishockeyspieler
- Kane, Francis (* 1942), US-amerikanischer Geistlicher, Weihbischof in Chicago
- Kane, Frank (1912–1968), US-amerikanischer Anwalt und Werbefachmann sowie Autor zahlreicher Kurzgeschichten, Kriminalromane, Radiosendungen, Filme und Fernsehspiele
- Kane, Gil (1926–2000), US-amerikanischer Comiczeichner
- Kane, Gordon (* 1937), US-amerikanischer Physiker
- Kane, Hamidou (* 1928), senegalesischer Politiker und Schriftsteller
- Kane, Harry (* 1933), britischer Hürdenläufer und Sprinter
- Kane, Harry (* 1993), englischer FußballspielerHarry Kane (* 1993)

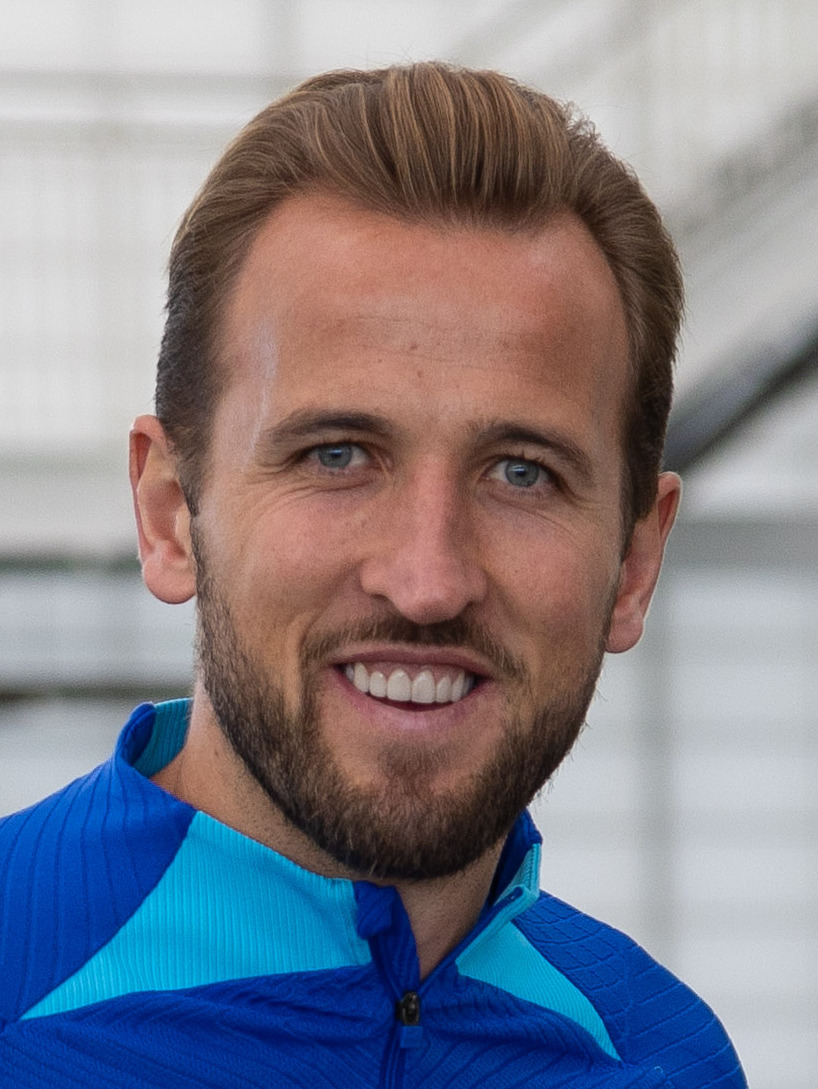
Harry Kane (* 1993)

- Kane, Helen (1903–1966), US-amerikanische Schauspielerin und Sängerin
- Kane, Irene (1924–2013), US-amerikanische Schauspielerin, Autorin und Fernsehmoderatorin
- Kane, Joel (1921–1993), US-amerikanischer Drehbuchautor
- Kane, John F., Sonderpädagoge
- Kane, Jonny (* 1973), britischer Autorennfahrer
- Kane, Joseph (1894–1975), US-amerikanischer Filmregisseur
- Kane, Julius (1921–1962), ungarisch-australischer Bildhauer
- Kane, Katherine Renee (* 1991), US-amerikanische Schauspielerin
- Kane, Kevin (* 1983), britischer Biathlet
- Kane, Kieran (* 1949), US-amerikanischer Sänger und Songwriter
- Kane, Kimberly (* 1983), US-amerikanische Pornodarstellerin und -regisseurin
- Kane, Madleen (* 1958), schwedische Disco-Sängerin und Model
- Kane, Miles (* 1986), englischer Indie-Rock-SängerMiles Kane (* 1986)

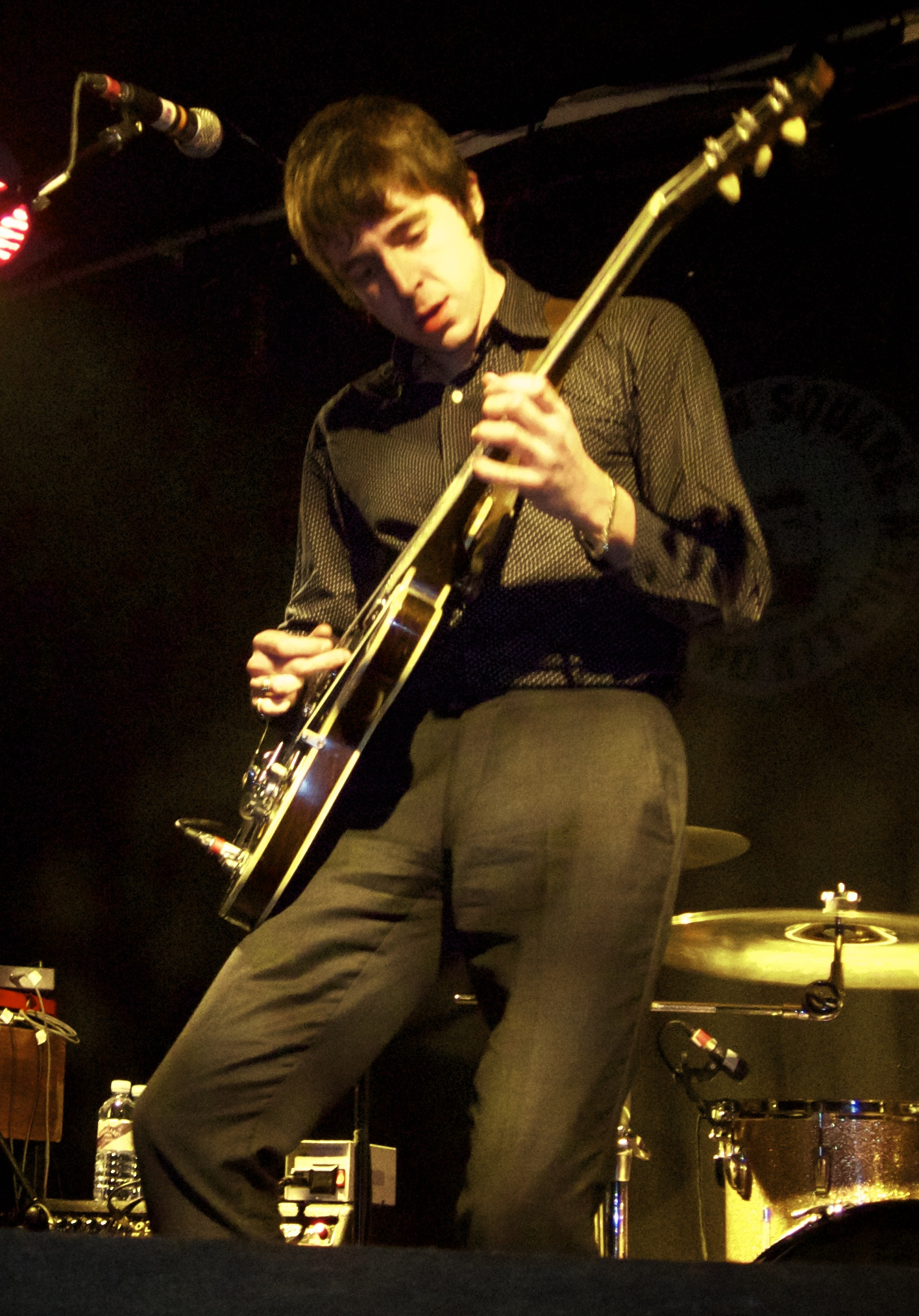
Miles Kane (* 1986)

- Kane, Nael (* 2006), kanadischer Fußballspieler
- Kane, Nicholas T. (1846–1887), US-amerikanischer Politiker
- Kane, Ousmane Oumar, senegalesisch-amerikanischer Islamwissenschaftler
- Kane, Patrick (* 1988), US-amerikanischer EishockeystürmerPatrick Kane (* 1988)

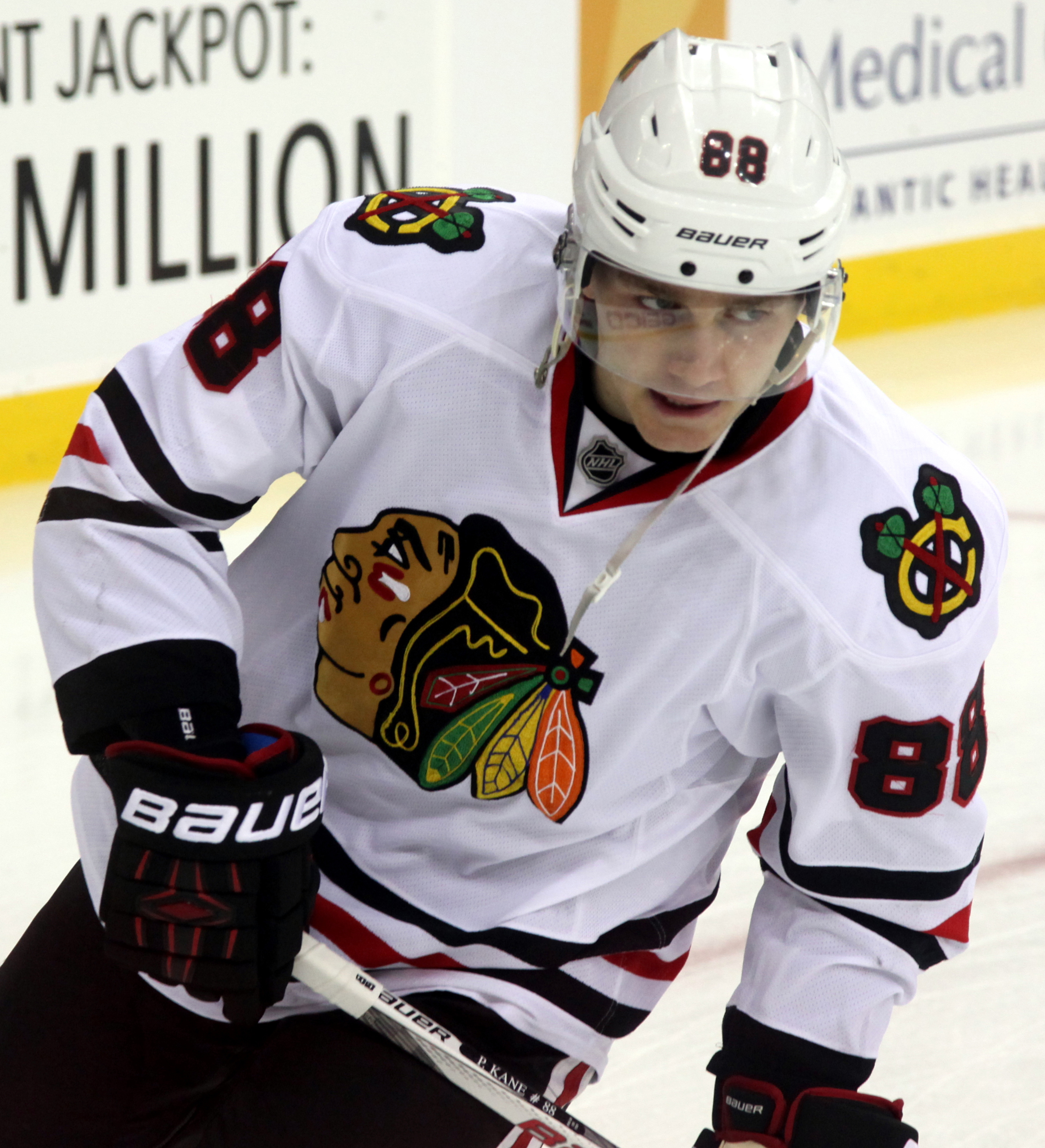
Patrick Kane (* 1988)

- Kane, Paul (1810–1871), kanadischer Maler irischer Herkunft
- Kane, Peter (1918–1991), britischer Boxer im Fliegengewicht
- Kane, Robert (1809–1890), irischer Chemiker
- Kane, Robert (1938–2024), US-amerikanischer Philosoph
- Kane, Rosie (* 1961), schottische Politikerin
- Kane, Sarah (1971–1999), britische Dramatikerin und Theaterregisseurin
- Kane, Shannon (* 1986), US-amerikanische Schauspielerin und Model
- Kane, Sharon (* 1956), US-amerikanische ehemalige Pornodarstellerin und Regisseurin
- Kane, Susy (* 1978), britische Schauspielerin, Drehbuchautorin und Musikerin
- Kane, Tim (* 1968), US-amerikanischer Offizier, Ökonom und Publizist
- Kane, Todd (* 1993), englischer Fußballspieler
- Kane, Tom (1878–1939), US-amerikanischer Politiker
- Kane, Tom (* 1962), US-amerikanischer Synchronsprecher
- Kane, Tony (* 1987), nordirischer Fußballspieler
- Kane, Valene (* 1987), nordirische SchauspielerinValene Kane (* 1987)

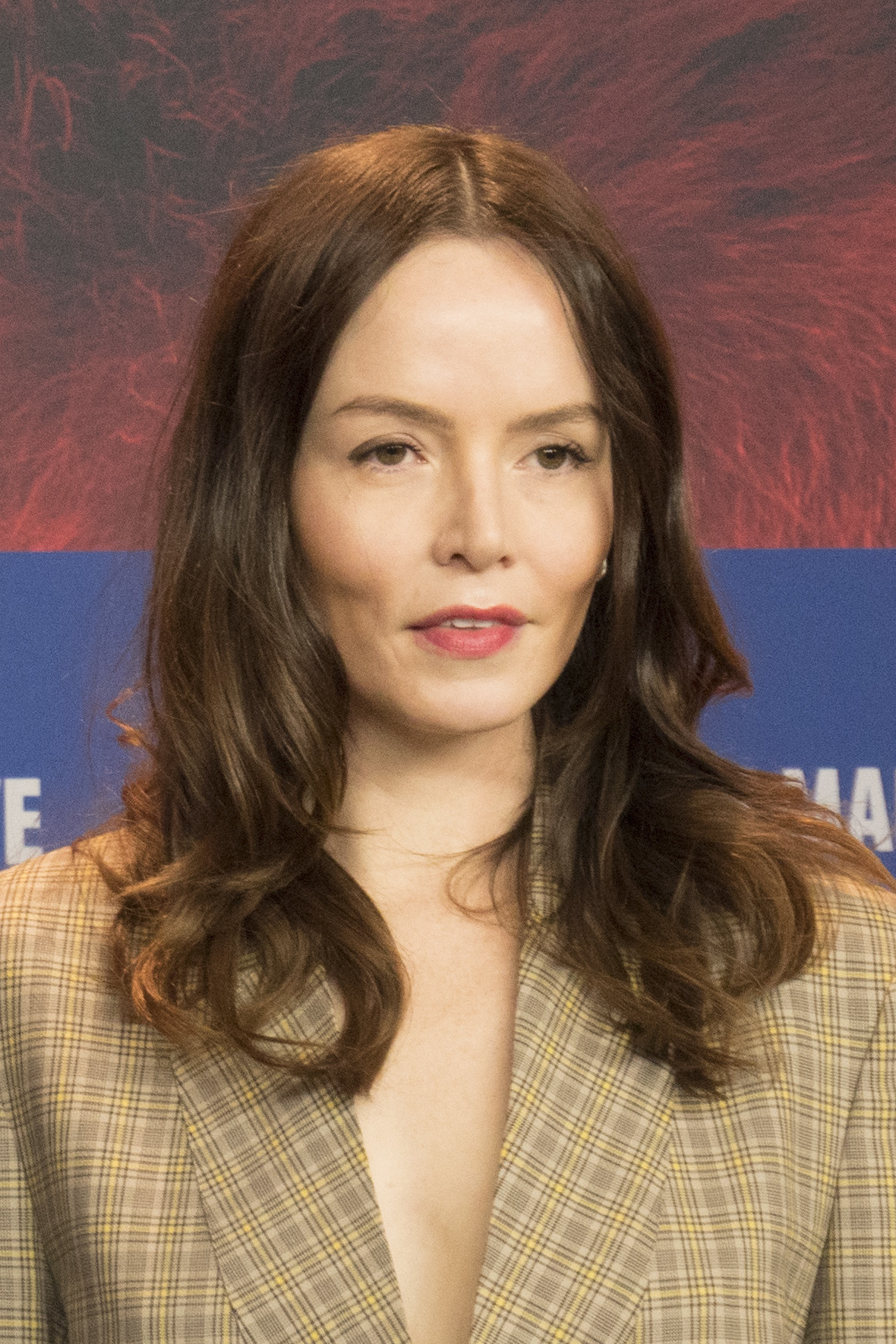
Valene Kane (* 1987)

- Kane, Wally († 2021), US-amerikanischer Jazz- und Studiomusiker (Saxophone, Klarinette)
- Kaneda, Akishige (* 1990), japanischer Fußballspieler
- Kaneda, Bin (1935–2002), japanischer Komponist und Professor
- Kaneda, Hiroshi (* 1953), japanischer Astronom
- Kaneda, Katsutoshi (* 1949), japanischer Politiker
- Kaneda, Kazuo (1895–1941), japanischer Maler
- Kaneda, Mami, japanische Fußballspielerin
- Kaneda, Mario, japanische Mangaka
- Kaneda, Masaichi (1933–2019), japanischer Baseball-Spieler, Kommentator und Unternehmer
- Kaneda, Miho, japanische Fußballspielerin
- Kaneda, Nobutoshi (* 1958), japanischer Fußballspieler
- Kaneda, Shiho, japanische Fußballspielerin
- Kanefer, altägyptischer Beamter, Vorsteher der Aufträge und Leiter der Bogentruppen
- Kanefer, Prinz der altägyptischen 4. Dynastie
- Kanefer, Beamter
- Kanefzky, Franz (* 1964), deutscher Komponist und Hornist
- Kanehama, Yasumitsu (* 1963), japanischer Eisschnellläufer
- Kanehara, Hitomi (* 1983), japanische Schriftstellerin
- Kanehisa, Minoru (* 1948), japanischer Bioinformatiker
- Kanehl, Oskar (1888–1929), deutscher Schriftsteller und Herausgeber
- Kanei, Daiki (* 1987), japanischer Fußballspieler
- Kaneishi, Katsutomo (* 1968), japanischer Automobilrennfahrer
- Kaneko, Aska, japanische Violinistin und Sängerin
- Kaneko, Daiki (* 1998), japanischer Fußballspieler
- Kaneko, Erika (1926–2014), austro-japanische Ethnologin
- Kaneko, Genjirō (* 1944), japanischer Politiker
- Kaneko, Harumi (* 1950), japanische Jazzmusikerin
- Kaneko, Hiroshi (1930–2022), japanischer Jurist
- Kaneko, Hisashi (* 1959), japanischer Fußballspieler
- Kaneko, Kazuyoshi (* 1942), japanischer Politiker
- Kaneko, Kentarō (1853–1942), japanischer Politiker
- Kaneko, Kun’en (1876–1951), japanischer Tanka-Poet
- Kaneko, Makoto (* 1975), japanischer Fußballspieler
- Kaneko, Masaaki (* 1940), japanischer Ringer
- Kaneko, Masahiro (* 1991), japanischer Fußballspieler
- Kaneko, Mikuto (* 2001), japanischer Mittelstreckenläufer
- Kaneko, Misuzu (1903–1930), japanische Schriftstellerin
- Kaneko, Mitsuharu (1895–1975), japanischer Dichter und Maler der Shōwa-Ära
- Kaneko, Naokichi (1866–1944), japanischer Unternehmer
- Kaneko, Ōtei (1906–2001), japanischer Kalligraph
- Kaneko, Seiji (* 1980), japanischer Fußballspieler
- Kaneko, Shōta (* 1995), japanischer Fußballspieler
- Kaneko, Taisei (* 1998), japanischer Fußballspieler
- Kaneko, Takurō (* 1997), japanischer Fußballspieler
- Kaneko, Tōta (1919–2018), japanischer Lyriker
- Kaneko, Tsuyoshi (* 1983), japanischer Fußballspieler
- Kaneko, Yōbun (1893–1985), japanischer Schriftsteller
- Kaneko, Yūki (* 1982), japanischer Fußballspieler
- Kaneko, Yūki (* 1994), japanischer Badmintonspieler
- Kaneko, Yūki (* 1996), japanischer Fußballspieler
- Kaneko, Yūsuke (* 1976), japanischer Skispringer
- Kaneko, Yutaka (* 1933), japanischer Ringer
- Kaneko, Yutaka (* 1979), japanischer Fußballspieler
- Känel, Hans (* 1953), Schweizer Radrennfahrer
- Känel, Jürg von (1951–2005), Schweizer Alpinist, Verleger und Autor
- Känel, Rebekka von (* 1982), Schweizer Snowboarderin
- Känel, Roland von (* 1965), Schweizer Psychiater, Ordinarius und Klinikdirektor
- Känel, Rösy von (1895–1953), Schweizer Journalistin und Schriftstellerin
- Känel, Willy von (1909–1991), Schweizer Fussballspieler
- Kanelli, Liana (* 1954), griechische Journalistin, Juristin und Politikerin
- Kanellopoulos, Athanasios (1923–1994), griechischer Politiker
- Kanellopoulos, Efthymios (1872–1933), griechischer Diplomat, Außen- und Wirtschaftsminister
- Kanellopoulos, Kanellos (* 1957), griechischer Radrennfahrer und Extremsportler
- Kanellopoulos, Panagiotis (1902–1986), griechischer Soziologe, Ideengeschichtler, Rechtswissenschaftler, Lyriker, Politiker und Ministerpräsident
- Kanellopoulou, Angeliki (* 1965), griechische Tennisspielerin
- Kanem, Natalia, panamaische Epidemiologin und UNFPA-Direktorin
- Kanemaki, Kazuo (* 1949), japanischer Dirigent
- Kanemaru, Yūzō (* 1987), japanischer Sprinter
- Kânemî, Muhammad al-Amîn al- (1776–1837), muslimischer Gelehrter und Feldherr vom Volk der Kanembu
- Kanemichi († 1672), japanischer Schwertschmied
- Kanemoto, Erv (* 1943), US-amerikanischer Techniker und Teambesitzer in der Motorrad-WM
- Kanemoto, Hisako (* 1987), japanische Synchronsprecherin (Seiyū)
- Kanemoto, Keita (* 1977), japanischer Fußballspieler
- Kanemoto, Masamitsu (* 1962), japanischer Fußballspieler
- Kanengoni, Alexander (1951–2016), simbabwischer Journalist und Schriftsteller
- Kanenobu, japanischer Schwertschmied
- Kanep, Meelis (* 1983), estnischer Schachgroßmeister
- Kanepi, Kaia (* 1985), estnische Tennisspielerin
- Kaņeps, Pauls (1911–2006), lettischer Skilangläufer
- Kaner, Emanuil Aisikowitsch (1931–1986), sowjetischer Physiker
- Kaner, Ömer (* 1951), türkischer Fußballspieler- und trainer
- Kaněra, Josef (1854–1914), böhmisch-österreichischer Verwaltungsbeamter und Minister
- Kanerva, Ilkka (1948–2022), finnischer Politiker (Nationale Sammlungspartei), Mitglied des Reichstags
- Kanerva, Markku (* 1964), finnischer Fußballspieler und -trainer
- Kanerva, Silja (* 1985), finnische Seglerin
- Kanes, Benjamin (* 1977), US-amerikanischer Schauspieler und Filmschaffender
- Kaneshige, Tōyō (1896–1967), japanischer Kunsthandwerker und lebender Nationalschatz
- Kaneshiro, Kazuki (* 1968), japanisch-koreanischer Schriftsteller und Drehbuchautor
- Kaneshiro, Takeshi (* 1973), japanisch-taiwanischer SchauspielerTakeshi Kaneshiro (* 1973)

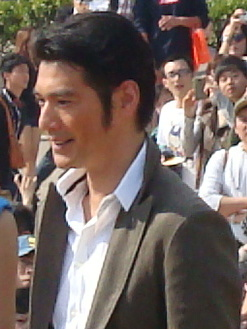
Takeshi Kaneshiro (* 1973)

- Kanetkar, Nikhil (* 1979), indischer Badmintonspieler
- Kanetō, Rie (* 1988), japanische Schwimmerin
- Kanettis, Elisabeth (* 1988), italienisch-US-amerikanische SchauspielerinElisabeth Kanettis (* 1988)

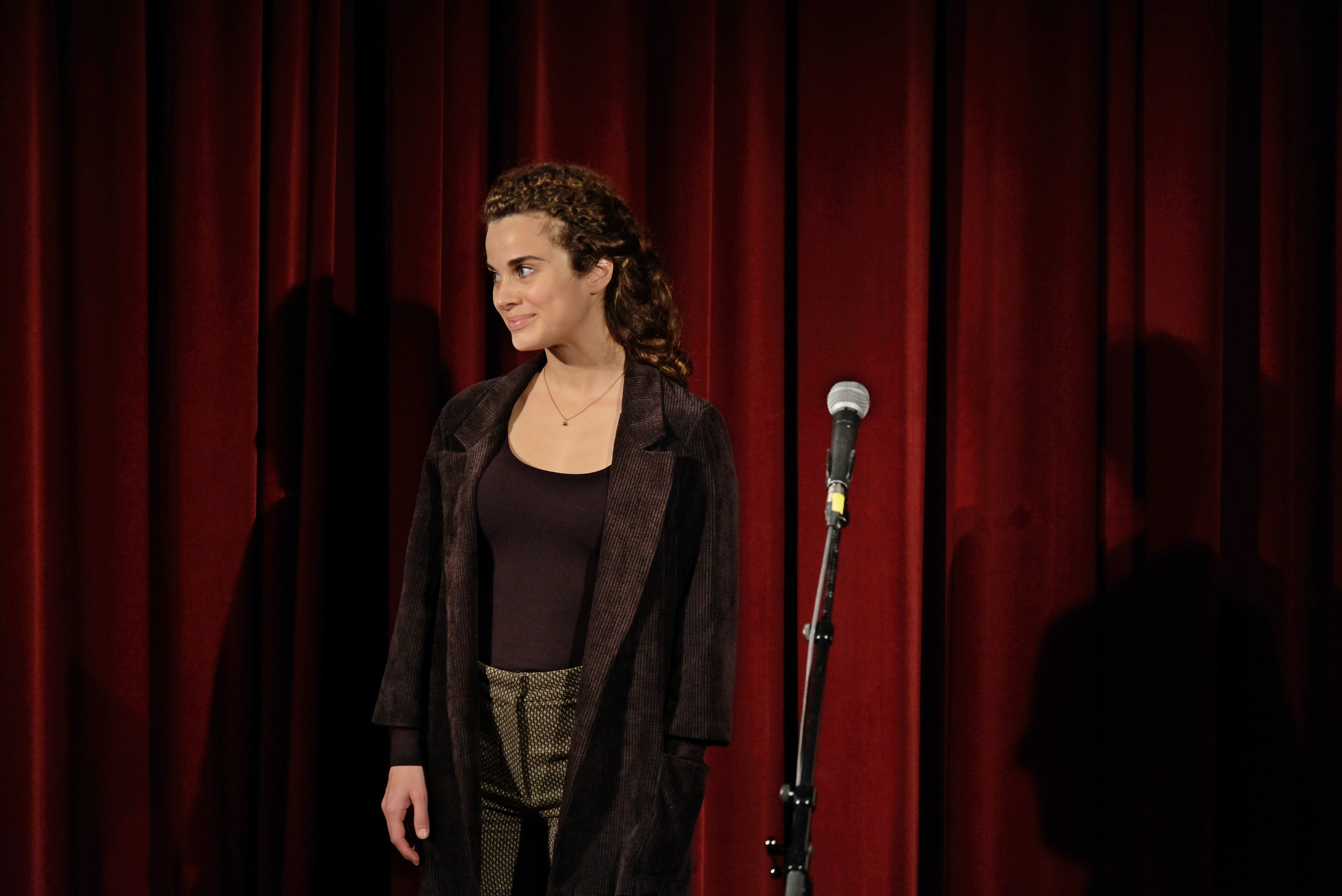
Elisabeth Kanettis (* 1988)

- Kaneura, Masaki (* 1999), japanischer Fußballspieler
- Kanev, Kathleen (* 2000), deutsche Tennisspielerin
- Kanevičius, Eugenijus (* 1959), litauischer Jazzmusiker
- Kañevsky, Giselle (* 1985), argentinische Hockeyspielerin
- Kanew, Gamila (* 1995), deutsche Kämpferin des Brasilianischen Jiu Jitsu (BJJ)
- Kanew, Jeff (* 1944), US-amerikanischer Filmregisseur, Drehbuchautor und Filmeditor
- Kanew, Radan (* 1975), bulgarischer Politiker
- Kanew, Welko (1948–2011), bulgarischer Schauspieler, Sänger und Komiker
- Kanewski, Leonid Semjonowitsch (* 1939), sowjetisch-russisch-israelischer Schauspieler
- Kaneyoshi (1329–1383), japanischer Prinz

### Kanf
- Kanfer, Frederick (1925–2002), US-amerikanischer Psychologe und Psychotherapeut
- Kanfer, Michael, Filmtechniker
- Kanform, Solomon King (* 1998), gambischer Fußballspieler

### Kang
- Kang († 978 v. Chr.), dritter König der Zhou-Dynastie
- Kang Ding († 1199 v. Chr.), legendärer chinesischer 27. oder 28. König der Shang-Dynastie
- Kang Ni Choo (* 1994), malaysische Diskuswerferin
- Kang Sora (* 1990), südkoreanische Schauspielerin
- Kang, Angela (* 1976), US-amerikanische Fernsehproduzentin, Drehbuchautorin und Showrunnerin
- Kang, Bok-seung (* 1970), südkoreanische Badmintonspielerin
- Kang, Bong-chil (* 1943), nordkoreanischer Fußballspieler
- Kang, Bong-jun (* 1990), südkoreanischer Fußballspieler
- Kang, Calvin Li Loong (* 1990), singapurischer Sprinter
- Kang, Catherine (* 1987), zentralafrikanische Taekwondoin
- Kang, Chae-rim (* 1998), südkoreanische Fußballspielerin
- Kang, Chae-young (* 1996), südkoreanische Bogenschützin
- Kang, Chang-gi (1927–2007), südkoreanischer Fußballspieler
- Kang, Chia-yi (* 1963), taiwanische Badmintonspielerin
- Kang, Chil-gu (* 1984), südkoreanischer Skispringer
- Kang, Cho-hyun (* 1982), südkoreanische Sportschützin
- Kang, Chol-hwan (* 1968), nordkoreanischer Journalist und ehemaliger Gefangener des Internierungslagers Yodŏk
- Kang, Clara-Jumi (* 1987), deutsche Geigerin
- Kang, Da-seul (* 1992), südkoreanische Leichtathletin
- Kang, Deuk-soo (* 1961), südkoreanischer Fußballspieler
- Kang, Dong-jin (* 1987), südkoreanischer Bahnradsportler
- Kang, Dong-koong (* 1980), südkoreanischer Karambolagespieler
- Kang, Eun-gyo (* 1945), südkoreanische Schriftstellerin
- Kang, Eun-seo (* 1999), südkoreanische Handballspielerin
- Kang, Eyvind (* 1971), amerikanischer Komponist und Multiinstrumentalist
- Kang, Ga-ae (* 1990), südkoreanische Fußballtorhüterin
- Kang, Gagandeep (* 1962), indische Virologin
- Kang, Gwang-song (* 1956), nordkoreanischer Kunstturner
- Kang, Hae-won (* 1986), südkoreanische Badmintonspielerin
- Kang, Haeng-suk (* 1961), südkoreanische Badmintonspielerin
- Kang, Han-na (* 1989), südkoreanische Schauspielerin
- Kang, Hee-chan (* 1970), südkoreanischer Tischtennisspieler
- Kang, Heidi (* 1939), deutsch-südkoreanische Philologin, Übersetzerin, Herausgeberin und Hochschullehrerin
- Kang, Hye-jeong (* 1982), südkoreanische SchauspielerinKang Hye-jeong (* 1982)

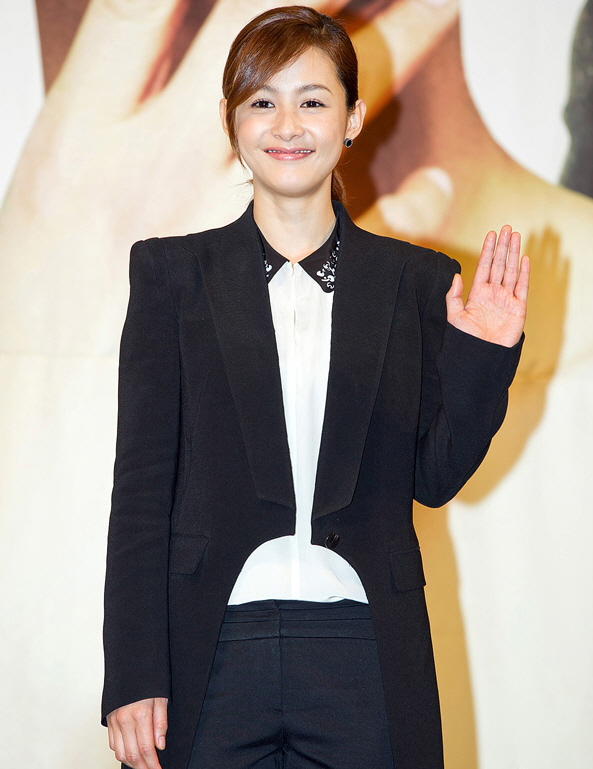
Kang Hye-jeong (* 1982)

- Kang, Hyo-jung, südkoreanische Balletttänzerin
- Kang, Hyun (* 1998), südkoreanischer Fußballspieler
- Kang, In-hyok (* 1992), nordkoreanischer Eishockeyspieler
- Kang, Jae-won (* 1965), koreanischer Handballspieler und -trainer
- Kang, Je-gyu (* 1962), südkoreanischer Filmregisseur
- Kang, Ji-wook (* 1992), südkoreanischer Badmintonspieler
- Kang, Jiaqi (* 1997), chinesische Tennisspielerin
- Kang, Jin-hyok (* 1985), nordkoreanischer Fußballspieler
- Kang, Jinmo (* 1956), südkoreanischer Bildhauer und Maler
- Kang, Jun (* 1990), chinesischer Badmintonspieler
- Kang, Kwan-ju (* 1930), nordkoreanischer Politiker
- Kang, Kwang-bae (* 1973), südkoreanischer Skeletonpilot
- Kang, Kyeong-hwa (* 1955), südkoreanische Diplomatin und Politikerin
- Kang, Kyŏng-ae (1906–1943), koreanische Schriftstellerin
- Kang, Kyung-jin (* 1973), südkoreanischer Badmintonspieler
- Kang, Kyung-min (* 1996), südkoreanische Handballspielerin
- Kang, Man-gum (* 1992), nordkoreanischer Eishockeyspieler
- Kang, Michael (* 1949), US-amerikanischer Karambolagespieler südkoreanischer Herkunft, Mitgründer des Carom Café und Veranstalter der Verhoeven Open
- Kang, Min-hyuk (* 1999), südkoreanischer Badmintonspieler
- Kang, Min-soo (* 1986), südkoreanischer Fußballspieler
- Kang, Min-wan (* 2000), südkoreanischer Eishockeyspieler
- Kang, Moon-suk (* 1965), südkoreanische Fernsehmoderatorin und Allroundkünstlerin
- Kang, Muk (* 1979), südkoreanischer American-Football-Spieler
- Kang, Na-ru (* 1983), südkoreanische Weit- und Dreispringerin
- Kang, Ok-sun (* 1946), nordkoreanische Volleyballspielerin
- Kang, Pan-sok (1892–1932), Mutter des nordkoreanischen Diktators Kim Il-sung
- Kang, Peter U-il (* 1945), südkoreanischer Geistlicher und emeritierter römisch-katholischer Bischof von Cheju
- Kang, Philip (* 1948), koreanischer Opernsänger (Bass)
- Kang, Rixin (* 1953), chinesischer Manager der Nationalen Nuklear-Behörde Chinas (CNNC) und Politiker
- Kang, Ryang-uk (1904–1983), nordkoreanischer Geistlicher und Politiker
- Kang, Ryong-woon (* 1942), nordkoreanischer Fußballspieler
- Kang, Sang-woo (* 1993), südkoreanischer Fußballspieler
- Kang, Seo-kyung (* 1989), südkoreanische Tennisspielerin
- Kang, Seong-jin (* 2003), südkoreanischer Fußballspieler
- Kang, Sheng (1898–1975), chinesischer PolitikerKang Sheng (1898–1975)

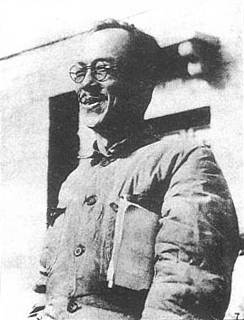
Kang Sheng (1898–1975)

- Kang, Shin-Heae (* 1987), deutsche Pianistin
- Kang, Sok-ju (1939–2016), nordkoreanischer Politiker
- Kang, Sok-kyong (* 1951), südkoreanische Schriftstellerin
- Kang, Song-il (* 1994), nordkoreanischer Skirennläufer
- Kang, Song-san (1931–2007), nordkoreanischer Politiker
- Kang, Soo-il (* 1987), südkoreanischer Fußballspieler
- Kang, Soo-youn (1966–2022), südkoreanische Schauspielerin
- Kang, Soogi (* 1957), Schauspielerin
- Kang, Soon-duk (* 1974), südkoreanische Langstreckenläuferin
- Kang, Sue-jin (* 1967), südkoreanische Balletttänzerin
- Kang, Sung (* 1972), US-amerikanischer SchauspielerSung Kang (* 1972)

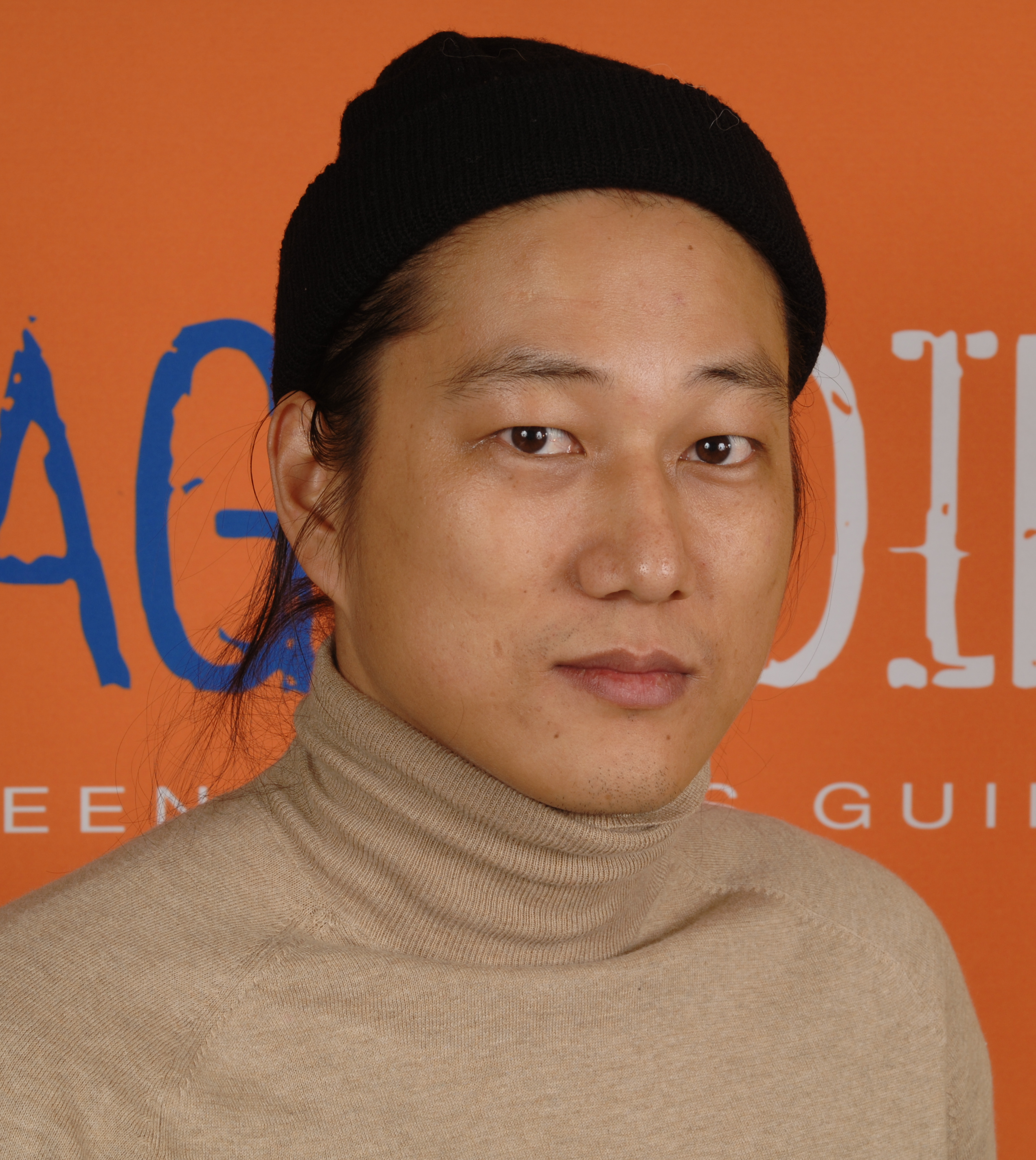
Sung Kang (* 1972)

- Kang, Tae Hwan (* 1944), südkoreanischer Jazz- und Improvisationsmusiker (Altsaxophon, Komposition)
- Kang, Tim (* 1973), US-amerikanischer Schauspieler
- Kang, Woo-seok (* 1960), südkoreanischer Regisseur und Produzent
- Kang, Ye-won (* 1980), südkoreanische Schauspielerin
- Kang, Yong-gyun (* 1974), nordkoreanischer Ringer
- Kang, Yong-hŭl (1898–1972), koreanisch-amerikanischer Schriftsteller
- Kang, Yoon-seok (* 1992), südkoreanischer Eishockeyspieler
- Kang, Yoon-seok (* 2005), südkoreanischer Fußballspieler
- Kang, You-Il (* 1953), südkoreanische Autorin
- Kang, Young-mi (* 1985), südkoreanische Degenfechterin
- Kang, Young-sin, südkoreanische Badmintonspielerin
- Kang, Young-sook (* 1967), südkoreanische Schriftstellerin
- Kang, Youwei (1858–1927), chinesischer Pädagoge und Philosoph, politischer Reformer im späten Kaiserreich (Qing-Dynastie)
- Kang, Yue (* 1991), chinesische Gewichtheberin
- Kang, Yun-mi (* 1988), südkoreanische Shorttrackerin
- Kang, Yun-mi (* 1988), nordkoreanische Kunstturnerin
- Kanga, Guélor (* 1990), gabunischer Fußballspieler
- Kanga, Wilfried (* 1998), französisch-ivorischer Fußballspieler
- Kangaloo, Christine (* 1961), trinidadische PolitikerinChristine Kangaloo (* 1961)

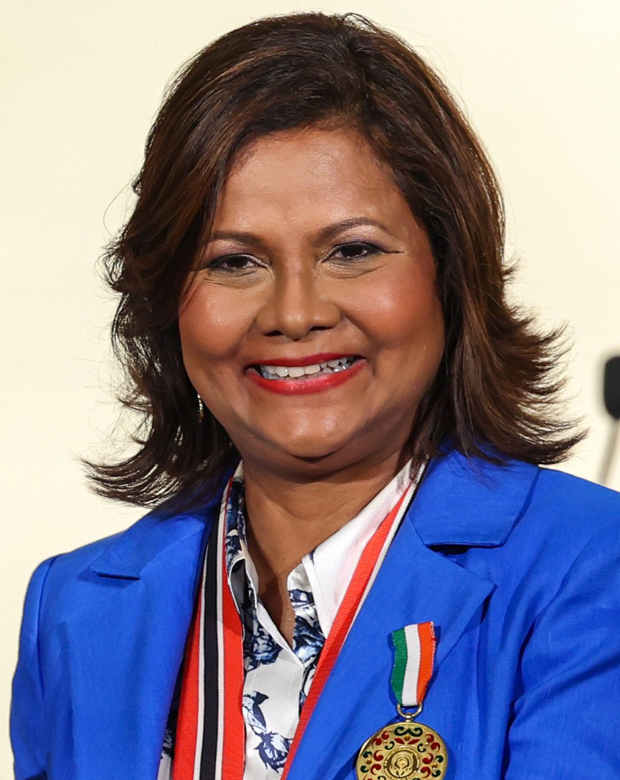
Christine Kangaloo (* 1961)

- Kangas, Aaron (* 1997), finnischer Hammerwerfer
- Kangas, Arttu (* 1993), finnischer Kugelstoßer
- Kangas, Emilia (* 2001), finnische Kugelstoßerin
- Kangas, Jenni (* 1992), finnische Speerwerferin
- Kangas, Lauri (1916–1986), finnischer Ringer
- Kangas, Minna-Maria (* 1983), finnische Radrennfahrer
- Kangasmäki, Reino (1916–2010), finnischer Ringer
- Kangasniemi, Kaarlo (* 1941), finnischer Gewichtheber
- Kangasniemi, Miska (* 1975), finnischer Eishockeyspieler
- Kangasniemi, Taisto (1924–1997), finnischer Ringer
- Kangel, Anton (1825–1902), österreichischer Bildhauer
- Kanger, Stig (1924–1988), schwedischer Philosoph und Logiker
- Kanger, Thomas (* 1951), schwedischer Schriftsteller und Journalist
- Kangert, Tanel (* 1987), estnischer Radrennfahrer
- Kangı, İrfan (* 1976), türkischer Schauspieler und Fernsehmoderator
- Kangilaski, Jaak (1939–2022), estnischer Kunsthistoriker
- Kangler, Franc (* 1965), slowenischer Politiker
- Kangni, Roger (1944–2021), togoischer Leichtathlet
- Kangogo, Moses Kibet (* 1979), kenianischer Marathonläufer
- Kangor, Dominic (* 1989), kenianischer Marathonläufer
- Kangöz, Cenk (* 1974), türkischer Schauspieler
- Kangrga, Milan (1923–2008), jugoslawischer Philosoph und Hochschullehrer
- Kangro, Bernard (1910–1994), estnischer Schriftsteller und Lyriker
- Kangro, Hans (1916–1977), deutscher Physikhistoriker
- Kangro, Maarja (* 1973), estnische Dichterin und Übersetzerin
- Kangro, Raimo (1949–2001), estnischer Komponist
- Kangro, Tauno (* 1966), estnischer Bildhauer
- Kangro, Walther (1889–1976), deutscher Chemiker
- Kangujam, Licypriya (* 2011), indische Klimaschützerin
- Kangulungu, Eugène (* 1976), kongolesischer Fußballspieler
- Kangundu, Franck (1953–2005), kongolesischer Journalist
- Kangur, Kalju (1925–1989), estnischer Dichter, Kinderbuchautor und Übersetzer
- Kangur, Kristjan (* 1982), estnischer Basketballspieler
- Kangur, Mart (* 1971), estnischer Dichter, Philosoph und Übersetzer
- Kangwa, Evans (* 1992), sambischer Fußballspieler
- Kangwa, Kings (* 1999), sambischer Fußballspieler
- Kangxi (1654–1722), Kaiser von China
- Kangyal, Balázs (* 1969), ungarischer Eishockeyspieler

### Kanh
- Kanhäuser, Karl (1900–1945), österreichischer Fußballspieler
- Kanhäuser, Michael, deutscher Orgelbauer
- Kanhopatra, hinduistische Heilige

### Kani
- Kani, Atandwa (* 1984), südafrikanischer Schauspieler
- Kani, Gaspar (1910–1968), serbischer Bauingenieur
- Kani, John (* 1943), südafrikanischer Schauspieler, Dramatiker und TheaterregisseurJohn Kani (* 1943)

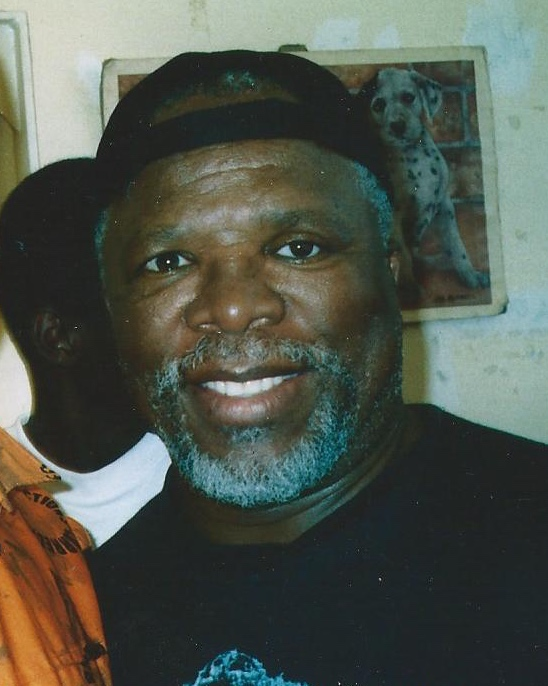
John Kani (* 1943)

- Kani, Karl (* 1970), US-amerikanischer Modeschöpfer
- Kani, Masataka (* 1991), japanischer Fußballspieler
- Kani, Silva (* 2003), togoischer Fußballspieler
- Kania, Beatrix, deutsche Diplomatin, die seit September 2014 Botschafterin in Honduras ist
- Kania, Grażyna (* 1971), polnische Theaterregisseurin
- Kania, Hans (1878–1947), deutscher Gymnasiallehrer, Kunst- und Stadthistoriker
- Kania, Hartmut (* 1956), deutscher Handballspieler
- Kania, Heribert (1932–2012), deutscher Fußballspieler
- Kania, Julian (* 2001), deutscher Fußballspieler
- Kania, Stanisław (1927–2020), polnischer Politiker, Mitglied des Sejm, Parteichef der Polnischen Vereinigten Arbeiterpartei
- Kania, Steffen (* 1974), deutscher Politiker (CDU)
- Kania-Choduń, Paula (* 1992), polnische Tennisspielerin
- Kaniak, Gerhard (* 1979), österreichischer Politiker (FPÖ)
- Kaniak, Gustav (1907–1993), österreichischer Jurist und Richter
- Kaniak, Karl (1872–1931), österreichischer Arbeiterdichter, Sänger und Zeichner
- Kaniava, Edvardas (* 1937), litauischer Sänger und Politiker
- Kaniber, Erich (* 1934), deutscher Fußballspieler
- Kaniber, Michaela (* 1977), deutsche Politikerin (CSU), MdLMichaela Kaniber (* 1977)

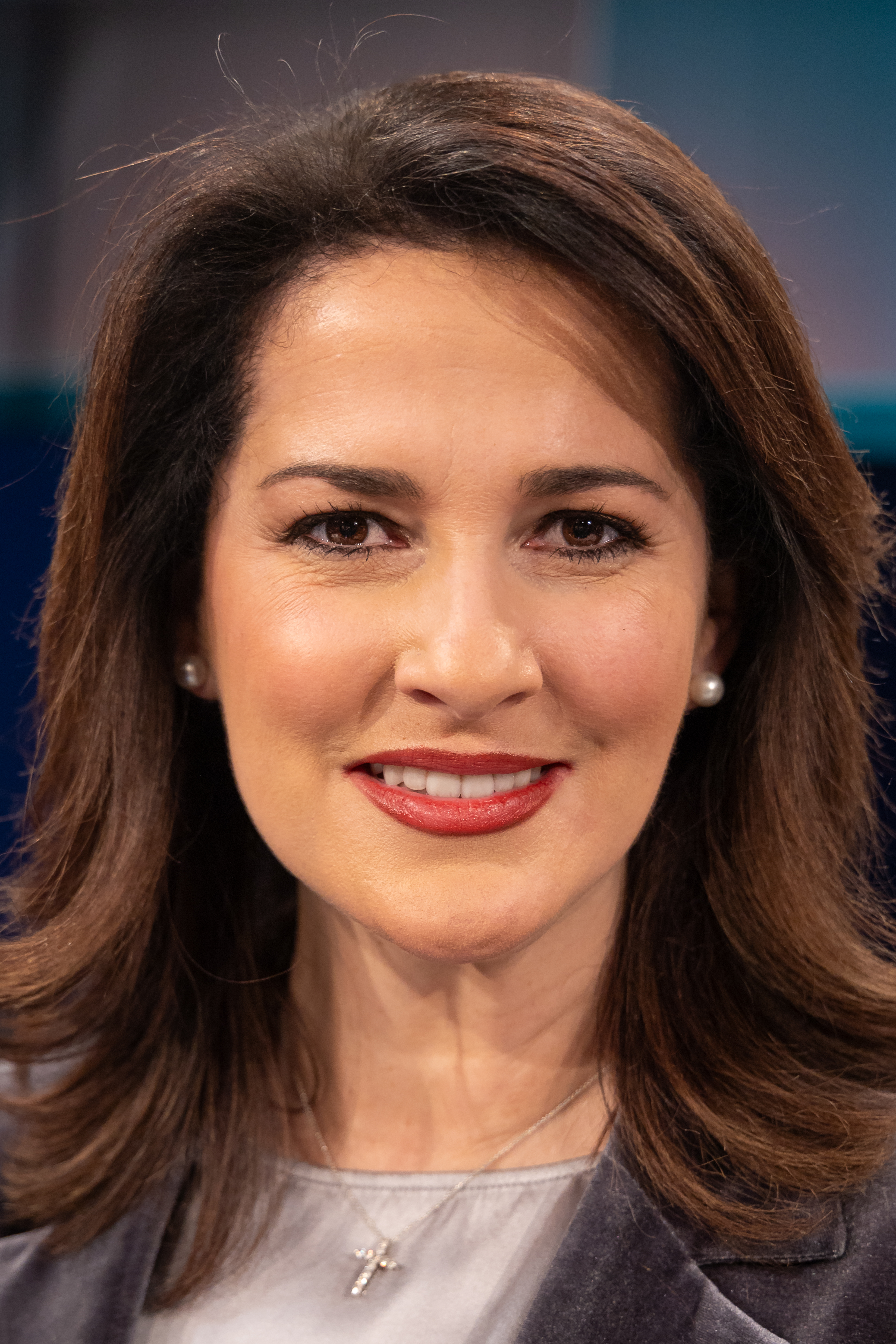
Michaela Kaniber (* 1977)

- Kaniber, Sabine (* 1983), deutsche Fußballspielerin
- Kaniber, Wolfgang (1939–2021), deutscher Fußballspieler
- Kanie, Miki (* 1988), japanische Bogenschützin
- Kaniecki, Michael Joseph (1935–2000), US-amerikanischer Geistlicher, römisch-katholischer Bischof von Fairbanks
- Kanies, Helga (* 1936), deutsche Skatmeisterin, Autorin und Schlagersängerin
- Kanies, Rolf (* 1957), deutscher SchauspielerRolf Kanies (* 1957)

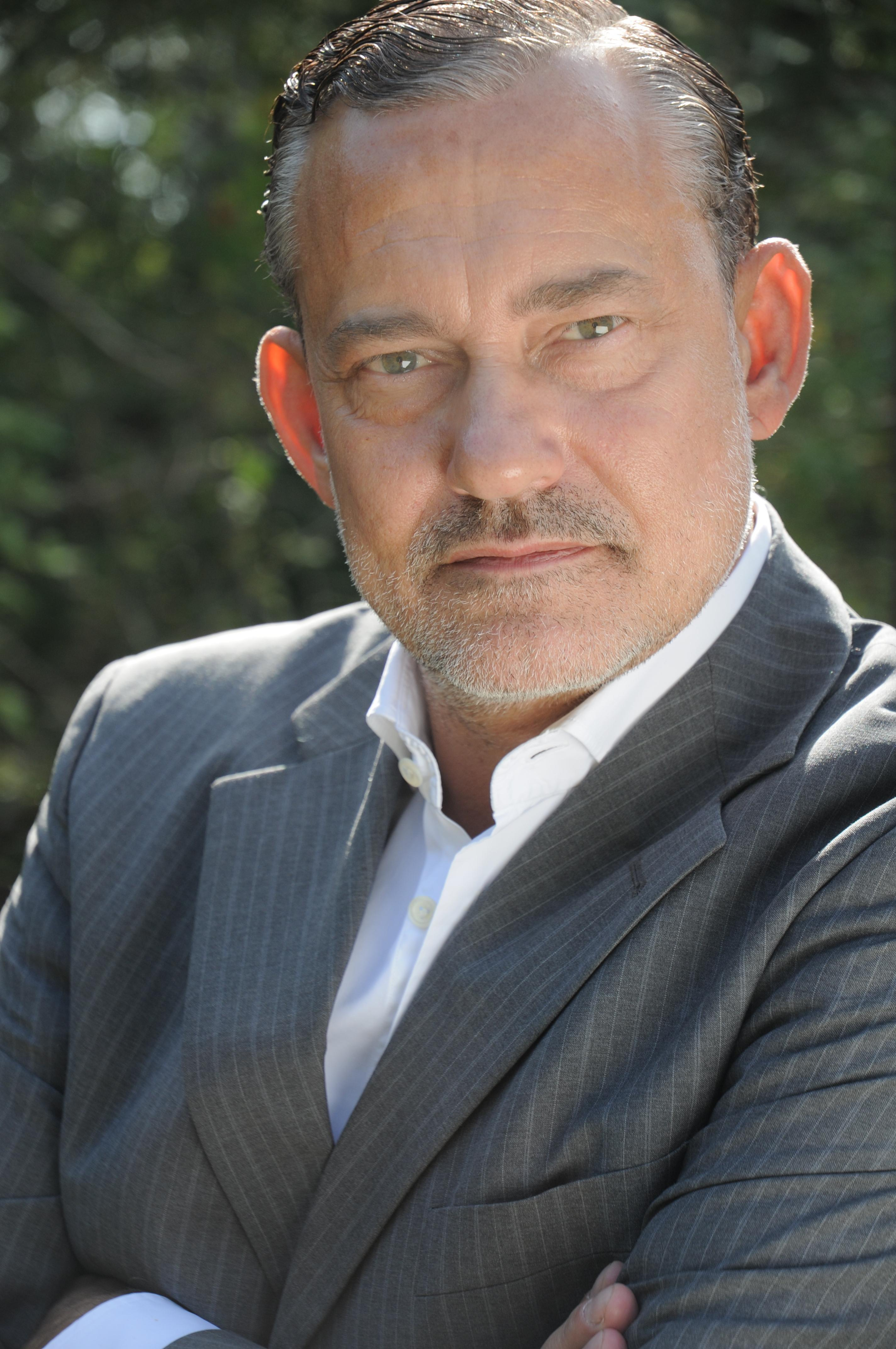
Rolf Kanies (* 1957)

- Kanieska, Małgorzata (* 1988), polnische Snookerschiedsrichter
- Kanieski, Mike, US-amerikanischer Basketballspieler
- Kaniewski, Chaim (1928–2022), israelischer Rabbiner
- Kaniewski, Jan Ksawery (1805–1867), polnischer Maler
- Kanigher, Robert (1915–2002), US-amerikanischer Comicautor
- Kanigowski, Adam (* 1989), polnischer Mathematiker
- Kanık, Orhan Veli (1914–1950), türkischer Dichter und Erneuerer der türkischen Poesie
- Kanimoa, Patalione, wallisianisch-französischer Politiker und seit dem 17. April 2016 52. König von Uvea
- Kanimozhi (* 1968), indische Politikerin der Regionalpartei Dravida Munnetra Kazhagam (DMK) und Dichterin
- Kanin Ketkaew (* 1999), thailändischer Fußballspieler
- Kanin, Fay (1917–2013), US-amerikanische Drehbuchautorin, Filmproduzentin und AMPAS-Präsidentin
- Kanin, Garson (1912–1999), US-amerikanischer Regisseur und Drehbuchautor
- Kan’in, Kotohito (1865–1945), japanischer Generalfeldmarschall
- Kanin, Michael (1910–1993), US-amerikanischer Drehbuchautor
- Kaninisut, altägyptischer Beamter
- Kanis, Anne (* 1979), deutsche Schauspielerin
- Kanis, Otto (1857–1942), deutscher Kaufmann und Politiker, MdL
- Kanis, Paul (1899–1978), deutscher Maschinenbauingenieur und Unternehmer
- Kanis, Regine (* 1962), deutsche Politikerin (SPD), MdL
- Kanis, Stefan (* 1968), deutscher Hörspiel- und Featureregisseur
- Kanis, Willy (* 1984), niederländische Radrennfahrerin
- Kanischka I., Großkönig der Kuschana
- Kanischka II., kuschanischer Großkönig
- Kanischka III., kuschanischer Großkönig
- Kanischtscheff, Waléra (* 1965), ukrainischer Schauspieler
- Kaniskin, Mikhail (* 1978), Balletttänzer
- Kaniskina, Olga Nikolajewna (* 1985), russische Leichtathletin (Geherin)
- Kanit, Mustapha (* 1991), italienischer Pokerspieler
- Kanitsch, Adalbert, mährisch-österreichischer Orgelbauer
- Kanitsch, Peter (1808–1894), österreichischer Jurist und Politiker
- Kanitscheider, Bernulf (1939–2017), österreichischer Philosoph und Wissenschaftstheoretiker
- Kanitz, Alexander von (1848–1940), preußischer Generalleutnant
- Kanitz, Anja von (* 1964), deutsche Sachbuchautorin
- Kanitz, August (1843–1896), ungarischer Botaniker, Universitätsprofessor, Mitglied der ungarischen Akademie der Wissenschaften und korrespondierendes Mitglied der rumänischen Akademie
- Kanitz, August von (1783–1852), preußischer Generalleutnant, Kriegsminister
- Kanitz, Charlotte (1773–1826), Schriftstellerin
- Kanitz, Christa (1928–2015), deutsche Schriftstellerin
- Kanitz, Christoph Albrecht von (1653–1711), preußischer Generalmajor, Chef des Infanterie-Regiments Nr. 14
- Kanitz, Christoph Heinrich von (1664–1718), königlich-polnischer und kurfürstlich-sächsischer Generalleutnant und Rittergutsbesitzer
- Kanitz, Elias von (1617–1674), kurbrandenburger Obrist und Hauptmann von Balga
- Kanitz, Erich (1899–1932), deutscher Kommunist und Widerstandskämpfer
- Kanitz, Felix Philipp (1829–1904), österreichischer Naturforscher, Archäologe und Völkerkundler
- Kanitz, Friedrich Wilhelm von (1656–1719), preußischer Geheimer Rat und Oberburggraf
- Kanitz, Georg von (1842–1922), deutscher Hofmarschall und Politiker, MdR
- Kanitz, Georg von (1877–1916), deutscher Jurist, Heeresoffizier, Diplomat, Legationsrat und Militärattaché
- Kanitz, Gerhard Graf von (1884–1949), deutscher Gutsbesitzer und Politiker (DNVP, parteilos, DVP), MdRGerhard Graf von Kanitz (1884–1949)

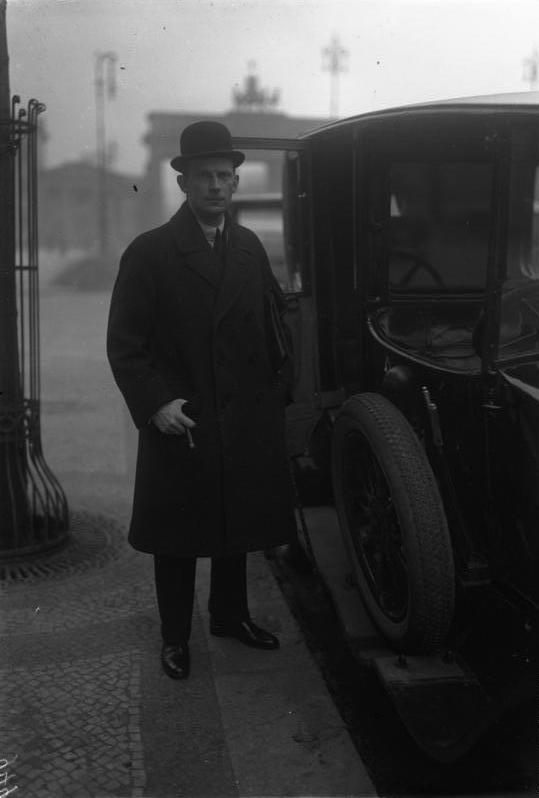
Gerhard Graf von Kanitz (1884–1949)

- Kanitz, Hans Graf von (1893–1968), deutscher Generalmajor und Begründer des „Sternbriefkreises“ christlicher Offiziere
- Kanitz, Hans von (1841–1913), deutscher Politiker der Deutschkonservativen Partei
- Kanitz, Hans Wilhelm von (1692–1775), preußischer Generalleutnant, Chef des Infanterie-Regiments Nr. 2 und Ritter des Pour le Mérite
- Kanitz, Joachim (1910–1996), deutscher evangelisch-lutherischer Pfarrer der Bekennenden Kirche
- Kanitz, Katrin, deutsche Eiskunstläuferin, DDR-Dopingopfer
- Kanitz, Luise (1908–1976), österreichische Pianistin und Widerstandskämpferin
- Kanitz, Nico (* 1980), deutscher Fußballspieler
- Kanitz, Otto Felix (1894–1940), österreichischer sozialistischer Pädagoge, Schriftsteller und Politiker, Mitglied des Bundesrates
- Kanitz, Otto Ludwig von (1661–1724), Oberst der kursächsischen Kavallerie und der polnischen Armee
- Kanitz, Rolf, deutscher Fußballspieler
- Kanitz, Rudolf von (1822–1902), preußischer Generalleutnant
- Kanitz, Samuel Friedrich von (1690–1762), kurfürstlich-preußischer Kammerherr
- Kanitz, Steffen (* 1984), deutscher Politiker (CDU), MdB
- Kanitz, Steve (* 1974), deutscher Kommunalpolitiker (SPD)
- Kanitz, Victoria Tugendreich von (1657–1717), deutsche Adlige
- Kanitz, Werner (1944–1996), deutscher Schauspieler
- Kanitz, Wilhelm von (1846–1912), preußischer Generalleutnant
- Kanitzer, Theodor (* 1926), österreichischer Chopin- und Polenexperte
- Kanitzer, Wendelin (* 1841), deutscher Maler
- Kaniuk, Yoram (1930–2013), israelischer Schriftsteller, Maler und JournalistYoram Kaniuk (1930–2013)

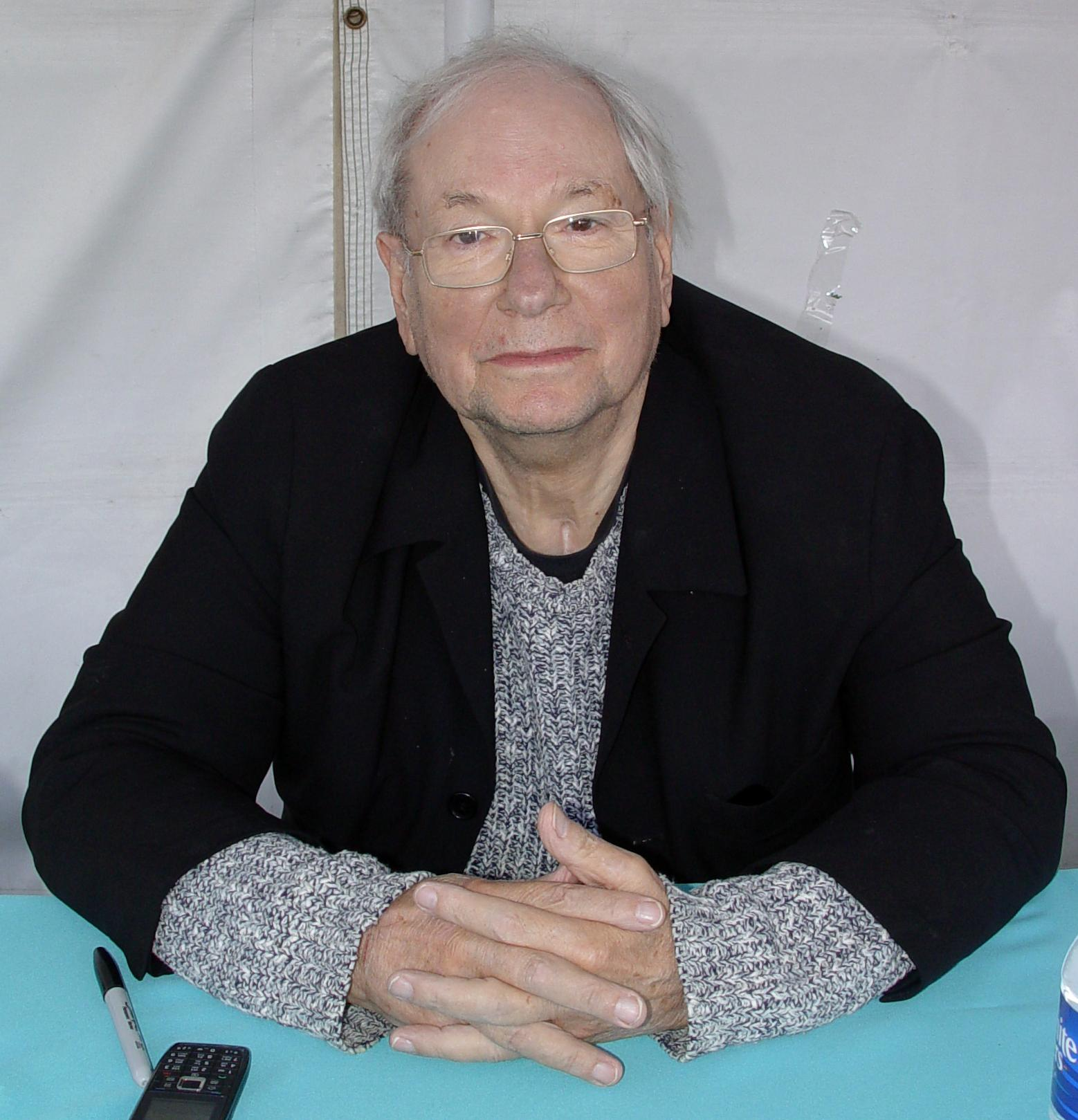
Yoram Kaniuk (1930–2013)

- Kaniuth, Eberhard (1937–2017), deutscher Mathematiker
- Kaniuth, Madlen (* 1974), deutsche Schauspielerin und Sängerin
- Kanivé, Nicolas (1887–1966), luxemburgischer Turner und Weitspringer
- Kaniwete, Kenaz (* 2008), kiribatischer Leichtathlet
- Kanizsa, Gaetano (1913–1993), italienischer Psychologe
- Kanizsa, Tivadar (1933–1975), ungarischer Wasserballer
- Kanizsai, Dorothea, ungarische Adelige und Wohltäterin
- Kanizsay, Johann Palfy von (1585–1641), evangelischer Geistlicher
- Kanizsay, Ursula (1521–1571), ungarische Adlige

### Kanj
- Kanja, Britt (* 1950), deutsche Tänzerin und Mediendesignerin
- Kanjilal, Dileep Kumar (* 1933), indischer Indologe und Professor für Pali, Sanskrit und weitere alte Sprachen Indiens
- Kanjilo (1598–1641), Karaeng von Tallo, Sulawesi
- Kanjinga, Mireille, kongolesische Fußballschiedsrichterassistentin
- Kanjorski, Paul E. (* 1937), US-amerikanischer Politiker

### Kank
- Kanka (* 1977), französischer Dub-Musiker
- Kaňka, Franz Maximilian (1674–1766), böhmischer Architekt
- Kaňka, Jan (* 1977), tschechischer Komponist, Posaunist und Musikpädagoge
- Kaňka, Johann Nepomuk junior (1772–1865), böhmischer Jurist und Komponist
- Kaňka, Johann Nepomuk senior (1744–1798), Jurist und Komponist
- Kanka, Karl (1904–1974), deutscher Politiker (CDU), MdL, MdB
- Kanka, Rudolf (1899–1988), deutscher Maler und Grafiker
- Kankaanniemi, Toimi (* 1950), finnischer Politiker, Mitglied des Reichstags
- Kankaanranta, Aksel (* 1998), finnischer Sänger
- Kankarafou, Oudéré (* 1983), französischer Sprinter togoischer Herkunft
- Kankawa, Dschaba (* 1986), georgischer Fußballspieler
- Kankawa, Toshihiko (* 1954), japanischer Jazzmusiker (Orgel)
- Kanke, Wiktor Andrejewitsch (* 1944), russischer Philosoph
- Kankeleit, Egbert (1929–2022), deutscher Physiker
- Kankelwitz, Wilhelm von (1831–1892), deutscher Ingenieur und Gründungsmitglied des VDI
- Kankena, Tanne († 1461), ostfriesischer Häuptling
- Kankkonen, Veikko (* 1940), finnischer Skispringer
- Kankkunen, Juha (* 1959), finnischer RallyefahrerJuha Kankkunen (* 1959)

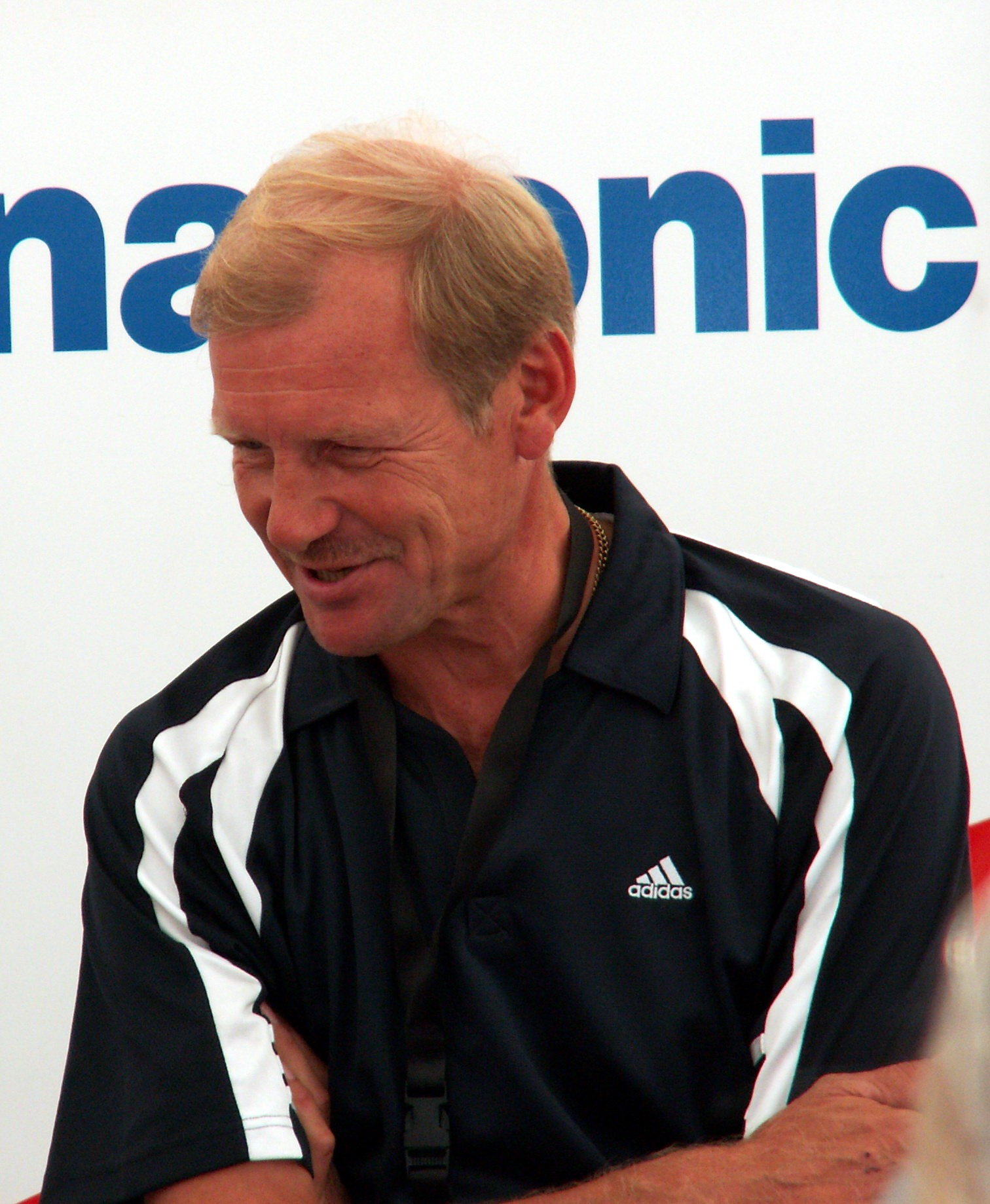
Juha Kankkunen (* 1959)

- Kanko, Assita (* 1980), belgische Sachbuchautorin und Politikerin (MR, NVA), MdEP
- Kanko, Petr (* 1984), tschechischer Eishockeyspieler
- Kankonde, Zeynep (* 1980), türkische Schauspielerin
- Kaňkovská, Sára (* 1998), tschechische Radsportlerin
- Kaňkovský, Alois (* 1983), tschechischer Radrennfahrer
- Kankowski, Ryan (* 1985), südafrikanischer Rugby-Union-Spieler

### Kanl
- Kanlybajewa, Schamal Mussagalijewna (1923–1974), sowjetische Geologin, Markscheiderin und Hochschullehrerin

### Kann
- Kann, Albrecht Peter (1923–1996), deutscher Journalist und Western- und Krimiautor
- Kann, Alec (* 1990), US-amerikanischer Fußballspieler
- Kann, Alfred Nordhøj (* 2004), dänischer Schauspieler
- Kann, Alphonse (1870–1948), französischer Kunstsammler
- Kann, August (1871–1937), österreichischer Elektrotechniker
- Kann, Charlotte (* 1937), deutsche Politikerin (SPD), MdL
- Kann, Edith (1907–1987), österreichische Lehrerin und Botanikerin (Algologin)
- Kann, Emma (1914–2009), deutsche Lyrikerin und Essayistin
- Kann, Friedrich (1903–1963), deutscher Landwirt, Agrarplaner und Oberlandwirtschaftsrat im Verwaltungsamt des Reichsnährstands
- Kann, Hans (1927–2005), österreichischer Pianist und Komponist
- Kann, Hans-Joachim (1943–2015), deutscher Autor, Historiker und Stadtführer
- Kann, Heinrich van (1861–1941), deutscher Architekt und preußischer Baubeamter
- Kann, Isaak (1638–1701), Kaufmann und Bankier
- Kann, Jacobus H. (1872–1944), Zionist, Bankier und Diplomat
- Kann, Lennet (1844–1916), Aachener Stadtoriginal
- Kann, Léon (1859–1925), französischer Bildhauer
- Kann, Lilli (1893–1978), deutsche Schauspielerin beim britischen Film
- Kann, Marcus (1820–1886), österreichischer Schachspieler
- Kann, Matthias Konrad (1871–1952), deutscher Schriftsteller
- Kann, Michael (* 1950), deutscher Schauspieler und RegisseurMichael Kann (* 1950)

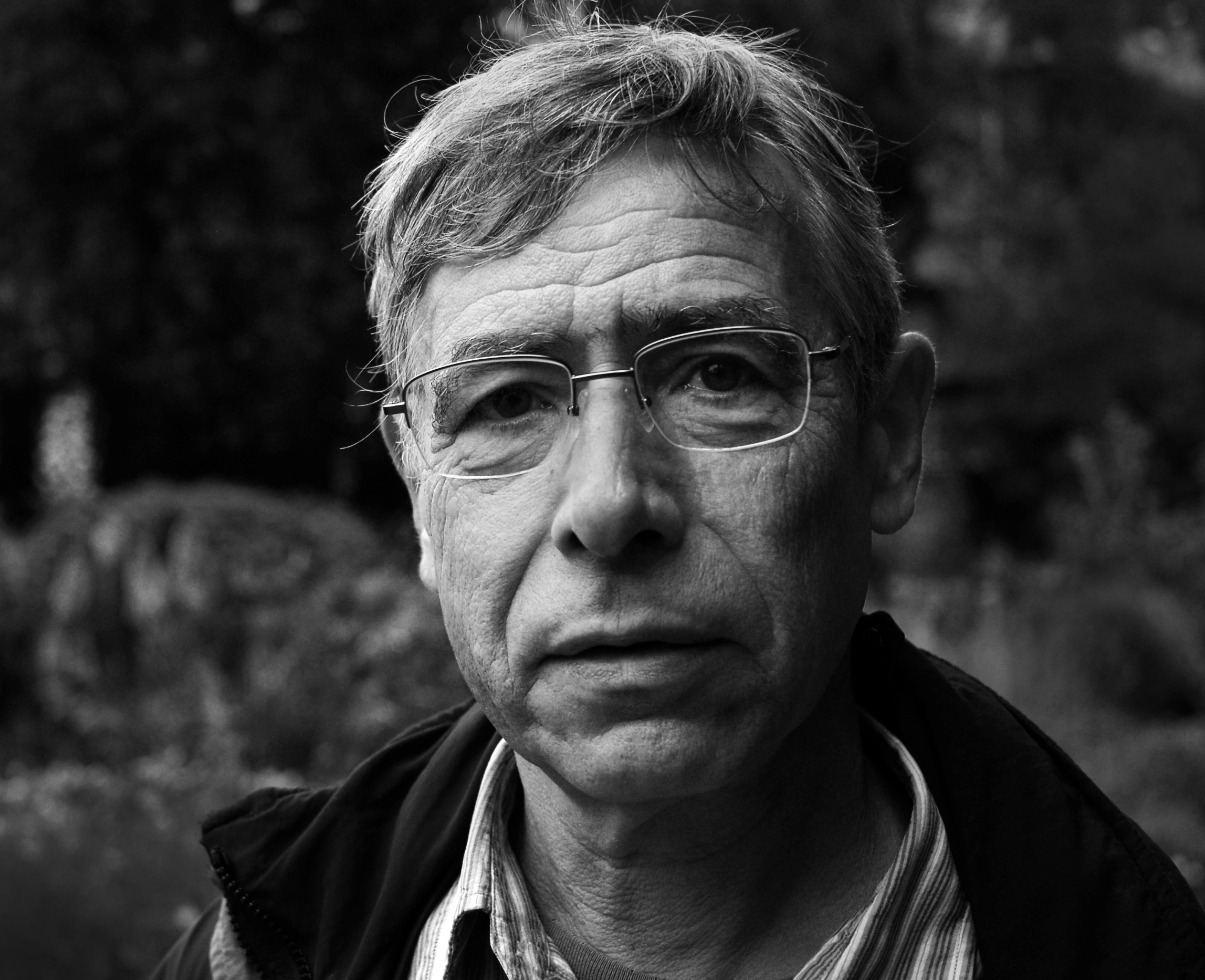
Michael Kann (* 1950)

- Kann, Nikolai (1873–1948), estnischer Pädagoge und Bildungspolitiker
- Kann, Peter R. (* 1942), US-amerikanischer Unternehmer und Journalist
- Kann, Robert A. (1906–1981), österreichisch-US-amerikanischer Historiker
- Kanna, Yonadam (* 1951), irakischer Politiker
- Kannacher, Ernst Ludwig von († 1765), preußischer Generalmajor, Chef des Infanterie-Regiments Nr. 30, Drost von Goch und Sennep, Amtshauptmann von Alt Ruppin und Fehrbellin
- Kannacher, Jürgen (1945–2019), deutscher Automobilrennfahrer
- Kannaerts, René (1887–1945), belgischer römisch-katholischer Geistlicher und Märtyrer
- Kannamwar, Marotrao Sambashio (1900–1963), indischer Politiker
- Kannan, R. Ravi, indischer Onkologe
- Kannan, Ravi (* 1953), indischer Informatiker
- Kannangara, C. W. W. (1884–1969), sri-lankischer Politiker und Bildungsminister
- Kannankulam, John (* 1972), deutscher Politikwissenschaftler
- Kannapin, Detlef (* 1969), deutscher Filmhistoriker und Publizist
- Kannarin Thawornsak (* 1997), thailändischer Fußballspieler
- Kannberg, Scott (* 1966), US-amerikanischer Musiker
- Kanne, August Wilhelm (1784–1827), deutscher Architekt und Bauinspektor
- Kanne, Bernd von (1884–1967), deutscher Politiker (NSDAP), MdRBernd von Kanne (1884–1967)

Bernd von Kanne (1884–1967)

- Kanne, Bernhard Ludolph (1588–1660), deutscher Kammerjunker und Hofbesitzer
- Kanne, Christian Carl (1744–1806), Senator, Beisitzer des Oberhofgerichts und der Juristenfakultät Leipzigs, Vizebürgermeister von Leipzig
- Kanne, Christian Ernst von (1617–1677), kursächsischer Kammerherr, Oberhofmarschall und Amtshauptmann
- Kanne, Friedrich August (1778–1833), österreichischer Komponist deutscher Herkunft
- Kanne, Johann Arnold († 1824), deutscher Schriftsteller, Mythologe und Sprachforscher (Orientalist)
- Kannegaard, Maria (* 1970), norwegische Jazzmusikerin (Piano, Komposition)
- Kannegieser, Gerd (* 1957), deutscher Kabarettist, Lehrer und Mundartdichter
- Kannegießer, Dieter (1937–2019), deutscher Politiker (DVU), MdL
- Kannegießer, Everhard Jodokus (1708–1763), Bürgermeister in Brilon und Gewerke
- Kannegießer, Gottlieb Heinrich (1712–1792), deutscher Mediziner und Hochschullehrer
- Kannegießer, Hans-Jörg (1943–2010), deutscher Politiker (CDU), MdL
- Kannegiesser, Ioakim Samuilowitsch (1860–1930), russischer Verkehrsingenieur und Unternehmer
- Kannegießer, Johann Heinrich (1677–1748), Montanunternehmer, Bergmeister und Bürgermeister in Brilon
- Kannegießer, Karl Ludwig (1781–1861), deutscher Romanist und Übersetzer
- Kannegießer, Kristof (* 1977), deutscher Dokumentarfilmer, Kameramann, Hochschullehrer und Schriftsteller
- Kannegiesser, Leonid (1896–1918), russischer Dichter und NarodnikLeonid Kannegiesser (1896–1918)

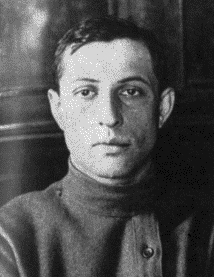
Leonid Kannegiesser (1896–1918)

- Kannegiesser, Martin (* 1941), deutscher Unternehmer, Präsident des Arbeitgeberverbandes Gesamtmetall
- Kanneh, Abu (* 1983), liberianisch-österreichischer Fußballspieler
- Kanneh-Mason, Isata (* 1996), britische Pianistin
- Kanneh-Mason, Sheku (* 1999), britischer Cellist
- Kannel, William B. (1923–2011), US-amerikanischer Kardiologe und Epidemiologe
- Kannemann, Walter (* 1991), argentinischer Fußballspieler
- Kannemeyer, John Christoffel (1939–2011), südafrikanischer Akademiker, Literaturwissenschaftler und Schriftsteller
- Kannemeyer, Tiaan (* 1978), südafrikanischer Radrennfahrer
- Kannen, Günter von (1940–2016), deutscher Opernsänger der Stimmlage Bassbariton
- Kannenberg, Anette (* 1974), deutsche Illustratorin und Schriftstellerin
- Kannenberg, Arthur (1896–1963), Hausintendant Adolf HitlersArthur Kannenberg (1896–1963)

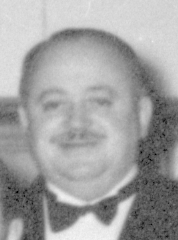
Arthur Kannenberg (1896–1963)

- Kannenberg, Bernd (1942–2021), deutscher Geher und Olympiasieger
- Kannenberg, Christoph von (1615–1673), preußischer General
- Kannenberg, Friedrich Wilhelm von (1693–1762), Chef des Dragoner-Regiments IV, Oberhofmeister, Erbmarschall
- Kannenberg, Heinrich (1887–1966), deutscher Moorforscher, Kulturtechniker und Grünlandwissenschaftler
- Kannenberg, Lothar (* 1957), deutscher Boxer und Bootcamp-Leiter
- Kannengießer, Andreas (* 1978), deutscher Filmregisseur, Drehbuchautor und Regieassistent
- Kannengießer, Christoph (* 1963), deutscher Jurist sowie Verbands- und Stiftungsmanager
- Kannengießer, Georg (1814–1900), deutscher Maler
- Kannengießer, Hans (1868–1945), preußischer Generalmajor, osmanischer Pascha
- Kannengießer, Heinrich, deutscher Politiker, Bürgermeister von Dresden, Stück- und Glockengießer
- Kannengießer, Josef (1894–1981), deutscher Journalist und Politiker (Zentrum, CDU)
- Kannengießer, Louis von (1852–1919), deutscher Kaufmann und Schiffseigner
- Kannengießer, Matthias (* 1968), deutscher Jurist
- Kannengiesser, Matthias (* 1974), deutscher Autor und Fachjournalist von EDV-Fachbüchern
- Kannengießer, Otto (1893–1958), deutscher Politiker (NSDAP), MdR
- Kannengießer, Raimar (1930–2024), deutscher Kirchenmusiker, Chorleiter, Organist, Cellist, Gambist und Komponist
- Kannengießer, Sigrid, deutsche Kommunikationswissenschaftlerin
- Kannengießer, Walter (1929–2025), deutscher Journalist
- Kanner, Alexis (1942–2003), britischer Schauspieler
- Kanner, Heinrich (1864–1930), österreichischer Journalist und Zeitungsherausgeber
- Kanner, Israel Zwi (1907–1978), österreichisch-israelischer Rabbiner und Schriftsteller
- Kanner, Leo (1894–1981), austro-amerikanischer Kinder- und JugendpsychiaterLeo Kanner (1894–1981)

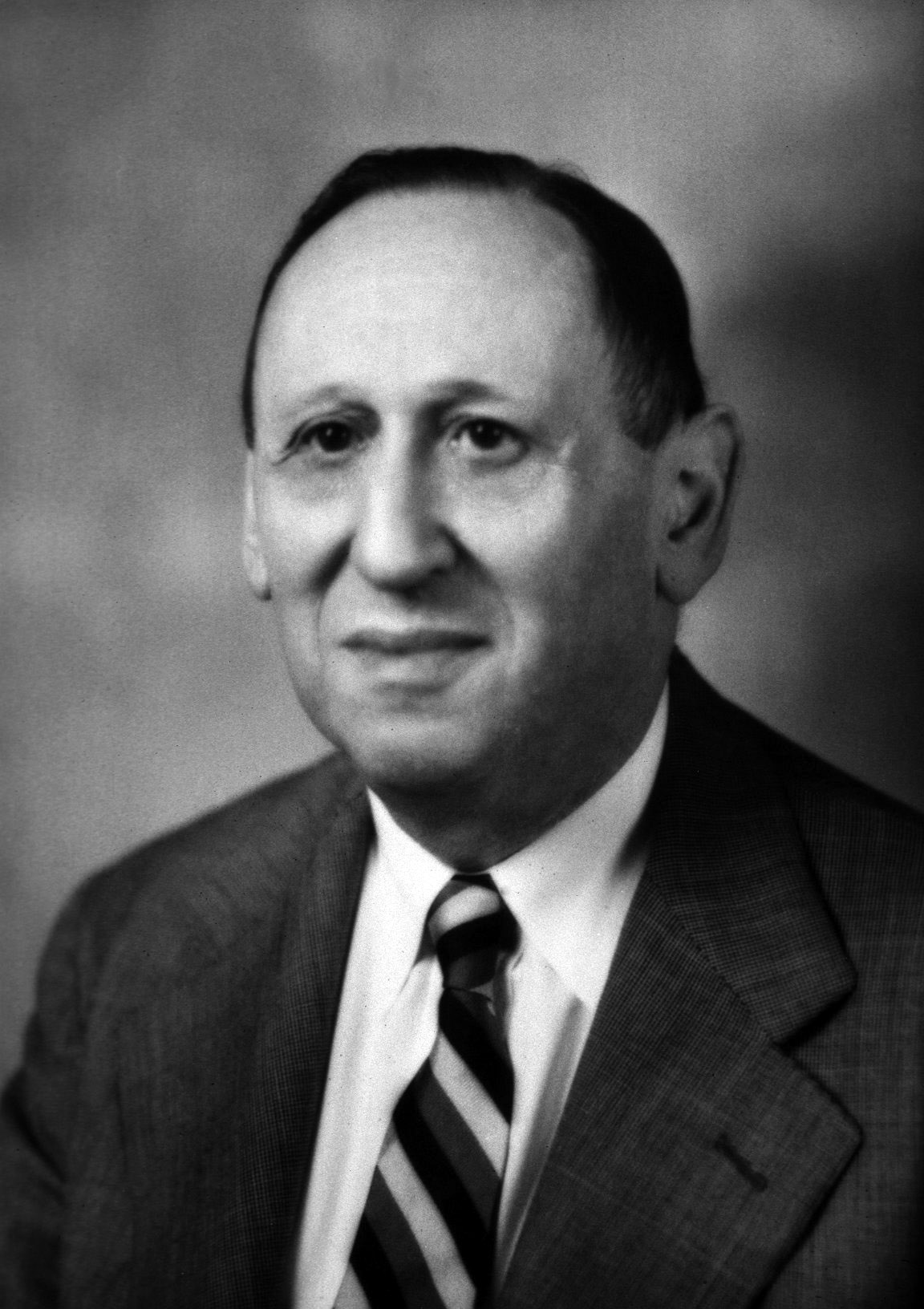
Leo Kanner (1894–1981)

- Kanner, Patrick (* 1957), französischer Politiker der Parti Socialiste (PS)
- Kanner, Vivian (* 1970), deutsche Sängerin und Schauspielerin
- Kannewasser, Max (1916–1945), niederländischer Jazz-Sänger
- Kannewurf, Frank (* 1972), deutscher Eishockeyspieler
- Kannewurf, Heinrich Gottlieb von (1726–1799), preußischer Generalleutnant, Kriegsminister
- Kannewurff, Ernst von (1850–1907), deutscher Verwaltungsjurist
- Kannewurff, Rudolf von (1804–1858), deutscher Rittergutsbesitzer, Verwaltungsbeamter und Parlamentarier
- Kanngießer, Birgit, deutsche Physikerin
- Kanngießer, Carl Hermann (1820–1882), deutscher Jurist und Politiker (NLP), MdR
- Kanngießer, Peter Friedrich (1774–1833), deutscher Historiker, Dichter und Hochschullehrer
- Kanngießer, Siegfried (1940–2004), deutscher Sprachwissenschaftler und Hochschullehrer
- Kannhäuser, Johann Georg (1671–1740), bayerischer Baumeister und Stuckateur
- Kannibale von Koblenz (* 1979), deutscher Straftäter, Mörder und Kannibale
- Kannicht, Richard (1931–2020), deutscher Klassischer Philologe
- Kannik, Indrek (* 1965), estnischer Politiker und Journalist
- Kannike, Christian (1863–1891), estnischer Schriftsteller
- Kanninen, Heikki (* 1952), finnischer Jurist
- Kanning, Uwe (* 1966), deutscher Psychologe
- Kannisto, Heikki (1898–1957), finnischer Politiker, Bürgermeister von Oulu, Mitglied des Reichstags, Innen- und Justizminister
- Kannisto, Jouni (* 1963), finnischer Jazzmusiker
- Kannmacher, Tom (* 1949), deutscher Folkmusiker und Liedermacher
- Kanno, Aya (* 1980), japanische Manga-Zeichnerin
- Kanno, Masaaki (* 1960), japanischer Fußballspieler
- Kanno, Mitsuaki (1939–1983), japanischer Jazzmusiker und Filmkomponist
- Kanno, Mohamed (* 1994), saudi-arabischer Fußballspieler
- Kanno, Seiko (1933–1988), japanische Malerin und Lyrikerin
- Kanno, Shigeru (* 1959), japanischer Dirigent und Komponist
- Kanno, Shōta (* 1984), japanischer Fußballspieler
- Kanno, Sugako (1881–1911), japanische anarchafeministische Journalistin
- Kanno, Tetsuya (* 1989), japanischer Fußballspieler
- Kanno, Yōko (* 1964), japanische KomponistinYōko Kanno (* 1964)

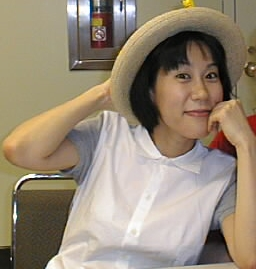
Yōko Kanno (* 1964)

- Kannonier, Reinhard (* 1947), österreichischer Musikwissenschaftler, Publizist, Hochschullehrer und Rektor der Kunstuniversität Linz
- Kannookadan, Pauly (* 1961), indischer Geistlicher, Bischof von Irinjalakuda
- Kannowski, Bernd (* 1968), deutscher Rechtswissenschaftler

### Kano
- Kano, japanische Sängerin und virtuelle Youtuberin
- Kano (* 1985), britischer Rapper
- Kano, Cláudio (1965–1996), brasilianischer Tischtennisspieler
- Kanō, Einō (1631–1697), japanischer Maler
- Kanō, Eitoku (1543–1590), japanischer Maler
- Kanō, Hōgai (1828–1888), japanischer Maler
- Kanō, Jigorō (1860–1938), japanischer Jiu Jitsu- und Judoprofessor, Begründer der Kampfkunst JudoKanō Jigorō (1860–1938)

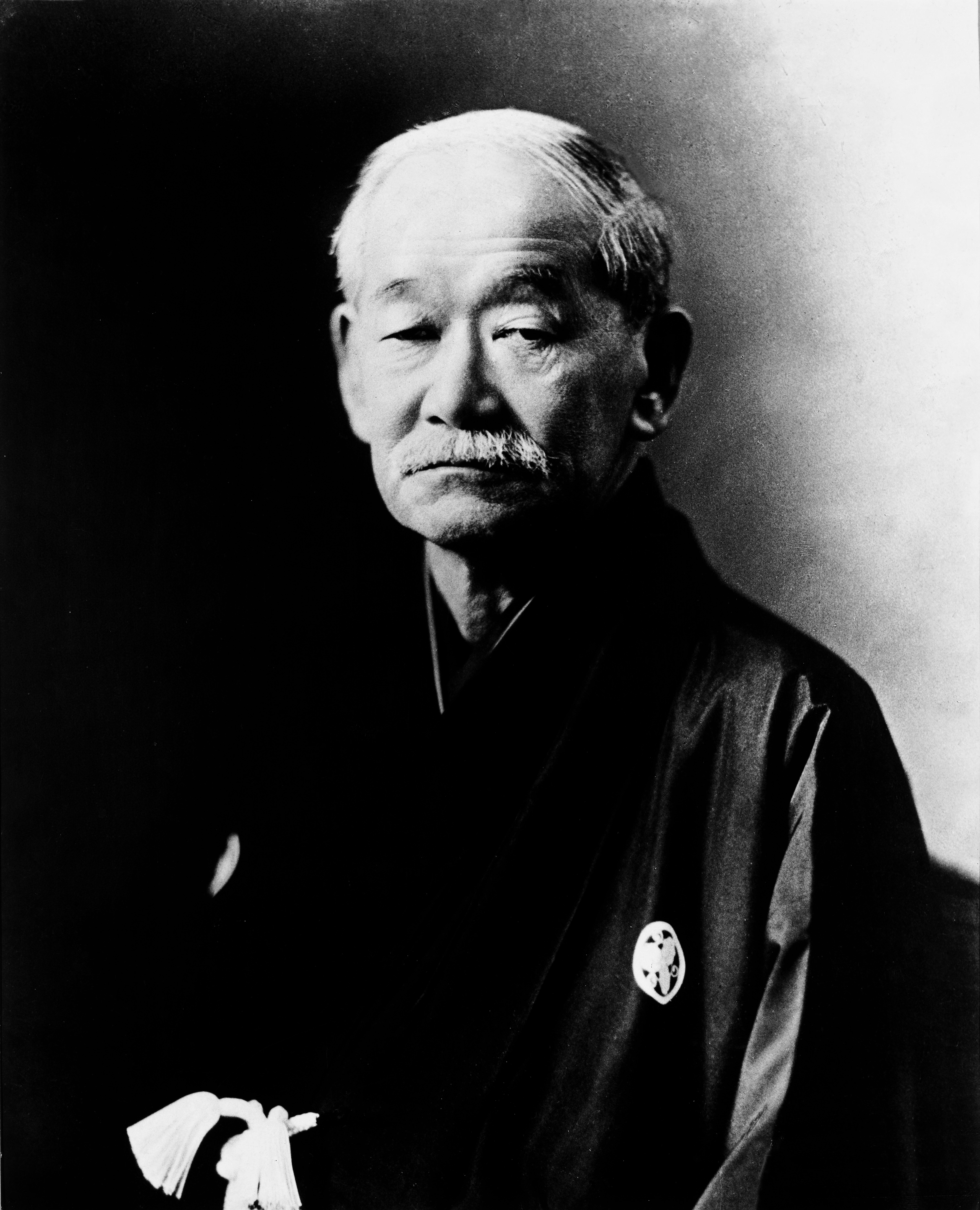
Kanō Jigorō (1860–1938)

- Kano, Kaisei (* 2002), japanischer Fußballspieler
- Kanō, Kenta (* 1986), japanischer Fußballspieler
- Kanō, Kōi († 1636), japanischer Maler
- Kanō, Kōki (* 1997), japanischer Degenfechter
- Kanō, Kōkichi (1865–1942), japanischer Philosoph
- Kano, Maiko (* 1988), japanische Volleyballspielerin
- Kanō, Masahiro (* 1977), japanischer Fußballspieler
- Kanō, Masaki (* 1976), japanischer Autorennfahrer
- Kanō, Masanobu (1434–1530), japanischer Maler und Begründer der Kanō-Schule
- Kano, Michihiko (1942–2021), japanischer Politiker der Demokratischen Partei (DPJ)
- Kanō, Misako, japanische Jazzpianistin
- Kanō, Mitsunobu, japanischer Maler
- Kano, Mizuka (* 1978), japanische klassische Pianistin
- Kanō, Motonobu (1476–1559), japanischer Maler
- Kanō, Naizen (1570–1616), japanischer Maler
- Kano, Naoki (1868–1947), japanischer Sinologe
- Kanō, Naonobu (1607–1650), japanischer Maler
- Kanō, Ren (* 1994), japanischer Fußballspieler
- Kanō, Sadanobu (1597–1623), japanischer Maler
- Kanō, Sakujirō (1885–1941), japanischer Schriftsteller
- Kanō, Sanraku (1559–1635), japanischer Maler
- Kanō, Sansetsu (1590–1651), japanischer Maler
- Kanō, Shōei (1519–1592), japanischer Maler
- Kanō, Sōshū (1551–1601), japanischer Maler der Nihonga-Richtung der Taishō- und frühen Shōwa-Zeit
- Kanō, Takashi (1920–2000), japanischer Fußballspieler
- Kanō, Takayoshi (* 1938), japanischer Primatologe und Ethnologe
- Kanō, Tan’yū (1602–1674), japanischer Maler
- Kanō, Tsunenobu (1636–1713), japanischer Maler
- Kanō, Yasunobu (1614–1685), japanischer Maler
- Kanō, Yuri (* 1978), japanische Langstreckenläuferin
- Kanoffski von Langendorf, Friedrich Ludwig (1592–1645), Stadtkommandant von Freiburg im Dreißigjährigen Krieg
- Kanoğlu, Kudret (* 1993), türkischer Fußballspieler
- Kanok Kongsimma (* 2000), thailändischer Fußballspieler
- Kanok Koryangphueak (* 1989), thailändischer Fußballspieler
- Kanokogi, Kazunobu (1884–1949), japanischer Philosoph
- Kanokogi, Takeshirō (1874–1941), japanischer Maler
- Kanokow, Arsen Baschirowitsch (* 1957), russischer Politiker, Präsident von Kabardino-Balkarien (2005–2013)
- Kanokphol Nuchrungrueang (* 1994), thailändischer Fußballspieler
- Kanokphol Roongrueangrotchana (* 1994), thailändischer Fußballspieler
- Kanokpon Buspakom (* 1999), thailändischer Fußballspieler
- Kanokpon Cherkota (* 2005), thailändischer Fußballspieler
- Kanold, Hans-Joachim (1914–2012), deutscher Mathematiker und Hochschullehrer
- Kanold, Irmgard (1915–1976), deutsche Bildhauerin
- Kanold, Johann (1679–1729), deutscher Mediziner
- Kanold, Paul (1874–1946), deutscher Architekt und Hochschullehrer
- Kanoldt, Alexander (1881–1939), Maler und Professor an der Kunstakademie in BerlinAlexander Kanoldt (1881–1939)

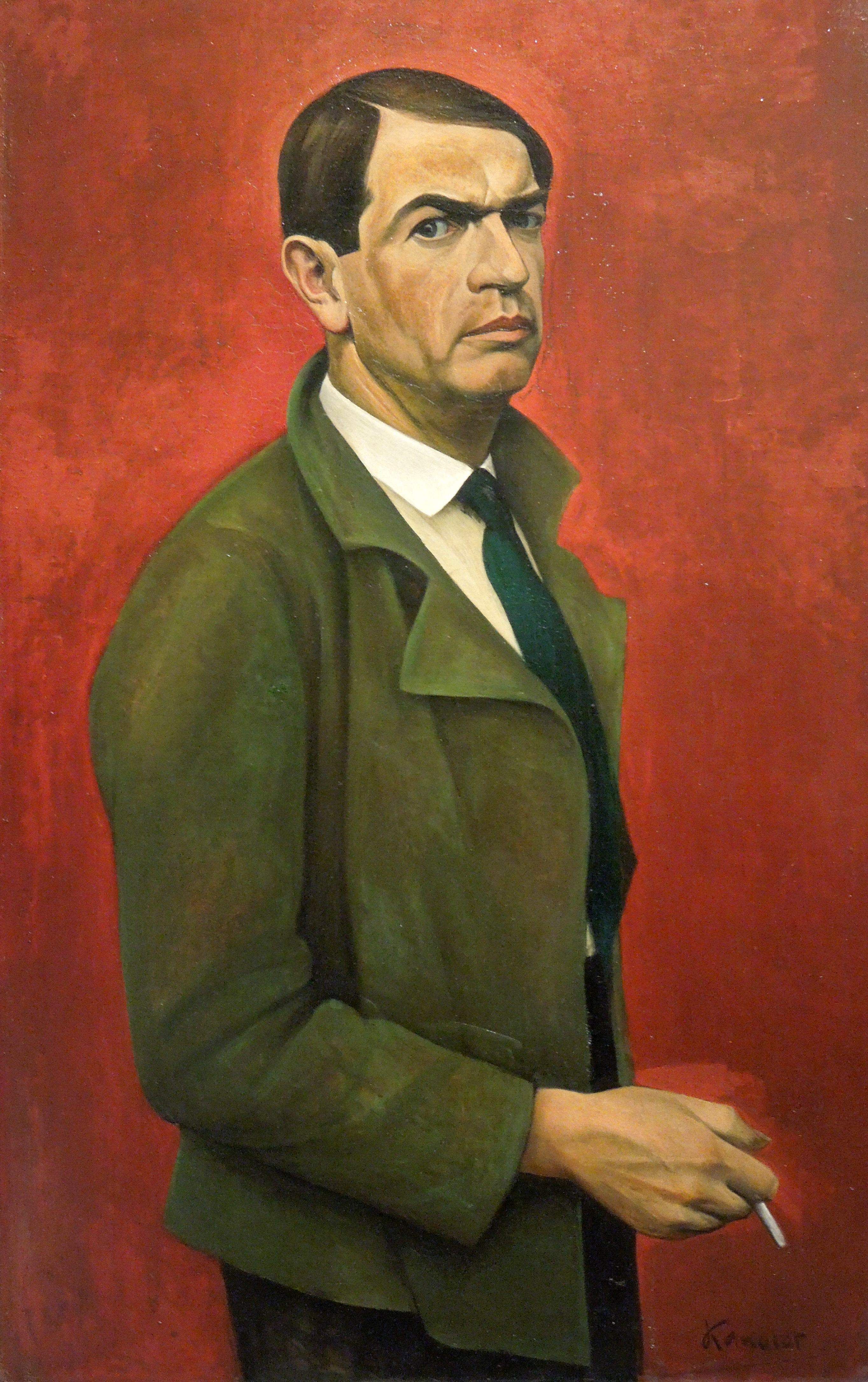
Alexander Kanoldt (1881–1939)

- Kanoldt, Edmund (1845–1904), deutscher Maler
- Kanon, Joseph (* 1946), US-amerikanischer Autor
- Kanonik, Roman (* 1982), deutscher Schauspieler und Hörspielsprecher
- Kanopa, Mario (* 1978), deutscher Fußballspieler
- Kanopa, Vidmantas (* 1956), litauischer Politiker
- Kanor, Orlane (* 1997), französische Handballspielerin
- Kanosue, Hiroshi (1927–1991), japanischer Maler im Yōga-Stil
- Kanou, Abdoulaye (* 2000), malischer Fußballspieler
- Kanoun, Olfa (* 1970), tunesische Elektro- und Informationstechnikerin, Hochschullehrerin
- Kanouse, Kevin, US-amerikanischer lutherischer Bischof
- Kanouté, Frédéric (* 1977), französisch-malischer FußballspielerFrédéric Kanouté (* 1977)

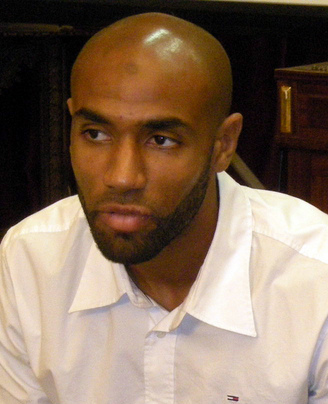
Frédéric Kanouté (* 1977)

- Kanouté, Kadiatou (* 1978), malische Basketballspielerin
- Kanouté, Manda (* 1963), malische Sprinterin
- Kanouté, Sadio (* 1996), malischer Fußballspieler
- Káňová, Irena (1893–1965), tschechoslowakische Politikerin
- Kanová, Maria (1886–1947), böhmische Schauspielerin
- Kanovitz, Howard (1929–2009), US-amerikanischer Maler und Grafiker
- Kanovsky, Tomas (* 1970), deutscher Basketballfunktionär
- Kanovsky-Wintermann, Renate (* 1957), österreichische Politikerin (FPÖ), Landtagsabgeordnete, Mitglied des Bundesrates
- Kanow, Martha (* 1907), deutsche Politikerin (DFD)
- Kanowitsch, Grigori (1929–2023), litauisch-israelischer Schriftsteller, Dramatiker, Übersetzer, Szenarist und Kinoregisseur
- Kanowski, Claudia (* 1968), deutsche Kunsthistorikerin

### Kanp
- Kanphukde, Pakkaphon (* 1990), thailändischer Fußballspieler
- Kanpitcha Chanakaree (* 1998), thailändischer Fußballspieler

### Kanr
- Kanra, Özer (* 1938), türkischer Fußballspieler und

### Kans
- Kansara, Priya, britische Schauspielerin
- Kansas, Rocky (1893–1954), US-amerikanischer Boxer italienischer Herkunft im Leichtgewicht
- Kansit Premthanakul (* 1991), thailändischer Fußballspieler
- Kanske, Philipp (* 1980), deutscher Psychologe und Neurowissenschaftler
- Kański, Józef (1928–2023), polnischer Musikkritiker
- Kański, Tadeusz (1902–1950), polnischer Theater- und Filmschauspieler und Filmregisseur
- Kansky, Ana (1895–1962), slowenische Chemikerin
- Kansri Boonpragob, thailändische Klimatologin
- Kanstad Johnsen, Mari (* 1981), norwegische Illustratorin und Kinderbuchautorin
- Kanstein, Ingeburg (1939–2004), deutsche Schauspielerin, Autorin, Hörspiel- und Synchronsprecherin
- Kanstein, Paul (1899–1981), deutscher Jurist, Gestapo-Mitarbeiter und SS-Führer
- Kansteiner, Sascha (* 1967), deutscher Klassischer Archäologe
- Kansteiner, Wulf (1964–2025), deutscher Neuzeithistoriker und Hochschullehrer
- Kanstrup, Pierre (* 1989), dänischer Fußballspieler
- Kansy, Annette (* 1955), deutsche Eiskunstläuferin
- Kansy, Dietmar (1938–2018), deutscher Politiker (CDU), MdB
- Kansy, Ivana (* 1970), deutsche Schauspielerin

### Kant
- Kant, Agnes (* 1969), niederländische Politikerin
- Kant, Edgar (1902–1978), estnisch-schwedischer Geograph
- Kant, Eva (1944–2018), belgische Schauspielerin und Sängerin
- Kant, Harold Sanford (1931–2008), US-amerikanischer Showgeschäftsanwalt und Pokerspieler
- Kant, Hermann (1926–2016), deutscher Schriftsteller, DDR-Kulturfunktionär und Politiker (SED), MdV
- Kant, Horst (1946–2023), deutscher Physiker und Wissenschaftshistoriker
- Kant, Immanuel (1724–1804), deutscher PhilosophImmanuel Kant (1724–1804)

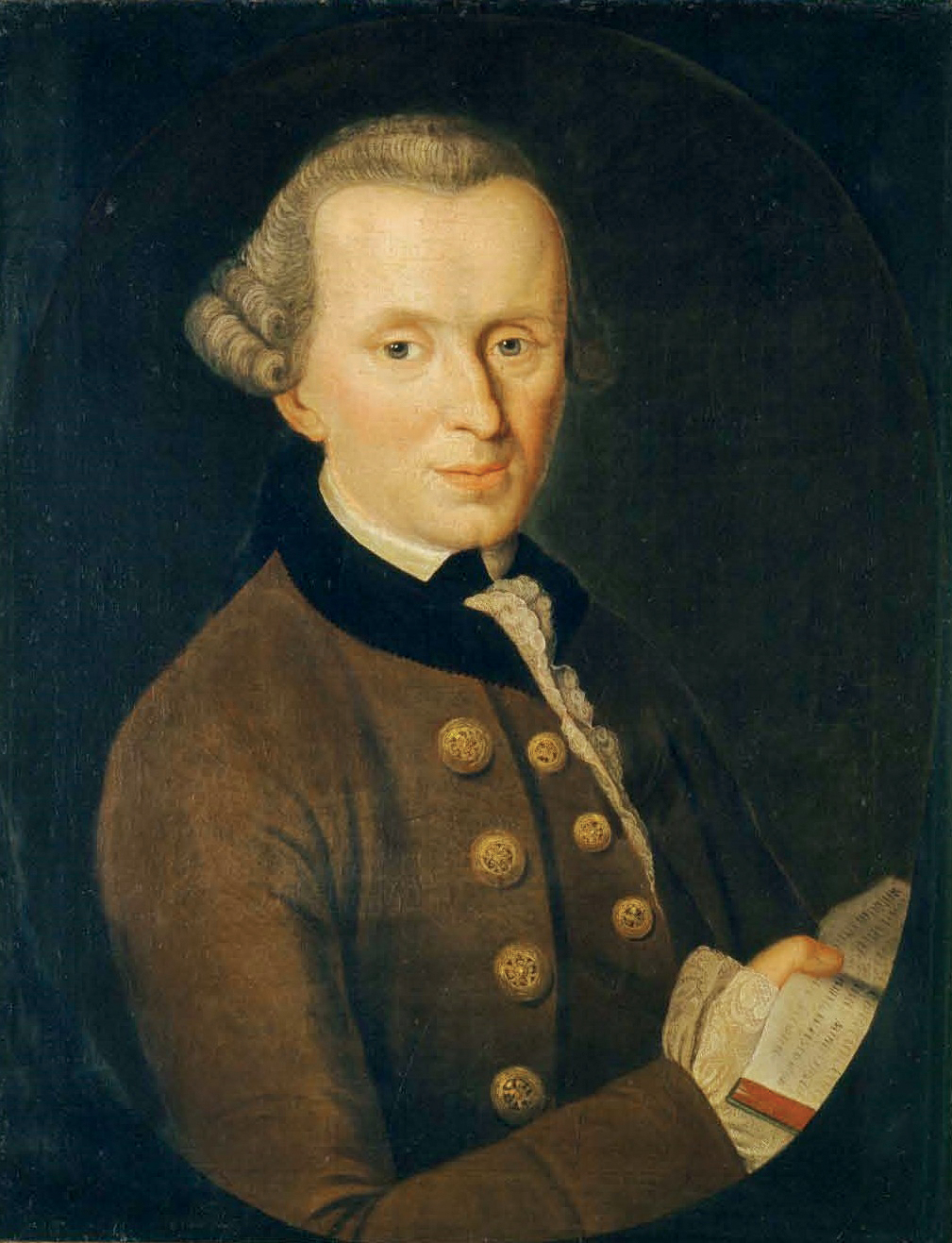
Immanuel Kant (1724–1804)

- Kant, Johann Heinrich (1735–1800), deutscher evangelischer Theologe und Pädagoge
- Kant, Krishan (1927–2002), indischer Politiker und Vizepräsident
- Kant, Otto (1899–1962), deutsch-amerikanischer Psychiater
- Kant, Ove (1929–1997), schwedischer Regisseur, Drehbuchautor und Schauspieler
- Kant, Uwe (* 1936), deutscher Schriftsteller
- Kanta, Abdoua (1946–2017), nigrischer Journalist, Schriftsteller und Filmregisseur
- Kantak, Kasimir (1824–1886), polnisch-preußischer Politiker
- Kantakouzinos, Michail (1510–1578), osmanisch-griechischer Magnat
- Kantakuzenos, Demetrios I., Despot von Morea
- Kantakuzenos, Manuel (1326–1380), Despot von Morea
- Kantanen, Janne (* 1983), finnischer Biathlet
- Kantanen, Tapio (* 1949), finnischer Hindernisläufer
- Kantāns, Toms (* 1994), lettischer Schachspieler
- Kantaphat Manpati (* 1999), thailändischer Fußballspieler
- Kantapon Sompittanurak (* 1989), thailändischer Fußballspieler
- Kantapong Bandasak (* 1991), thailändischer Fußballspieler
- Kantar, Edwin (1932–2022), US-amerikanischer Bridge-Experte
- Kantara, John A. (* 1964), deutscher Regisseur, Autor und Journalist
- Kantara, Joshua (* 2002), deutscher Schauspieler und Regisseur
- Kantarcı, Ergun (1946–2015), türkischer Fußballspieler und -trainer
- Kantarcıoğlu, Fulya (* 1948), türkische Richterin, Mitglied des Verfassungsgerichts der Türkei
- Kantaria, Meliton (1920–1993), sowjetischer Soldat
- Kantarovski, Ben (* 1992), australischer Fußballspieler
- Kantarská, Ivana (* 1995), slowakische Fußballspielerin
- Kantasa-Ard, Sataporn (* 1950), thailändischer Radrennfahrer
- Kantate, P.R. (* 1974), deutscher Reggae- und Dancehall-Musiker
- Kantathi Suphamongkhon (* 1952), thailändischer Diplomat und Politiker, Außenminister
- Kanté, Abdoulaye (* 2005), ivorischer Fußballspieler
- Kanté, Abdoulie (* 2008), gambischer Fußballspieler
- Kanté, Cédric (* 1979), malischer Fußballspieler
- Kante, Eddy (* 1959), deutscher Bodyguard, Schauspieler und MusikerEddy Kante (* 1959)

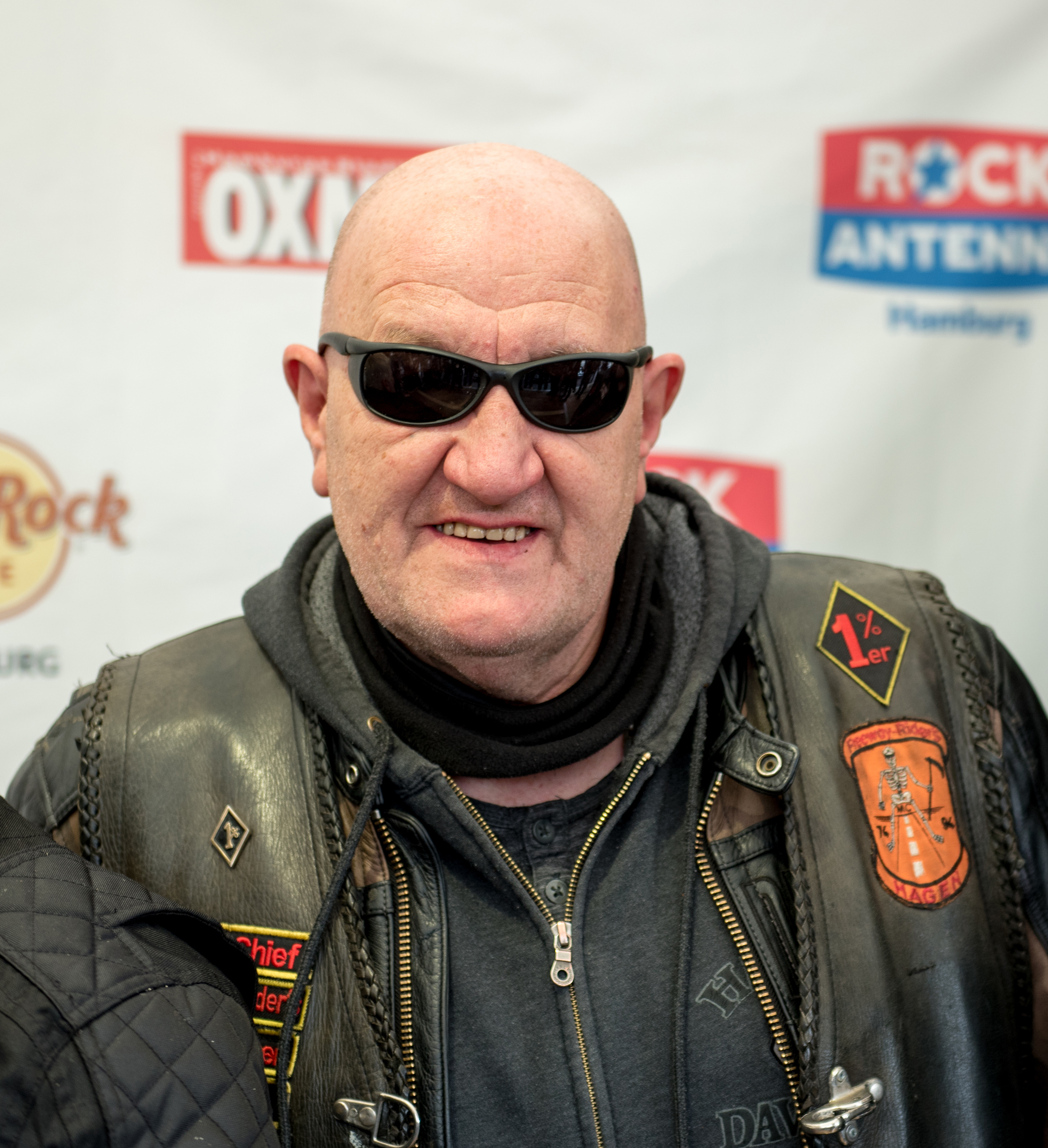
Eddy Kante (* 1959)

- Kanté, José (* 1990), spanisch-guineischer Fußballspieler
- Kanté, Manfila (1946–2011), guineischer Musiker
- Kanté, Mory (1950–2020), guineischer Musiker
- Kanté, N’Golo (* 1991), französischer FußballspielerN’Golo Kanté (* 1991)

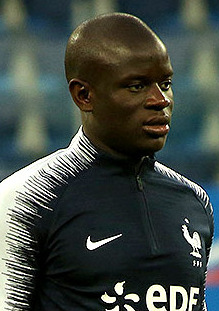
N’Golo Kanté (* 1991)

- Kante, Soulemayne (1922–1987), guineischer Schriftsteller und Pädagoge
- Kantee, Kevin (* 1984), finnisch-US-amerikanischer Eishockeyspieler
- Kantee, Ville (* 1978), finnischer Skispringer
- Kantele, Marko (* 1968), finnischer Dartspieler
- Kantelinen, Karoliina (* 1975), finnische Volksmusikerin und Ethnomusikologin
- Kantelinen, Tuomas (* 1969), finnischer Komponist
- Kantema, Emma (* 1978), namibische Politikerin (SWAPO)
- Kantemir, Antioch Dmitrijewitsch (1708–1744), russischer Dichter, Satiriker, Diplomat und ein früher Vertreter der Aufklärung in Russland
- Kanter, Adolf (1925–2004), deutscher Wirtschaftsberater und DDR-Spion
- Kanter, Arnold (1945–2010), US-amerikanischer Diplomat und Hochschullehrer
- Kanter, Enes (* 1992), US-amerikanischer Basketballspieler
- Kanter, Ernst (1895–1979), deutscher Bundesrichter
- Kanter, Gerd (* 1979), estnischer Diskuswerfer
- Kanter, Gustav Otto (1927–2018), deutscher Pädagoge
- Kanter, Hal (1918–2011), US-amerikanischer Drehbuchautor und Produzent
- Kanter, Helmuth (1891–1976), deutscher Geograf
- Kanter, Hugo (1871–1938), deutscher Hochschullehrer und Syndikus
- Kanter, Klaus (1922–2020), deutscher Zahntechniker-Meister
- Kanter, Marcus (* 1970), deutscher Kameramann
- Kanter, Matthias (* 1968), deutscher Künstler
- Kanter, Max (* 1997), deutscher RadsportlerMax Kanter (* 1997)

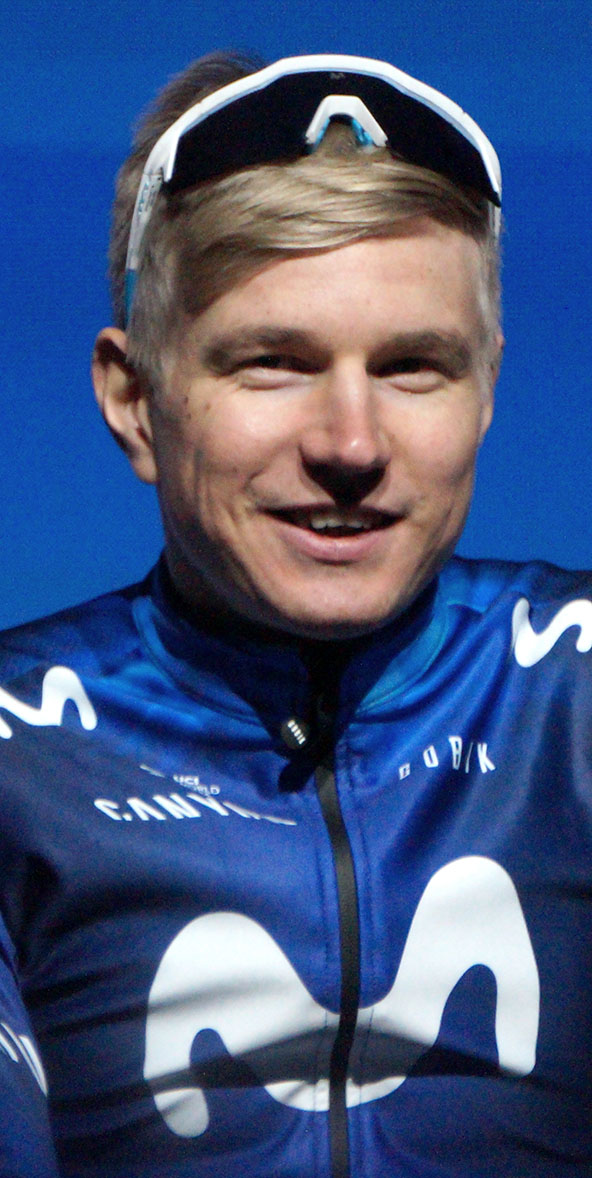
Max Kanter (* 1997)

- Kanter, Robert (* 1992), deutscher Bahnradsportler
- Kanter, Rosabeth Moss (* 1943), US-amerikanische Soziologin
- Kantereit, Hans (1959–2021), deutscher Autor und Übersetzer
- Kanters, Hans-Peter (1942–1991), deutscher Bahnradsportler
- Kanth, Bhawana (* 1992), indische Kampfpilotin
- Kanthack, Alfredo Antunes (1863–1898), brasilianischer Mikrobiologe und Pathologe
- Kanthack, Katharina (1901–1986), deutsche Philosophin und Schriftstellerin
- Kanthack, Renate, deutsche Synchronsprecherin
- Kanthak, Anikó (* 1979), deutsche Pop-, Soul- und Jazzsängerin sowie Songwriterin
- Kanthak, Kai (* 1955), deutscher Jazzmusiker und Fotograf
- Kanthak, Uwe (* 1962), deutscher Künstlermanager
- Kantharos, griechischer Bildhauer
- Kanther, Manfred (* 1939), deutscher Politiker (CDU), MdL, MdBManfred Kanther (* 1939)

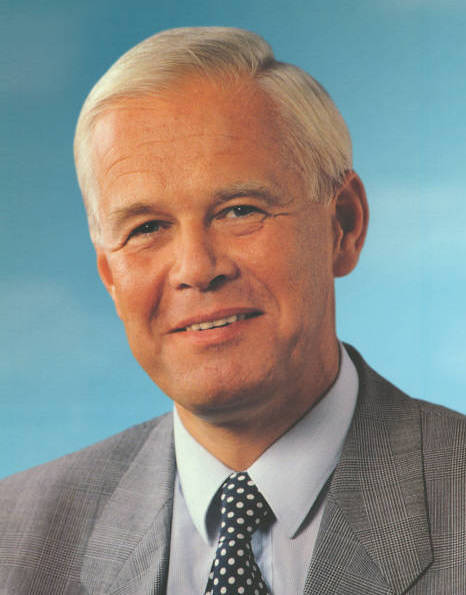
Manfred Kanther (* 1939)

- Kanthos, Telemachos (1910–1993), zyprischer Maler
- Kantilla, David (1938–1978), australischer Australian-Football-Spieler
- Kantiotis, Augustinos Andreas (1907–2010), griechischer Geistlicher, Bischof von Florina
- Kantner, China (* 1971), US-amerikanische Schauspielerin und Sängerin
- Kantner, Jürgen (1946–2017), deutscher Segler
- Kantner, Karl (1850–1925), Hauptmann der Freiwilligen Feuerwehr von Ottakring und Kommandant der Freiwilligen Feuerwehr in Wien
- Kantner, Leopold M. (1932–2004), österreichischer Ordensgeistlicher und Musikwissenschaftler
- Kantner, Lieselotte (1923–2024), deutsche Produktdesignerin
- Kantner, Paul (1941–2016), amerikanischer RockmusikerPaul Kantner (1941–2016)

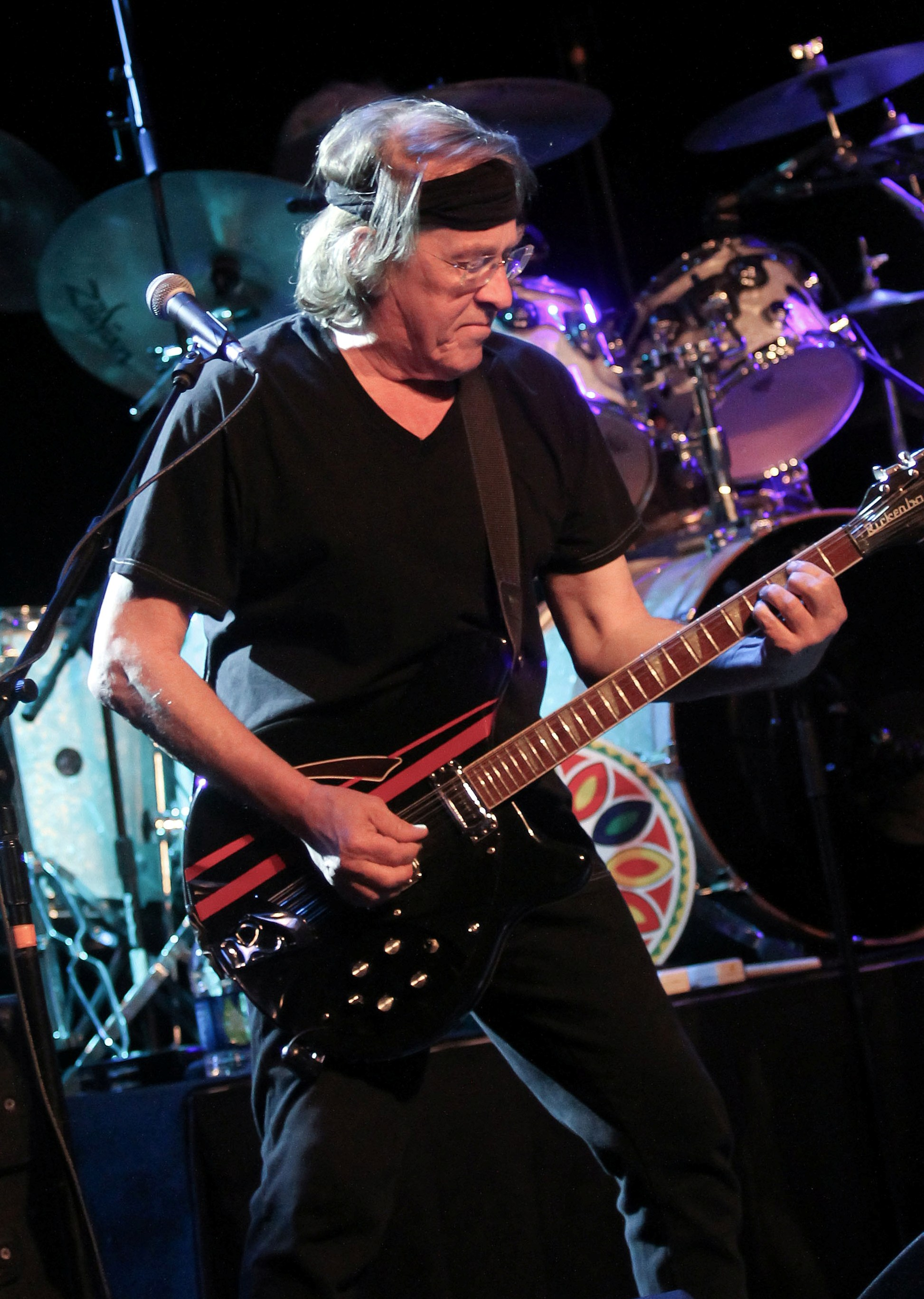
Paul Kantner (1941–2016)

- Kantojeu, Herman (* 1971), russischer bzw. belarussischer Ringer
- Kantola, Arja (* 1949), finnische Eisschnellläuferin
- Kantola, Petteri (* 1986), finnischer Skirennläufer
- Kantonen, Seppo (* 1963), finnischer Jazzpianist
- Kantono, Denny (* 1970), indonesischer Badmintonspieler
- Kantor, Alfred (1923–2003), tschechischer Künstler
- Kantor, Anna (* 2004), ungarische Tennisspielerin
- Kantor, Franziska (* 1903), österreichische Malerin und Bildhauerin
- Kantor, Hans (* 1903), österreichischer Langstreckenläufer
- Kantor, Harry (1911–1985), US-amerikanischer Historiker und Politikwissenschaftler
- Kantor, Helene J. (1919–1993), US-amerikanische Vorderasiatische Archäologin
- Kantor, Israel (1949–2006), kubanischer Musiker und Sänger
- Kantor, Istvan (* 1949), ungarisch-kanadischer Künstler, Musiker
- Kantor, James (1927–1974), südafrikanischer Rechtsanwalt und Schriftsteller
- Kantor, Jean-Michel (* 1946), französischer Mathematiker
- Kantor, Jodi (* 1975), US-amerikanische Journalistin und SachbuchautorinJodi Kantor (* 1975)

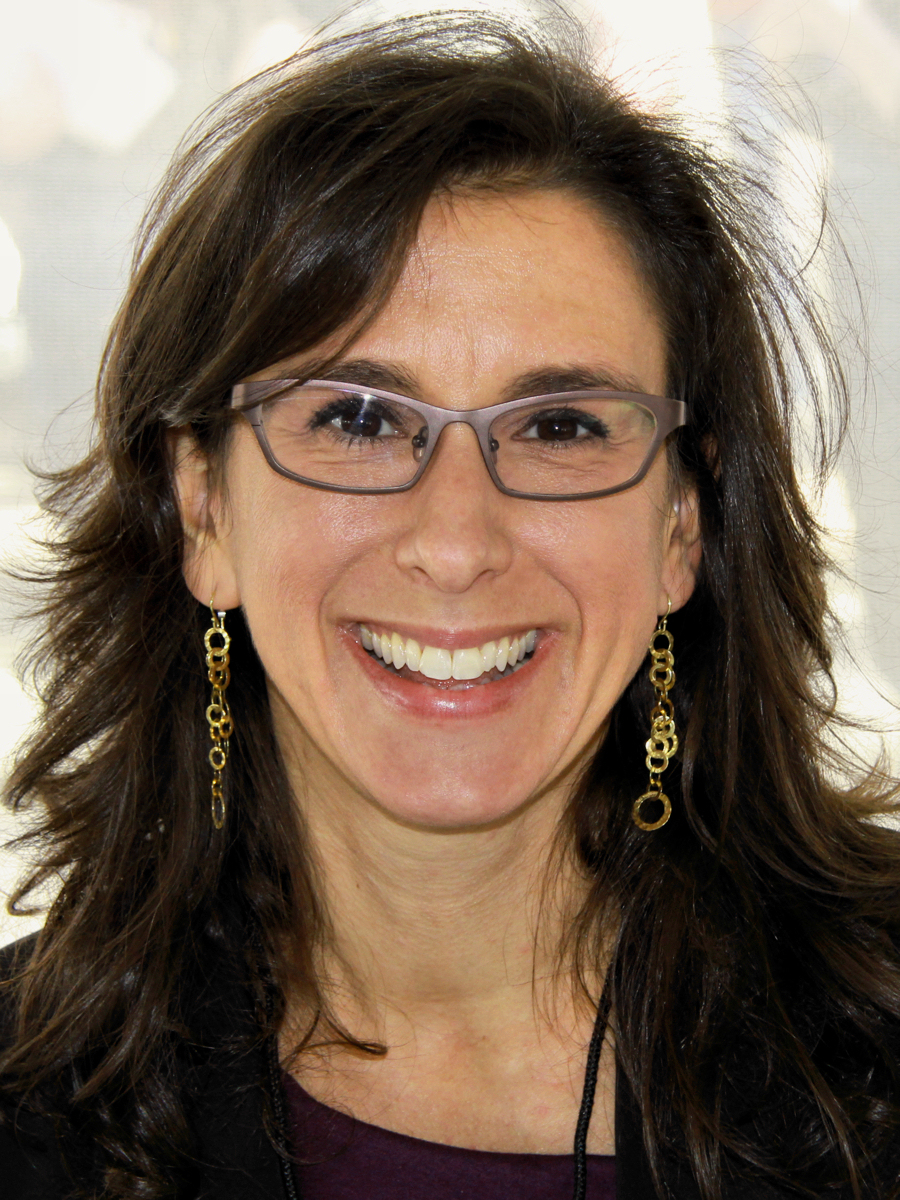
Jodi Kantor (* 1975)

- Kantor, Julija Sorachowna (* 1972), sowjetisch-russische Historikerin und Publizistin
- Kantor, MacKinlay (1904–1977), US-amerikanischer Schriftsteller
- Kantor, Maxim Karlowitsch (* 1957), russischer Maler und Grafiker
- Kantor, Melanie (* 1990), deutsche Fußballspielerin
- Kantor, Mickey (* 1939), US-amerikanischer Politiker
- Kantor, Morris (1896–1974), US-amerikanischer Maler und Kunstpädagoge
- Kantor, Navot (* 1991), israelischer Eishockeyspieler
- Kantor, Nicolas (* 1983), deutscher Fotograf
- Kantor, Piotr (* 1992), polnischer Beachvolleyballspieler
- Kantor, Roman (1912–1943), polnischer Fechter
- Kántor, Sándor (* 1971), ungarischer Volleyballspieler und -trainer
- Kantor, Sharon (* 2003), israelische Windsurferin
- Kantor, Tadeusz (1915–1990), polnischer Theaterregisseur, Maler, Bühnenbildner und Kunsttheoretiker
- Kantor, Tal (* 1988), israelische Animatorin
- Kantor, William (* 1944), US-amerikanischer Mathematiker
- Kantor, Wjatscheslaw Mosche (* 1953), russischer Unternehmer und Philanthrop
- Kantorczyk, Ursula (* 1943), deutsche Slavistin
- Kantorek, Ingo (1974–2019), deutscher Laiendarsteller und ModelIngo Kantorek (1974–2019)

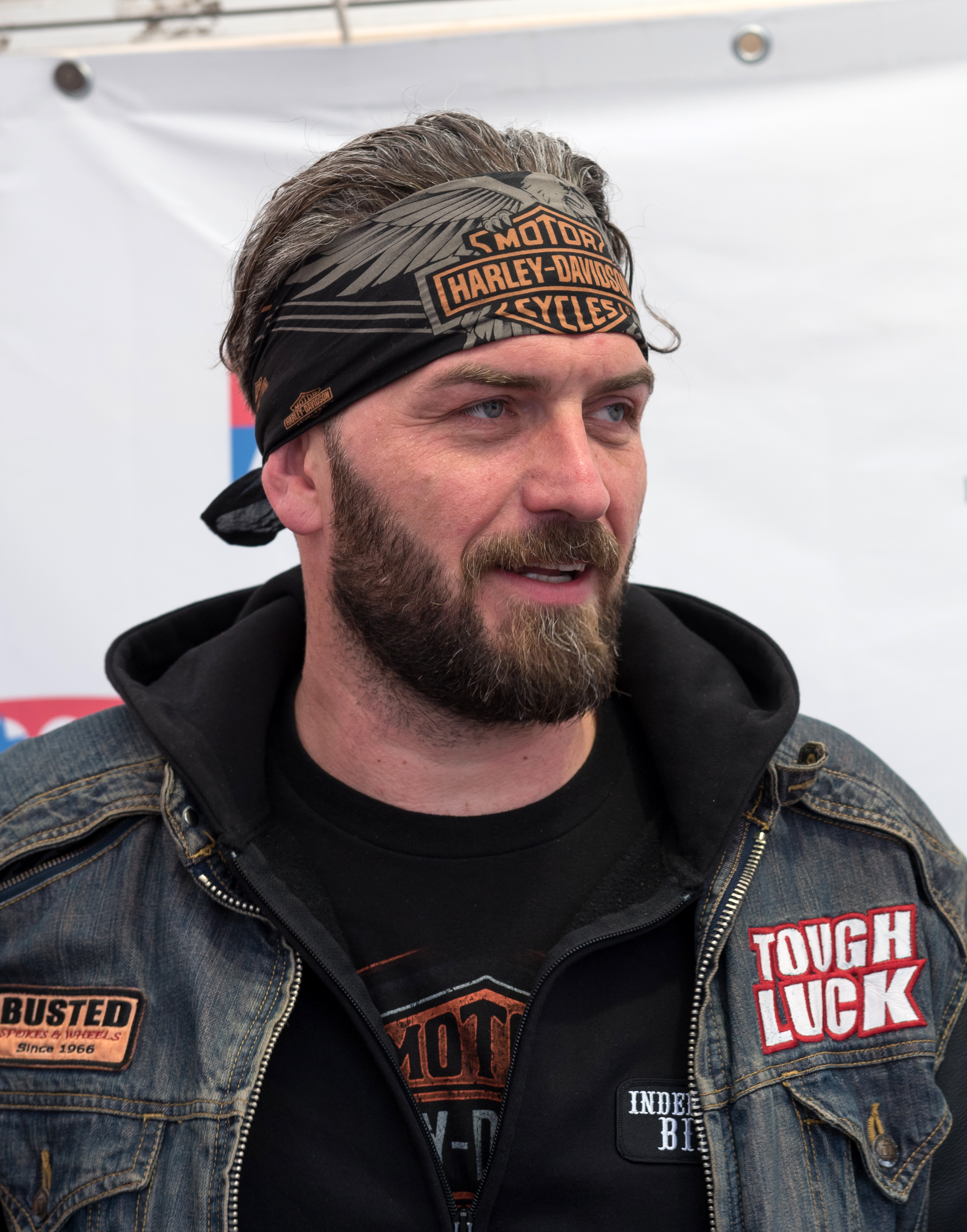
Ingo Kantorek (1974–2019)

- Kantorek, Pavel (1930–2023), tschechoslowakischer Langstreckenläufer
- Kantorková, Miriam (* 1935), tschechische Sängerin, Schauspielerin und Moderatorin
- Kantorová, Barbara (* 1992), slowakische Skirennläuferin
- Kantorovitz, Shmuel (* 1935), israelischer Mathematiker
- Kantorow, Alexandre (* 1997), französischer Pianist
- Kantorow, Jean-Jacques (* 1945), französischer Geiger und Dirigent
- Kantorowicz, Alfred (1880–1962), deutscher Zahnarzt
- Kantorowicz, Alfred (1899–1979), deutscher Schriftsteller, Publizist und Literaturwissenschaftler
- Kantorowicz, Ernst (1892–1944), deutscher Jurist, Kommunalbeamter, Hochschullehrer, Pionier der Erwachsenenbildung und NS-Opfer
- Kantorowicz, Ernst (1895–1963), deutsch-amerikanischer Historiker und Mediävist
- Kantorowicz, Gertrud (1876–1945), deutsche Kunsthistorikerin und Lyrikerin
- Kantorowicz, Hermann (1877–1940), deutscher Jurist
- Kantorowicz, Liad Hussein (* 1977), israelische Performancekünstlerin und Aktivistin
- Kantorowicz, Miron (* 1895), russisch-deutsch-US-amerikanischer Sozialhygieniker
- Kantorowicz, Ruth (1901–1942), deutsche römisch-katholische Märtyrerin und Opfer des Holocaust
- Kantorowitsch, Leonid Witaljewitsch (1912–1986), sowjetischer Mathematiker und Ökonom (Nobelpreisträger für Wirtschaftswissenschaften)
- Kantowsky, Detlef (* 1936), deutscher Soziologe
- Kantrowitz, Adrian (1918–2008), US-amerikanischer Kardiologe
- Kantrowitz, Arthur (1913–2008), US-amerikanischer Ingenieur und Hochschullehrer
- Kantscheli, Gija (1935–2019), georgischer KomponistGija Kantscheli (1935–2019)

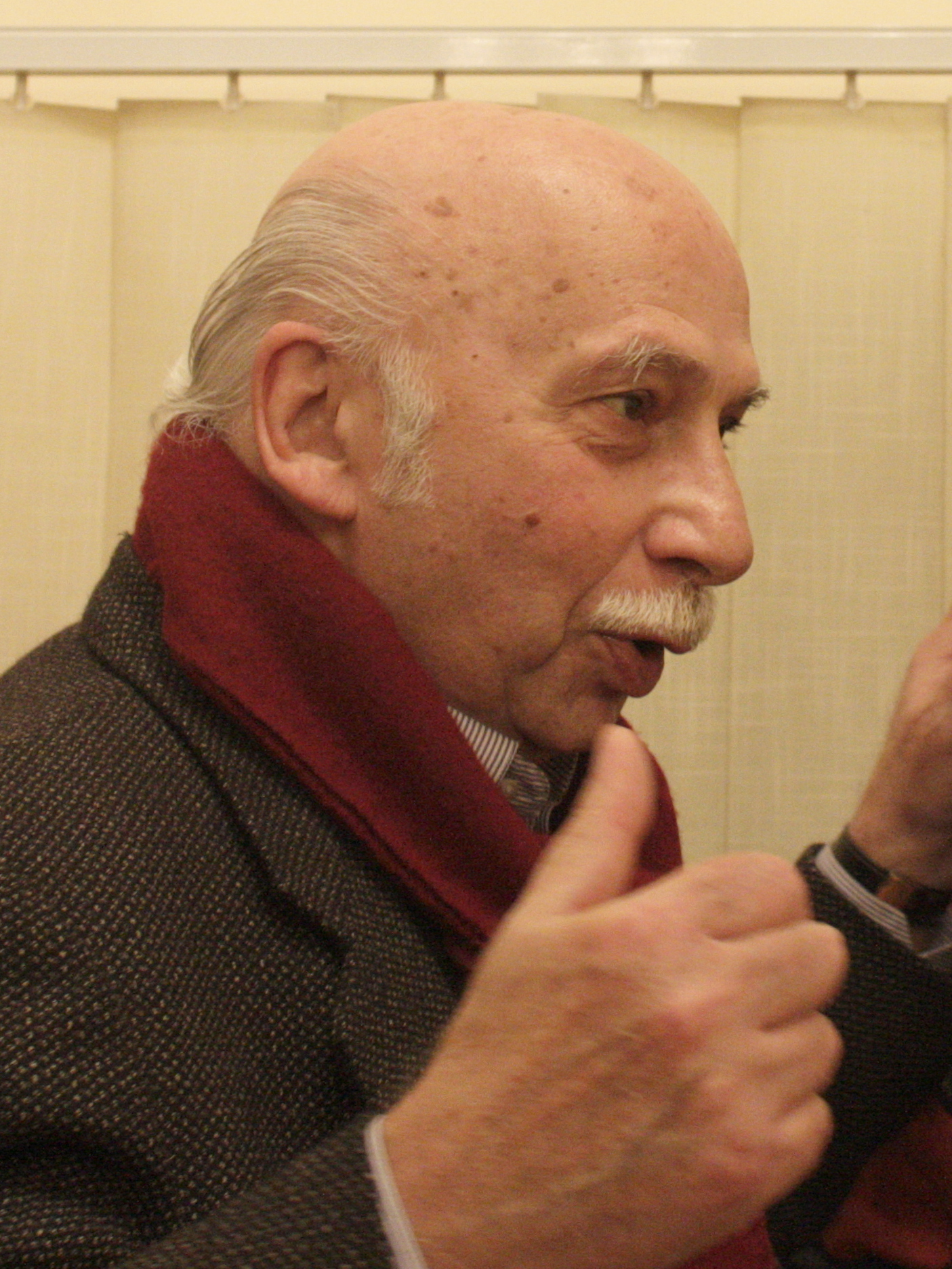
Gija Kantscheli (1935–2019)

- Kantscheli, Nodar Wachtangowitsch (1938–2015), russischer Bauingenieur
- Kantschelskis, Andrei Antanassowitsch (* 1969), russisch-ukrainischer Fußballspieler
- Kantschew, Angel (1850–1872), bulgarischer Revolutionär und Freiheitskämpfer
- Kantschew, Stefan (1915–2001), bulgarischer Graphiker
- Kantschewa, Marijana (* 1958), bulgarische Juristin
- Kantschuster, Johann (* 1897), deutsches SS-Mitglied, stellvertretender Lagerkommandant der Festung Breendonk
- Kanttila, Kalle (* 1976), finnischer Tenor
- Kanturek, Otto (1897–1941), österreichischer Kameramann
- Kantůrková, Eva (* 1930), tschechische Prosaistin und Dramaturgin
- Kanturow, Stojan (1884–1959), bulgarischer Freiheitskämpfer
- Kantyka, Przemysław (* 1996), polnischer Skispringer
- Kantz, Georg (1896–1973), österreichischer Mathematiker und Hochschullehrer
- Kantz, Kaspar († 1544), Theologe, Pfarrer und Reformator
- Kantza, Paraskevi (* 1976), griechische Para-Leichtathletin
- Kantzenbach, Erhard (1931–2024), deutscher Ökonom
- Kantzenbach, Friedrich Wilhelm (1932–2013), deutscher Kirchenhistoriker
- Kantzer, Klaus-Peter (1935–2017), deutscher Chemiker und Manager
- Kantzouris, Ilias (* 1973), griechischer Basketballtrainer
- Kantzow, Nils von (1885–1967), schwedischer Militär und OlympiasiegerNils von Kantzow (1885–1967)

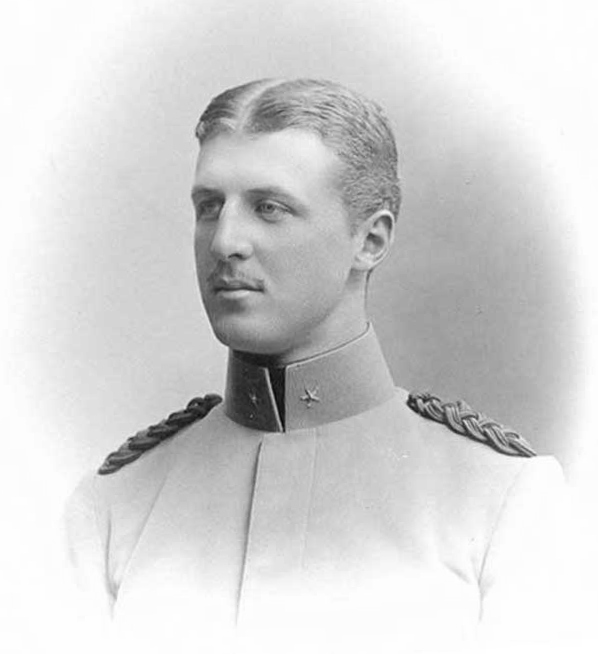
Nils von Kantzow (1885–1967)

- Kantzow, Thomas († 1542), deutscher Chronist und Historiker

### Kanu
- Kanu (* 1984), brasilianischer Fußballspieler
- Kanu, Abu († 1992), sierra-leonischer Rebellenführer
- Kanu, Idris (* 1999), englisch-sierra-leonischer Fußballspieler
- Kanu, Ndidi (* 1986), nigerianische Fußballspielerin
- Kanu, Nwankwo (* 1976), nigerianischer FußballspielerNwankwo Kanu (* 1976)

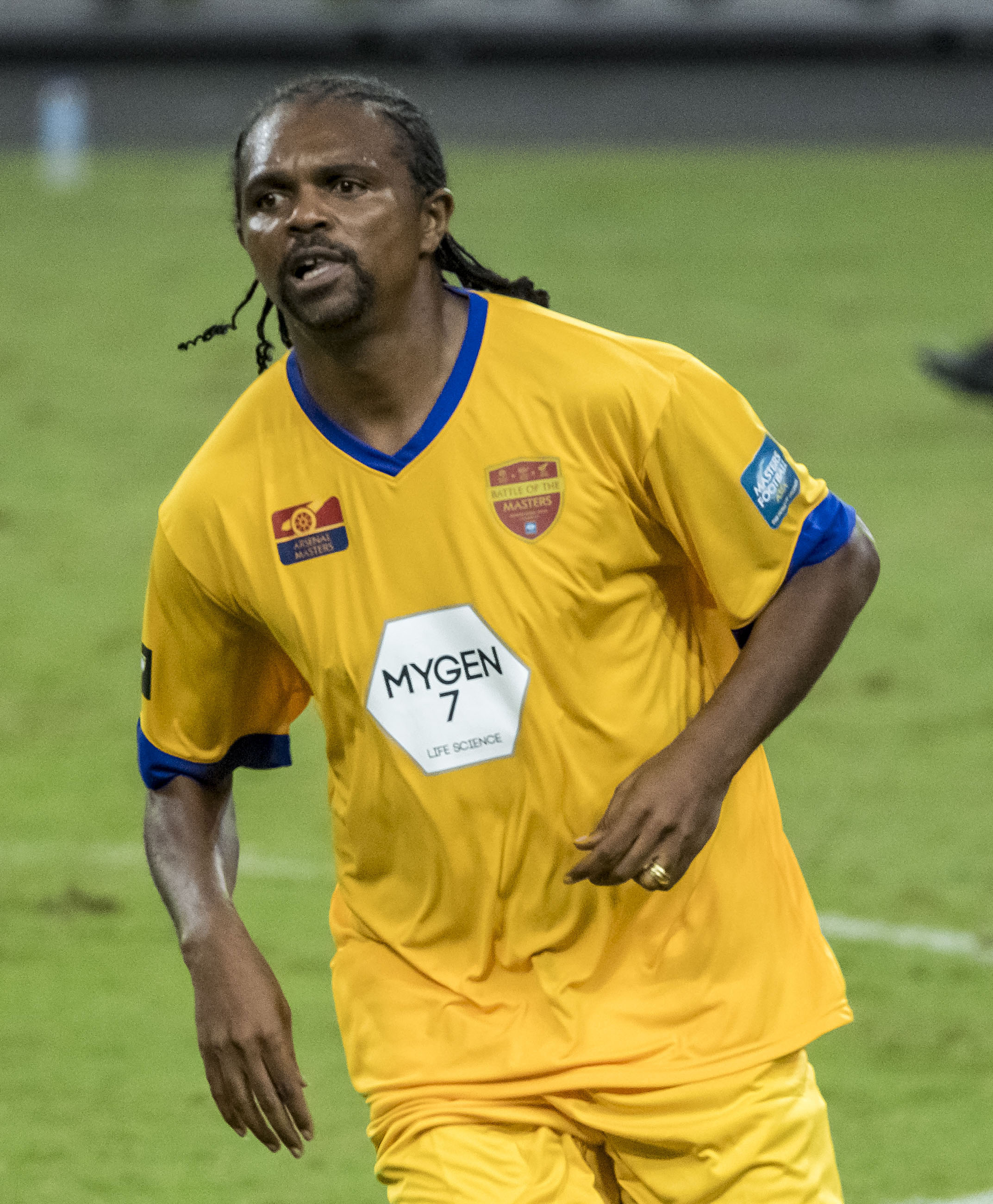
Nwankwo Kanu (* 1976)

- Kanu, Santigie (* 1965), sierra-leonischer Militär
- Kanu, Uchenna (* 1997), nigerianische Fußballspielerin
- Kanu, Yahya († 1992), Staatspräsident Sierra Leones
- Kanuchin, Wladimir (* 1994), russischer Schauspieler
- Kaňuchová, Veronika (* 1993), slowakische Leichtathletin
- Kanuka-Williams, Lynn (* 1960), kanadische Mittel- und Langstreckenläuferin
- Kanuma, Naoki (* 1997), japanischer Fußballspieler
- Kanungo, Nityanand (1900–1988), indischer Politiker
- Kanunnikow, Maxim Sergejewitsch (* 1991), russischer Fußballspieler
- Kanurić, Adnan (* 2000), bosnischer Fußballspieler
- Kanuric, Benjamin (* 2003), österreichischer Fußballspieler
- Kanute, Ben (* 1992), US-amerikanischer Triathlet
- Kanuthsen, Aqqalukasik (1953–2022), grönländischer Politiker (Inuit Ataqatigiit)
- Kanuti, Arap Sum (* 1934), kenianischer Langstreckenläufer

### Kanw
- Kanwar, Amar (* 1964), indischer Dokumentarfilmer und Videokünstler
- Kanwar, Manjusha (* 1971), indische Badmintonspielerin
- Kanwar, Roop (1969–1987), indische Frau, Opfer einer Witwenverbrennung in Indien
- Kanwischer, Alfred, US-amerikanischer Pianist, Musikpädagoge und -wissenschaftler
- Kanwisher, Nancy (* 1958), US-amerikanische Neurowissenschaftlerin

### Kany
- Kany, Charles Emil (1895–1968), US-amerikanischer Romanist und Hispanist tschechischer Abstammung
- Kany, Manfred (1922–2011), deutscher Bauingenieur für Geotechnik
- Kany, Roland (* 1958), deutscher Hochschullehrer, Professor für Kirchengeschichte des Altertums und Patrologie
- Kánya, Emília (1830–1905), ungarische Publizistin, Schriftstellerin, Übersetzerin, Herausgeberin, Feministin
- Kánya, Kálmán (1869–1945), ungarischer Diplomat, Politiker und Außenminister Ungarns (1933–1938)
- Kánya, Kata (* 1953), ungarische Schauspielerin und Moderatorin
- Kányádi, Sándor (1929–2018), rumänischer Schriftsteller
- Kanyakumari, A. (* 1951), indische Geigerin der Karnatischen Musik
- Kanyama, Emmanuele (1962–2018), malawischer Geistlicher, römisch-katholischer Bischof von Dedza
- Kanyama, Matthieu (1917–2005), kongolesischer Geistlicher, römisch-katholischer Bischof von Kabinda
- Kanyaro, Brigitta (* 1991), rumänische Schauspielerin
- Kanyenkiko, Anatole (* 1952), burundischer Politiker und ehemaliger Premierminister
- Kanygin, Igor Wladimirowitsch (* 1956), sowjetischer Ringer
- Kanygin, Wladimir Alexandrowitsch (1948–1990), sowjetischer Gewichtheber
- Kanyi, Amang S. († 1968), gambischer Politiker
- Kanyi, Arabo Ansu, gambischer Politiker
- Kanyi, Seedy Amang, gambischer Politiker
- Kanyomozi, Juliana (* 1981), ugandische Sängerin
- Kanyon, Chris (1970–2010), US-amerikanischer Wrestler
- Kanyuk, Gidi (* 1993), israelischer Fußballspieler
- Kanyuk, László (* 1979), deutsch-ungarischer Fußballspieler

### Kanz
- Kanz ed-Dawla († 1333), nubischer König
- Kanz, Heinrich (1927–2017), deutscher Pädagoge und Hochschullehrer
- Kanz, Joseph (* 1949), deutscher Dirigent, Komponist und Musikarrangeur
- Kanza, Lokua (* 1958), kongolesischer Musiker
- Kanza, Sophie (1940–1999), kongolesische Soziologin und Politikerin
- Kanzaka, Hajime (* 1964), japanischer Schriftsteller
- Kanzaki, Daisuke (* 1985), japanischer Fußballspieler
- Kanzaki, Masaomi (* 1964), japanischer Mangaka
- Kanzane, Biruta Pawlowna (1939–2022), sowjetisch-russische Architektin
- Kanzawenka, Kryszina (* 2001), belarussische Leichtathletin
- Kanzelsberger, Jiří (1927–2017), Synchronsprecher, Dialogregisseur und Dialogbuchautor
- Kanzian, Christian (* 1963), österreichischer Philosoph
- Känzig, Anna (* 1984), Schweizer Sängerin und Songwriterin
- Känzig, Heiri (* 1957), Schweizer Jazzmusiker
- Känzig, Tobias (* 1993), Schweizer Unihockeyspieler
- Känzig, Werner (1922–2002), Schweizer Physiker
- Kanziza, Épiphanie (* 1972), ruandische Politikerin
- Kanzleiter, Dieter (* 1960), deutscher Trompeter, Komponist und Arrangeur
- Kanzleiter, Jürgen (* 1949), deutscher Fußballtorhüter
- Kanzler, Der, Minnesänger und Sangspruchdichter
- Kanzler, Fee Katrin (* 1981), deutsche Schriftstellerin
- Kanzler, Hans-Joachim (* 1946), deutscher Jurist und Vorsitzender Richter am Bundesfinanzhof
- Kanzler, Hermann (1822–1888), päpstlicher Minister, General und Oberbefehlshaber der Truppen ZuaveHermann Kanzler (1822–1888)

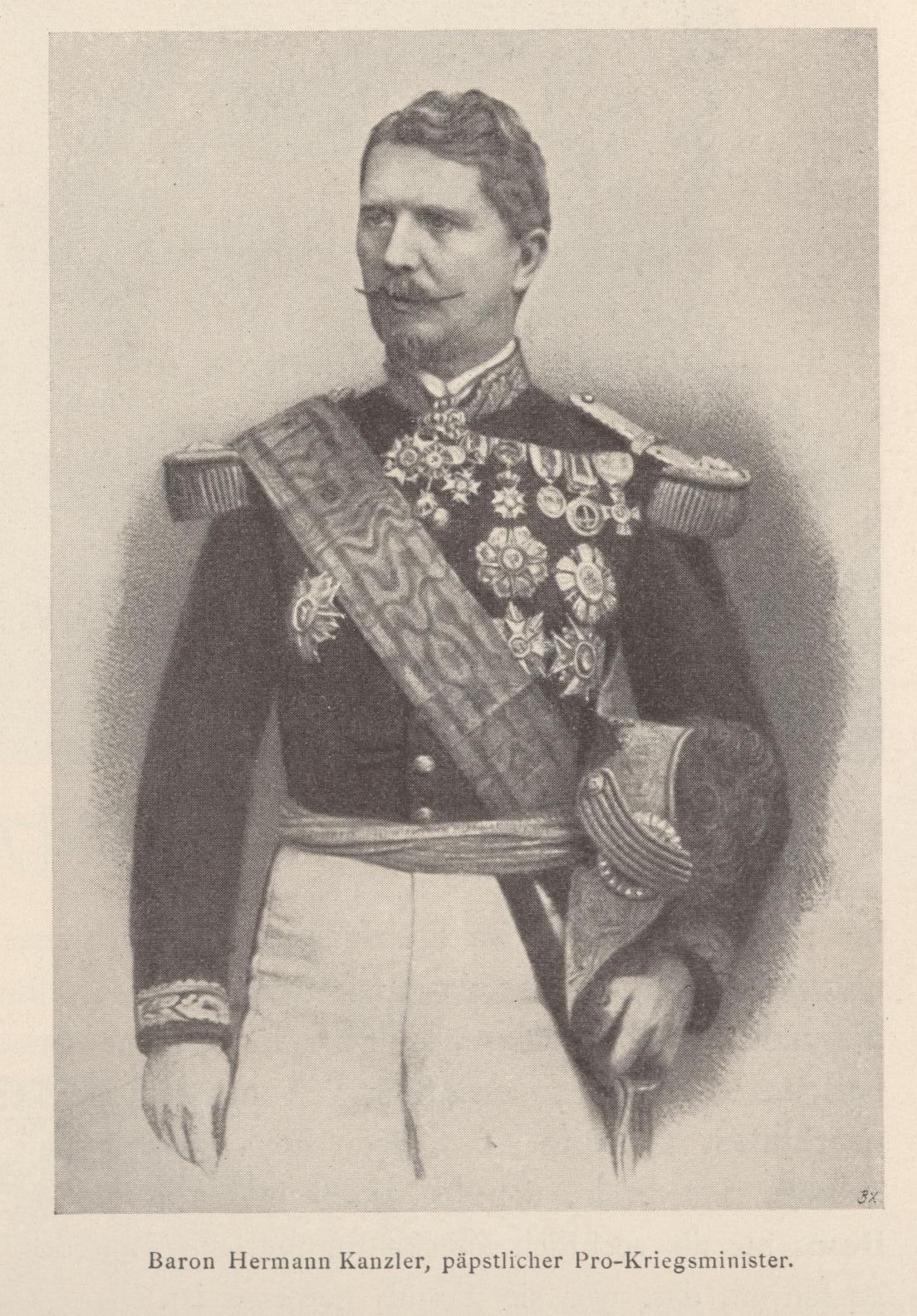
Hermann Kanzler (1822–1888)

- Kanzler, Katja (* 1972), deutsche Amerikanistin, Professorin an der Universität Leipzig
- Kanzler, Oswald (1883–1944), deutscher Kommunalpolitiker und Parteifunktionär der SPD
- Kanzler, Rudolf (1873–1956), deutscher Vermessungsingenieur und Politiker
- Kanzler, Simon, deutscher Jazzmusiker (Vibraphon, Laptop, Komposition)
- Kanzog, Klaus (1926–2025), deutscher Germanist und Hochschullehrer
- Kanzow, Jürgen (1938–1997), deutscher Ingenieur
- Kanzow, Philipp (* 1991), deutscher Zahnmediziner und Hochschullehrer
- Kanzyani, Valentino, slowenischer Techno-DJ, Remixer und Musikproduzent